# Persepoli
Persepoli (Persiano antico 𐎱𐎠𐎼𐎿, Pārsapura) fu una delle cinque capitali dell'Impero achemenide (le altre erano Babilonia, Ecbatana, Pasargade e Susa). È situata a circa cinquanta chilometri a nord della attuale città di Shiraz nella provincia del Fārs dell'attuale Iran.
Il termine "Persepoli" deriva dal greco antico Περσέπολις Persépolis, un termine composto da Πέρσης Pérsēs e πόλις pólis, che significa "città dei Persiani". A causa della convinzione tra i persiani della tarda antichità che i monumenti fossero stati costruiti da Jamshid, una figura della mitologia persiana, il sito fu noto come Trono di Jamshid (in persiano تخت جمشيد ‎, Taḫt-e Jamšīd) sin dai tempi dei Sasanidi (224–651 d.C.).
Scavi sistematici vennero condotti, dal 1931, dall'Istituto orientale dell'Università di Chicago.

## Geografia
Persepoli si trova vicino al piccolo fiume Pulvar, che sfocia poi nel fiume Kor. 
Il sito è costituito da 125 000 metri quadri di superficie pianeggiante, in parte costruita artificialmente e in parte scavata da una montagna, con il suo lato orientale appoggiato al monte Rahmet. Gli altri tre lati sono formati da mura di sostegno, che variano in altezza in funzione della pendenza del terreno. Il dislivello da 5 a 13 metri sul lato occidentale, era colmato da una doppia scala. Da lì, si sale dolcemente verso l'alto. Per creare il terrazzo pianeggiante, le depressioni sono state riempite con terra e pesanti rocce, che sono state unite con ganci metallici.

## Storia
| Storia presunta delle costruzioni. |
| 1° periodo : Dario I (518 al 490 a.C.) - Terrazza - Apadana (palazzo, scalinata Est) - Tesoro                                                                                   |
| 2° periodo: Dario I - Serse I (490 al 480 a.C.) - Tachara - Scalinata di Persepoli - Porta di tutte le nazioni - Apadana (scalinata Nord)                                       |
| 3° periodo : Serse I (480 al 470 a.C.) - Hadish - Harem - Tripylon - Palazzo D                                                                                                  |
| 4° periodo: Artaserse I - Palazzo delle 100 colonne - Palazzo di Artaserse I - Garnison                                                                                         |
| 5° periodo - Tomba di Artaserse II - Palazzo di Artaserse III - Sala delle 32 colonne - Tomba di Artaserse III - Strada delle processioni - Porta incompiuta - Tomba incompiuta |
| Sconosciuta - Costruzione Sud |

Evidenze archeologiche dimostrano che i primi resti di Persepoli risalgono al 515 a.C. André Godard, l'archeologo francese che scavò le rovine di Persepoli nei primi anni 1930, credeva che non fosse stato Dario ad aver scelto il sito di Persepoli, ma che fu Dario  che costruì il terrazzamento ed i palazzi.
Dal momento che, a giudicare dalle iscrizioni, gli edifici di Persepoli vennero costruiti da Dario I, fu probabilmente sotto questo re, con il quale lo scettro passò a un nuovo ramo della casa reale, che Persepoli divenne la vera capitale della Persia. Come residenza dei governanti dell'impero, tuttavia, era un luogo remoto in una regione montagnosa di difficile accesso e tutt'altro che conveniente. Le vere capitali del paese erano Susa, Babilonia e Ecbatana. Questo spiega il fatto che i greci non erano a conoscenza della città fino all'epoca di Alessandro Magno che la conquistò e saccheggiò.

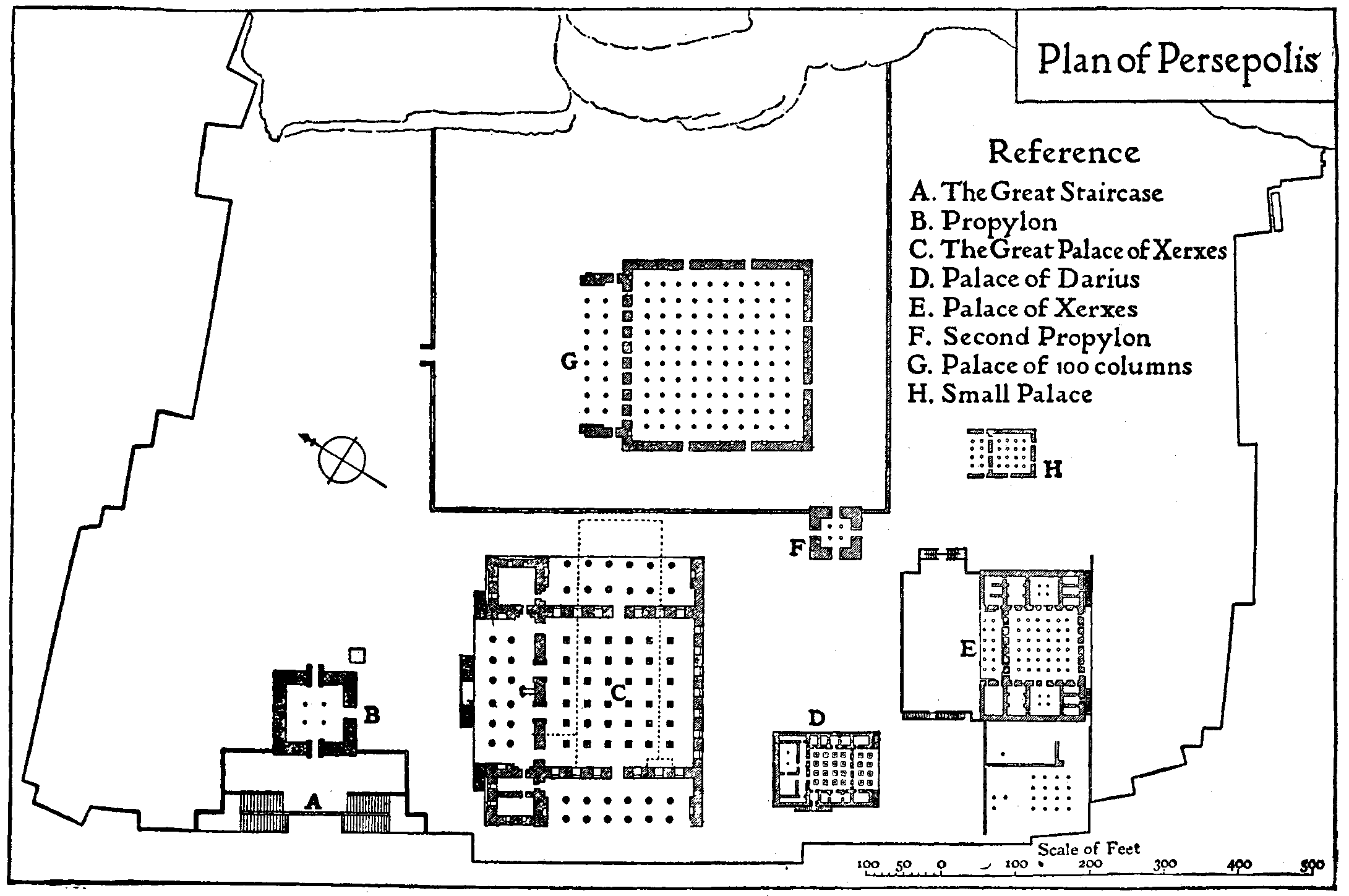
Pianta aerea di Persepoli.

La città fu probabilmente fondata per creare una cornice di splendore degna del "Re dei Re" e per creare uno spazio spettacolare per la festa di capodanno con la partecipazione di delegazioni di tutti i popoli dell'impero.
Dario I ordinò la costruzione dell'Apadana e della Sala del Consiglio (Tripylon o la "Porta Tripla"), del principale Tesoro imperiale e dei suoi dintorni. Questi edifici vennero completati durante il regno di suo figlio, Serse I. Inoltre la costruzione degli edifici sulla terrazza continuò fino alla caduta dell'impero achemenide.
Intorno al 519 a.C., ebbe inizio la costruzione di un'ampia scalinata. La scala doveva inizialmente essere l'ingresso principale alla terrazza posta a 20 metri rispetto al suolo. La doppia scalinata di calcare bianco, nota come scala di Persepoli o scalone dei leoni, venne costruita simmetricamente sul lato occidentale della Grande muraglia. I 111 gradini sono larghi 6,9 metri, con una pedata di 31 cm. e un'alzata di 10 cm. In origine, si credeva che fosse stata costruita per consentire ai nobili e ai reali di salire a cavallo, ma le nuove teorie, tuttavia, suggeriscono che le pedate poco profonde permettevano ai dignitari in visita di mantenere un aspetto regale durante la salita. La parte superiore delle scale porta a un piccolo cortile nella parte nord-orientale della terrazza, di fronte alla Porta di tutte le Nazioni fatta erigere da Serse I.

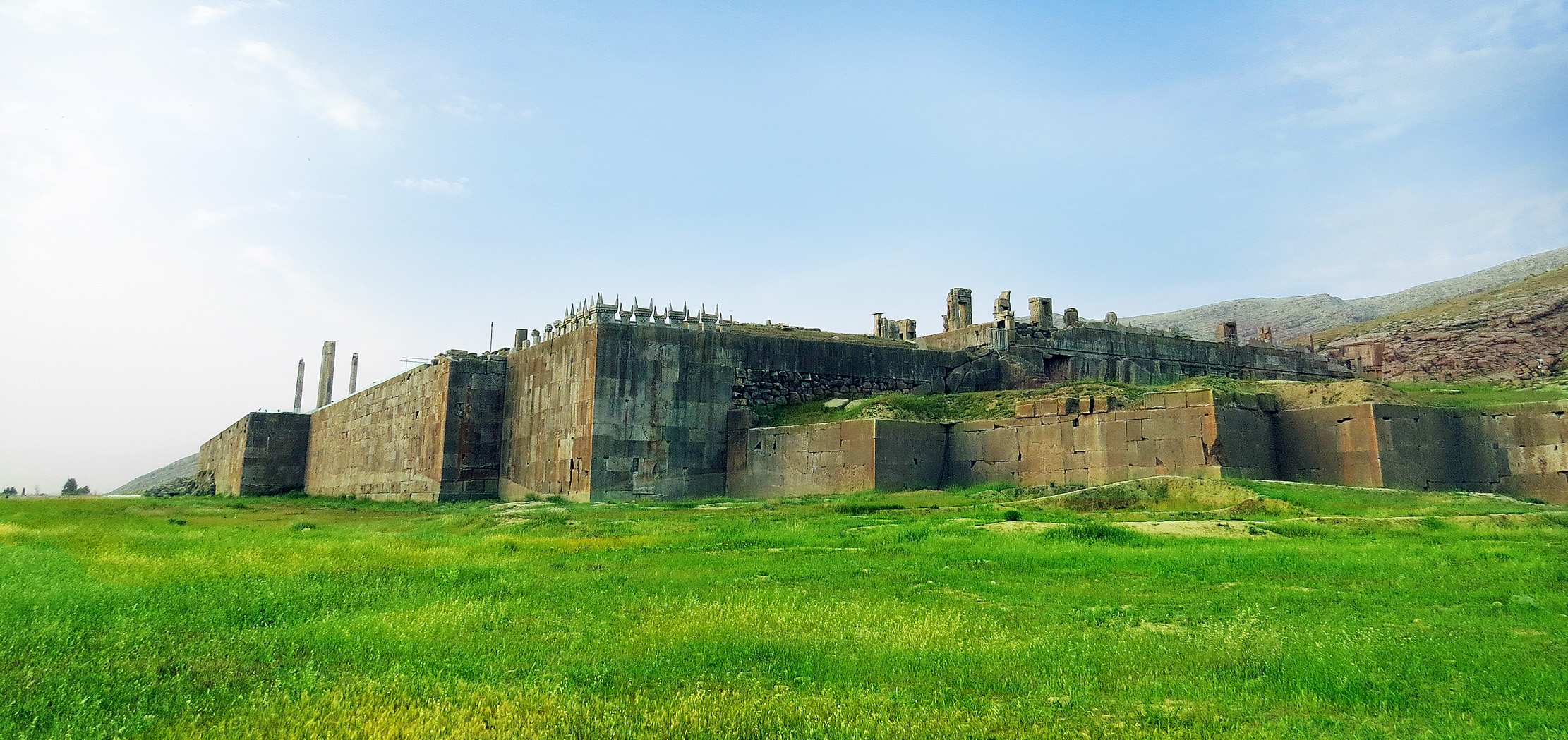
Rovine del Palazzo di Artaserse I

Calcare grigio è la pietra principale usata per costruire gli edifici di Persepoli. Dopo che la roccia naturale era stata livellata e le depressioni riempite, venne preparata la terrazza. I principali tunnel per le acque di scarico vennero scavati sottoterra. Un grande serbatoio di acqua venne scavato ai piedi della parte orientale della montagna. Il professor Olmstead ha suggerito che la cisterna venne realizzata nello stesso periodo della costruzione delle torri.
Il piano irregolare della terrazza, tra cui le fondazioni, fungeva da castello, le cui pareti ad angolo consentivano ai suoi difensori di visualizzare qualsiasi sezione del fronte esterno. Diodoro Siculo scriveva che Persepoli aveva tre mura con bastioni, tutte munite di torri, per offrire uno spazio protetto agli uomini addetti alla difesa. Le prime mura erano alte 7 metri, le seconde, 14 e le terze, che coprivano tutti e quattro i lati, 27 metri, anche se oggi non c'è più la presenza di mura. 
Su questa vasta terrazza si affacciava la grande sala delle udienze o Apadana, uno dei più grandi saloni del mondo antico, alto oltre 20 metri e posto su uno zoccolo di ulteriori 2,60 metri. A pianta quadrata aveva probabilmente la funzione di impressionare i visitatori e gli ambasciatori in arrivo alla città imperiale.
Verso est, si affacciava sulla "Piazza delle Cerimonie" il vasto "salone delle cento colonne" con la sala del trono e la camera del tesoro.
In posizioni più arretrate, dietro l'Apadana vi era la sala dei banchetti, l'elegante "Scalinata dei Pavoni", i palazzi di Dario I, di Serse, di Artaserse III Oco e i vasti giardini su cui si apriva l'enorme harem imperiale. Sulla collina, ad est si ergevano la tomba di Artaserse III ed il Tempio del fuoco.
Le numerosissime colonne che erano presenti nei vari saloni erano caratterizzate da un aspetto ricco e fastoso, rappresentato da basi a forma di campana con decorazioni a motivi di foglie pendenti o fiori in parte stilizzati da cui parte il fusto scannellato della colonna, con un richiamo ai modelli egizi. Del resto la manodopera impiegata per la costruzione del nuovo centro cittadino proveniva da tutte le parti dell'impero (scalpellini dalla Ionia e Cappadocia, orefici dalla Media e dall'Egitto, i mattoni invetriati erano fabbricati da operai babilonesi e per gli ornamenti architettonici dalla Media e dall'Elam).
Sotto lo sfortunato Dario III, era questa la più ricca città che nel suo corso illuminasse il sole. Le case istesse degli abitanti brillavano da tutte le parti dell'oro e delle preziose pietre che una lunga serie di anni tranquilli e felici vi avea potuto accumulare. 
(Dizionario d'ogni mitologia e antichità, Girolamo Pozzoli)

### Distruzione
Dopo l'invasione della Persia, nel 330 a.C., Alessandro Magno inviò il grosso del suo esercito a Persepoli attraverso la via Reale. Egli distrusse la "Porta persiana", un passo tra i monti Zagros, e riuscì facilmente a prendere Persepoli prima che il suo tesoro potesse essere messo in salvo. Dopo diversi mesi, Alessandro consentì alle sue truppe di saccheggiare Persepoli.

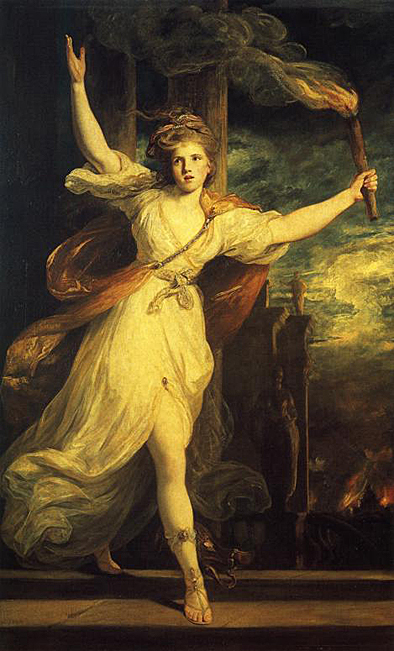
Joshua Reynolds, Taide che avrebbe convinto Alessandro a bruciare Persepoli

In quel periodo, un incendio bruciò i "palazzi" o "il palazzo". Gli studiosi concordano sul fatto che questo evento, descritto nelle fonti storiche, si verificò presso le rovine che sono state ora ri-identificate come Persepoli. Da indagini di Stolze, sembra che almeno uno di questi palazzi, il castello costruito da Serse I, presenta tracce evidenti di essere stato distrutto da un incendio. La località descritta da Diodoro Siculo, su fonti di Clitarco di Alessandria, corrisponde, secondo importanti particolari, alla storica Persepoli, ad esempio, per essere sostenuta dalla montagna ad oriente.
Si ritiene che l'incendio che distrusse Persepoli fosse iniziato dal Palazzo Hadish, che era l'abitazione di Serse I, e che si diffuse al resto della città. Non è chiaro se il fuoco sia stato un incidente o un atto deliberato di vendetta per la combustione dell'Acropoli di Atene durante la seconda invasione persiana della Grecia. Molti storici sostengono che, mentre l'esercito di Alessandro celebrava la vittoria con un simposio, decisero di vendicarsi contro i Persiani.
Il libro di Arda Viraf, un'opera zoroastriana composta nel III o IV secolo, descrive gli archivi di Persepoli come contenenti "tutte le Avestā e Zend, scritte con inchiostro d'oro su pelli di mucca conciate", che erano state bruciate. Infatti, nel suo Cronologia delle Nazioni antiche, lo scrittore persiano al-Biruni indica l'indisponibilità di alcune fonti storiografiche iraniche in epoca post-achemenide, soprattutto durante l'Impero partico. E aggiunge: "[Alessandro] bruciò l'intera Persepoli come vendetta contro i Persiani, perché sembra che il re persiano Serse avesse bruciato la città greca di Atene, circa 150 anni prima. Si dice che, anche oggi, le tracce del fuoco siano visibili in alcuni punti."
Paradossalmente, l'evento che causò la distruzione di questi testi può aver portato alla conservazione degli archivi amministrativi Achemenidi, che altrimenti sarebbero andati perduti nel corso del tempo a causa di eventi naturali o artificiali. Secondo testimonianze archeologiche, la combustione parziale di Persepoli non influenzò ciò che viene ora indicato come le tavolette dell'archivio della fortificazione di Persepoli, ma piuttosto può aver causato l'eventuale crollo della parte superiore del muro di fortificazione settentrionale che ha conservato le tavolette fino a quando vennero recuperate dagli archeologi dell'Istituto orientale di Chicago.

### Dopo la caduta dell'Impero achemenide

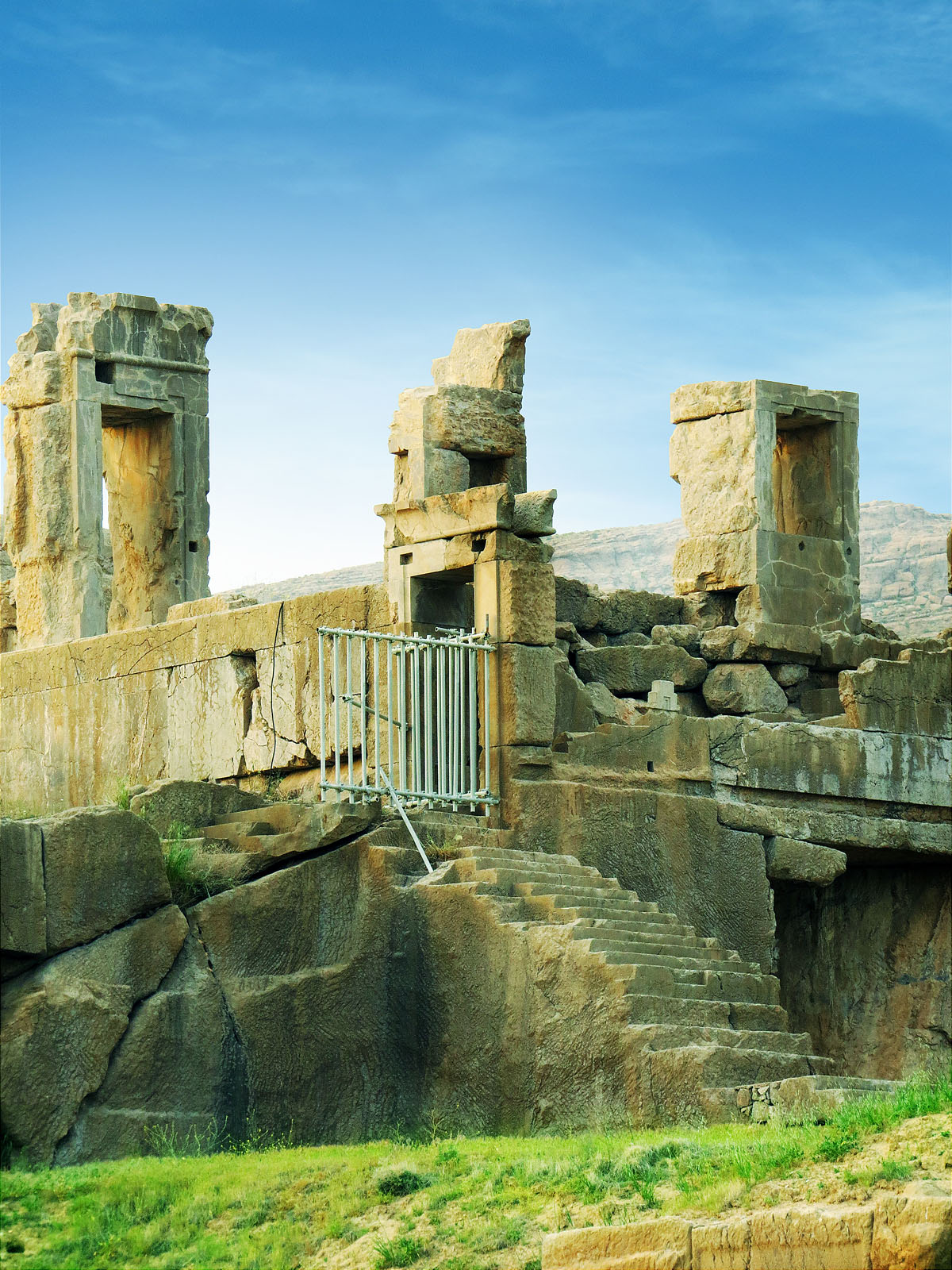
Rovine del lato orientale del complesso di Persepoli.

Nel 316 a.C., Persepoli era ancora la capitale della Persia quale provincia del grande impero macedone (vedi Diod. xix, 21 seq., 46; probabilmente su fonti di Geronimo di Cardia, che era vissuto intorno al 326). La città dovrebbe poi essere andata gradualmente in declino nel corso del tempo. La città bassa, ai piedi della città imperiale avrebbe potuto sopravvivere per un periodo più lungo; ma le rovine degli Achemenidi rimasero a testimonianza del suo antico splendore. È probabile che la città principale del paese, o almeno del distretto, fosse sempre in questi dintorni.
Intorno al 200 a.C., la città di Istakhr, a cinque chilometri a nord di Persepoli, era la sede dei governatori locali. Da lì, vennero poste le fondamenta del secondo grande impero persiano, e Istakhr acquisì particolare importanza come centro di saggezza sacerdotale e ortodossia. I re sasanidi coprirono le rocce in questo luogo, e in parte anche le rovine Achemenidi, con le loro sculture e iscrizioni. Le stesse debbono essere state in gran parte realizzate in loco, anche se non sulla stessa scala di magnificenza dei loro antichi predecessori. I Romani sapevano poco di Istakhr come i Greci avevano saputo poco di Persepoli, nonostante il fatto che i Sasanidi avessero mantenuto rapporti per quattrocento anni, amichevoli o ostili, con l'Impero romano.
Al tempo della conquista islamica della Persia, Istakhr oppose una disperata resistenza. Era ancora un posto di notevole importanza nel primo secolo dell'Islam, anche se la sua grandezza si era andata rapidamente eclissando per la nascita dalla nuova metropoli di Shiraz. Nel X secolo, Istakhr era diventata insignificante, come risulta dalle descrizioni di al-Istakhri, un nativo (c. 950), e di al-Muqaddasi (c. 985). Nel corso dei secoli successivi, Istakhr andò gradualmente declinando, fino a che non cessò di esistere come città.

## Ricerche archeologiche
Odorico da Pordenone passò per Persepoli nella sua strada verso la Cina nel 1320. Nel 1474, Giosafat Barbaro visitò le rovine di Persepoli, che disse erroneamente essere di origini ebraiche. Antonio de Gouveia, portoghese, scrisse sulle iscrizioni cuneiformi dopo la sua visita nel 1602. La sua prima cronaca sulla Persia, la Jornada, venne pubblicata nel 1606.
Nel 1618, Garcia de Silva Figueroa, ambasciatore di re Filippo III di Spagna alla corte di ʿAbbās I, Shahanshah safavida, fu il primo viaggiatore occidentale ad identificare correttamente le rovine di Persepoli.
Pietro della Valle visitò Persepoli nel 1621, e riferì che soltanto 25 delle 72 colonne originarie rimanevano in piedi, a causa di vandalismi e processi naturali.
(Pietro Della Valle)
Il viaggiatore olandese Cornelis de Bruijn visitò Persepoli nel 1704. Fu il primo occidentale che realizzò dei disegni del sito.

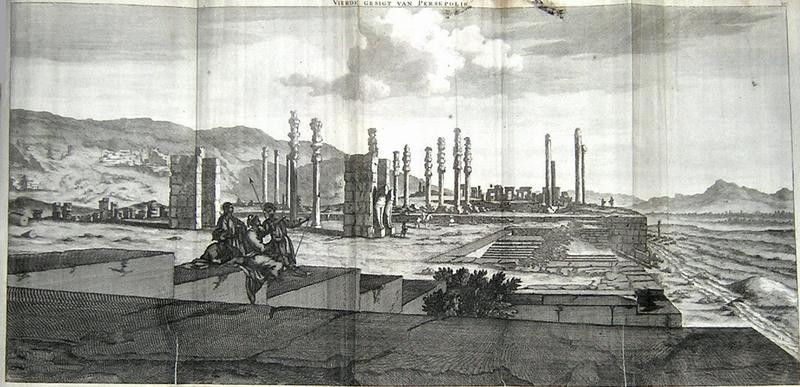
Schizzi di Persepoli, nel 1704 di Cornelis de Bruijn
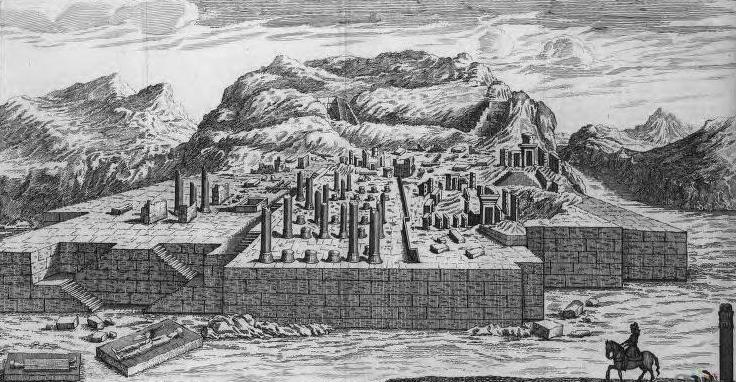
Disegno di Persepoli nel 1713 di Gérard Jean-Baptiste
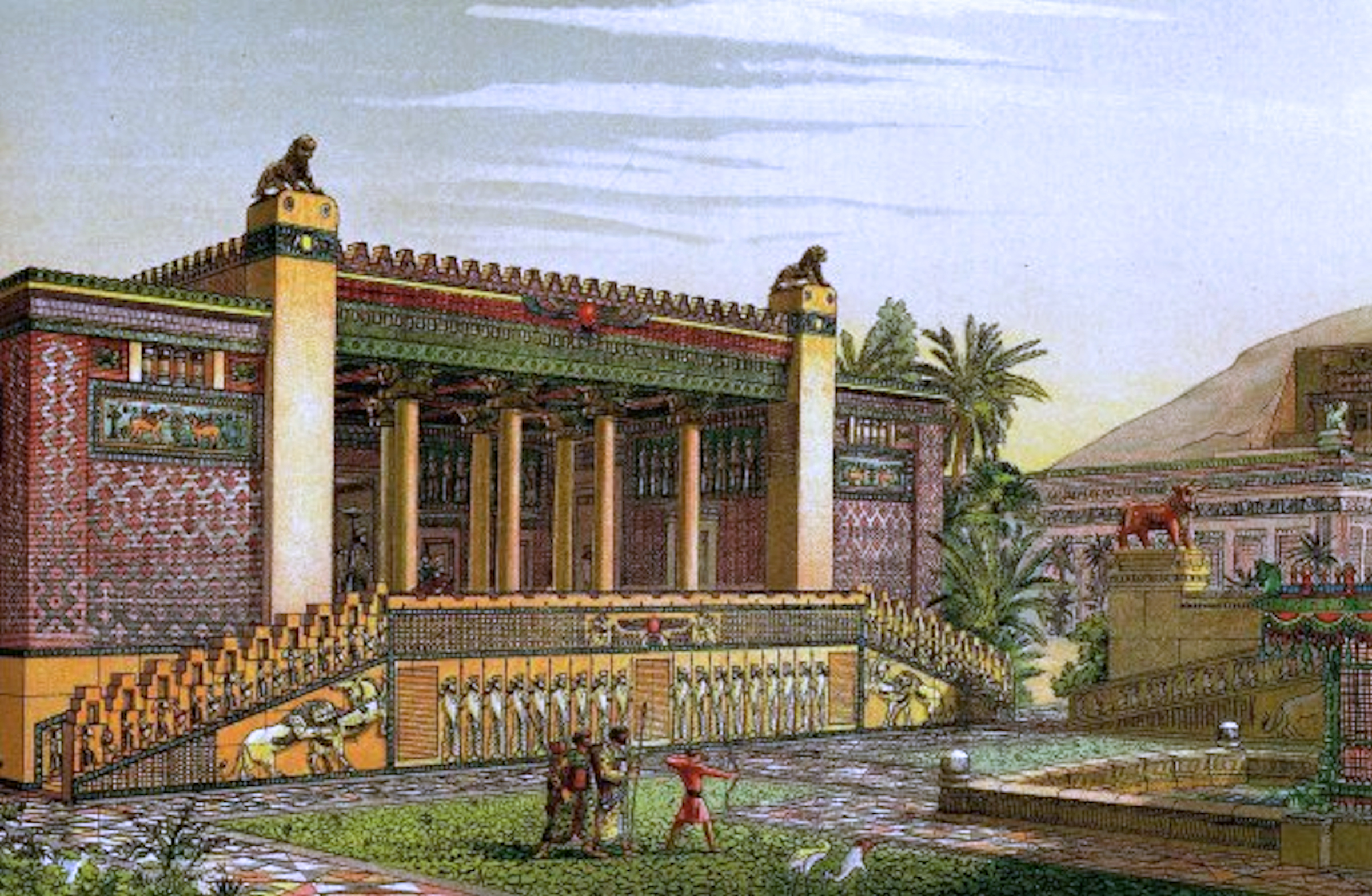
Disegno di Tachara di Charles Chipiez
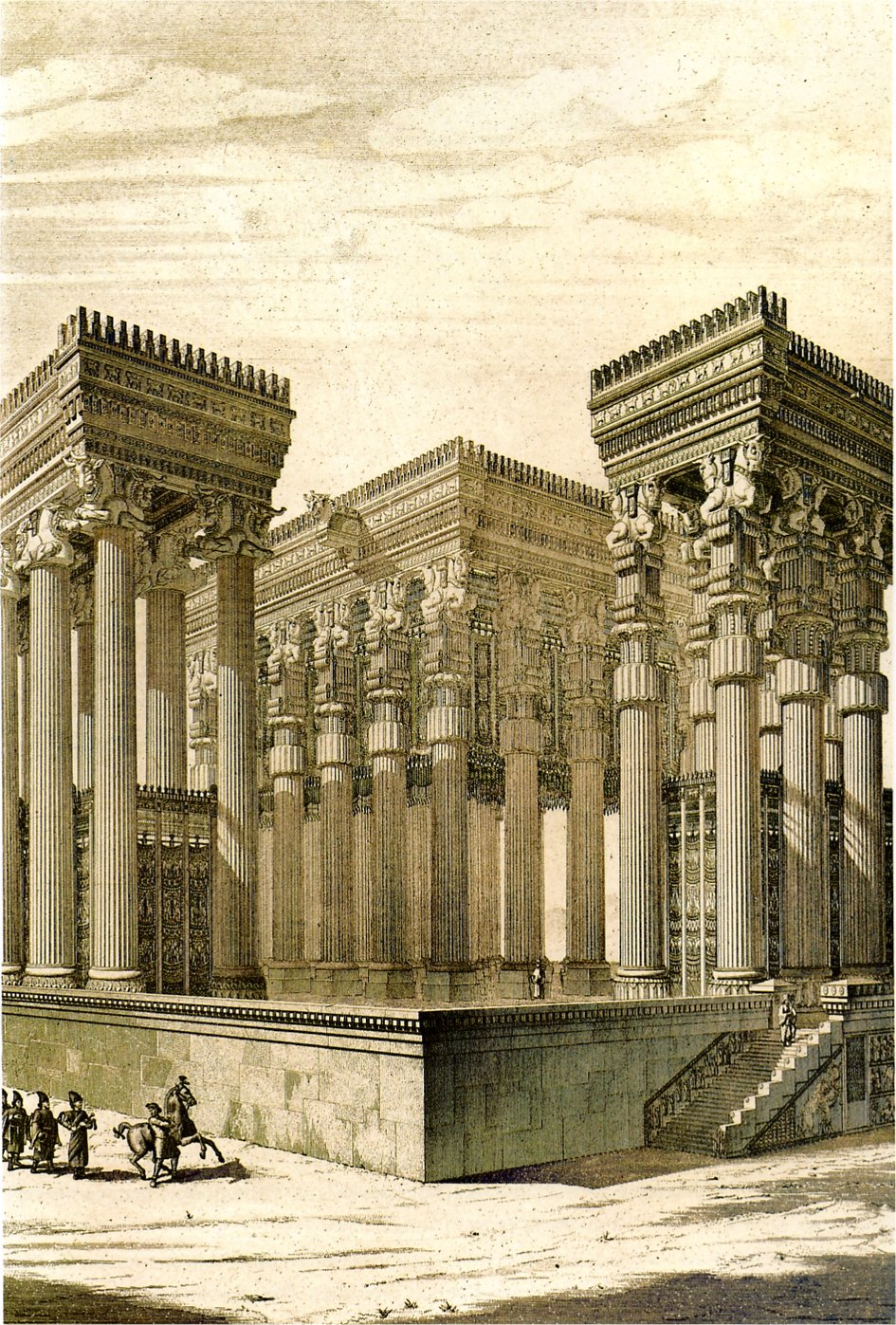
Apadana di Charles Chipiez
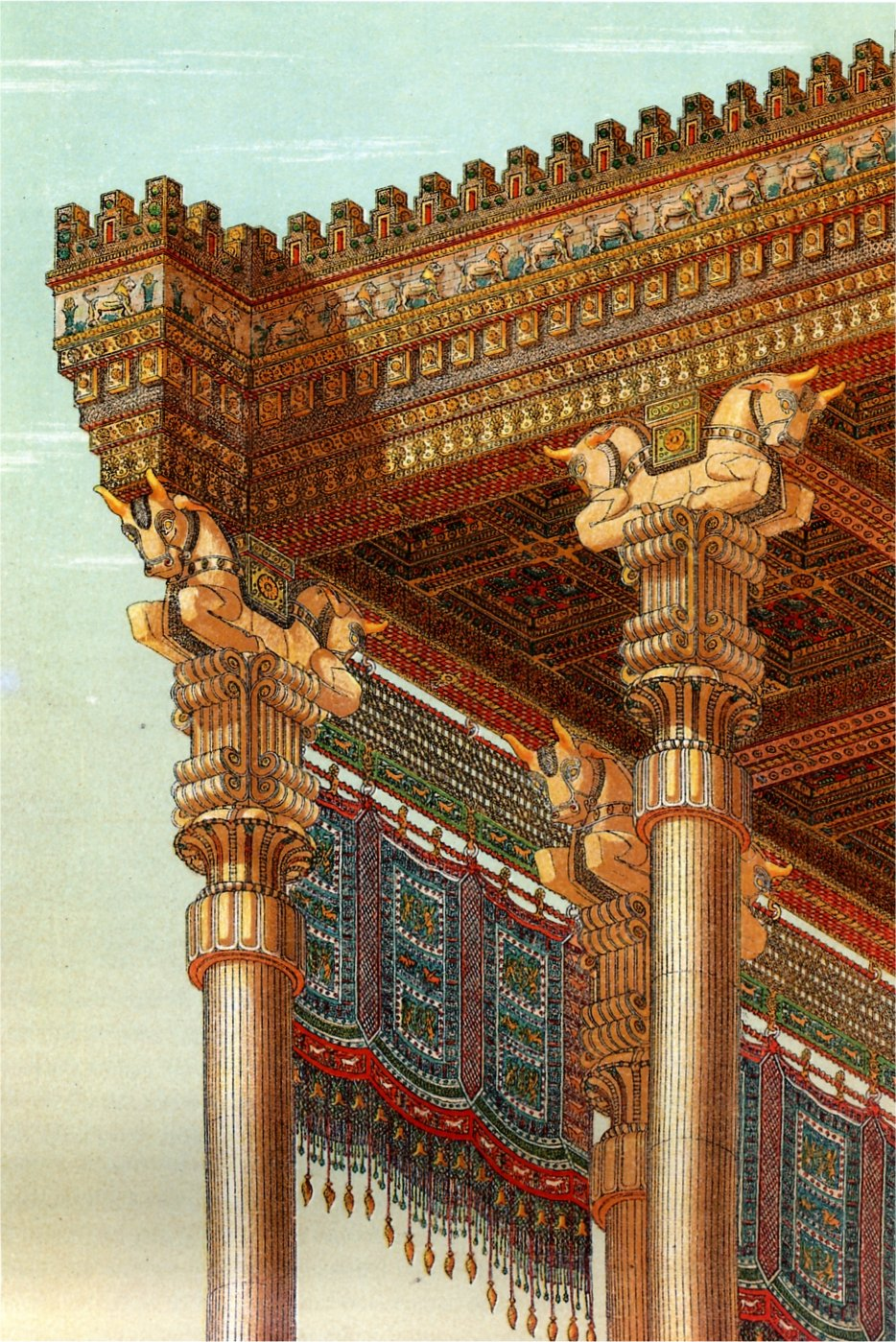
Apadana, dettaglio di Charles Chipiez

La regione, molto fertile, era costellata di villaggi fino alla terribile devastazione avvenuta nel XVIII secolo; anche ora è abbastanza ben coltivata. Il Castello di Istakhr ebbe una parte cospicua come fortezza, più volte, durante il periodo musulmano. Era il mediano e il più alto delle tre balze scoscese che si innalzano dalla valle del fiume Kor, a una certa distanza ad ovest o nord-ovest della necropoli del Naqsh-e Rostam.
I viaggiatori francesi Eugène Flandin e Pascal Coste furono tra i primi a fornire non solo una descrizione completa della struttura di Persepoli, ma anche a creare alcune delle migliori e più antiche rappresentazioni visive del sito. Nelle loro pubblicazioni fatte a Parigi, nel 1881 e nel 1882, dal titolo Voyages en Perse de MM. Eugene Flanin peintre et Pascal Coste architect, gli autori fornirono circa 350 illustrazioni particolareggiate dei monumenti di Persepoli. L'influenza francese e l'interesse per i ritrovamenti archeologici di Persia non sarebbe finita fino ai tempi di Reza Shah Pahlavi, quando figure illustri come André Godard contribuirono a creare il primo museo del patrimonio iraniano.
Tra gli anni 1800 e i primi anni del 1900, vennero eseguiti diversi scavi amatoriali, in alcuni casi anche su larga scala.
La prima campagna scientifica di scavi a Persepoli venne effettuata da Ernst Herzfeld e Erich Schmidt dell'Istituto orientale dell'Università di Chicago. Condussero scavi per otto stagioni, a partire dal 1930, che comprendevano altri siti nelle vicinanze.
Herzfeld credeva che i motivi alla base della costruzione di Persepoli fossero stati la necessità di un ambiente maestoso, un simbolo per il loro impero, e per celebrare eventi speciali, in particolare il Nowruz. Per ragioni storiche, Persepoli venne costruita quando venne fondata la dinastia Achemenide, anche se non era il centro dell'impero a quell'epoca.
L'architettura di Persepoli è nota per il suo uso di colonne di legno. Gli architetti ricorsero alla pietra solo quando i più grandi cedri del Libano o teak dell'India non soddisfacevano le dimensioni richieste. Le basi delle colonne e i capitelli erano di pietra, anche su colonne di legno, ma è probabile anche l'esistenza di capitelli in legno.
Gli edifici a Persepoli comprendono tre gruppi distinti: quartieri militari, il Tesoro, e le sale di accoglienza e abitazioni occasionali per il re. Tra le strutture note figurano la Grande Scalinata, la Porta di tutte le Nazioni, l'Apadana, la Sala delle cento colonne, il Tripylon e il Tachara, il Palazzo Hadish, il Palazzo di Artaserse III, il Tesoro imperiale, le Scuderie reali e il Deposito dei cerri.

## Rovine

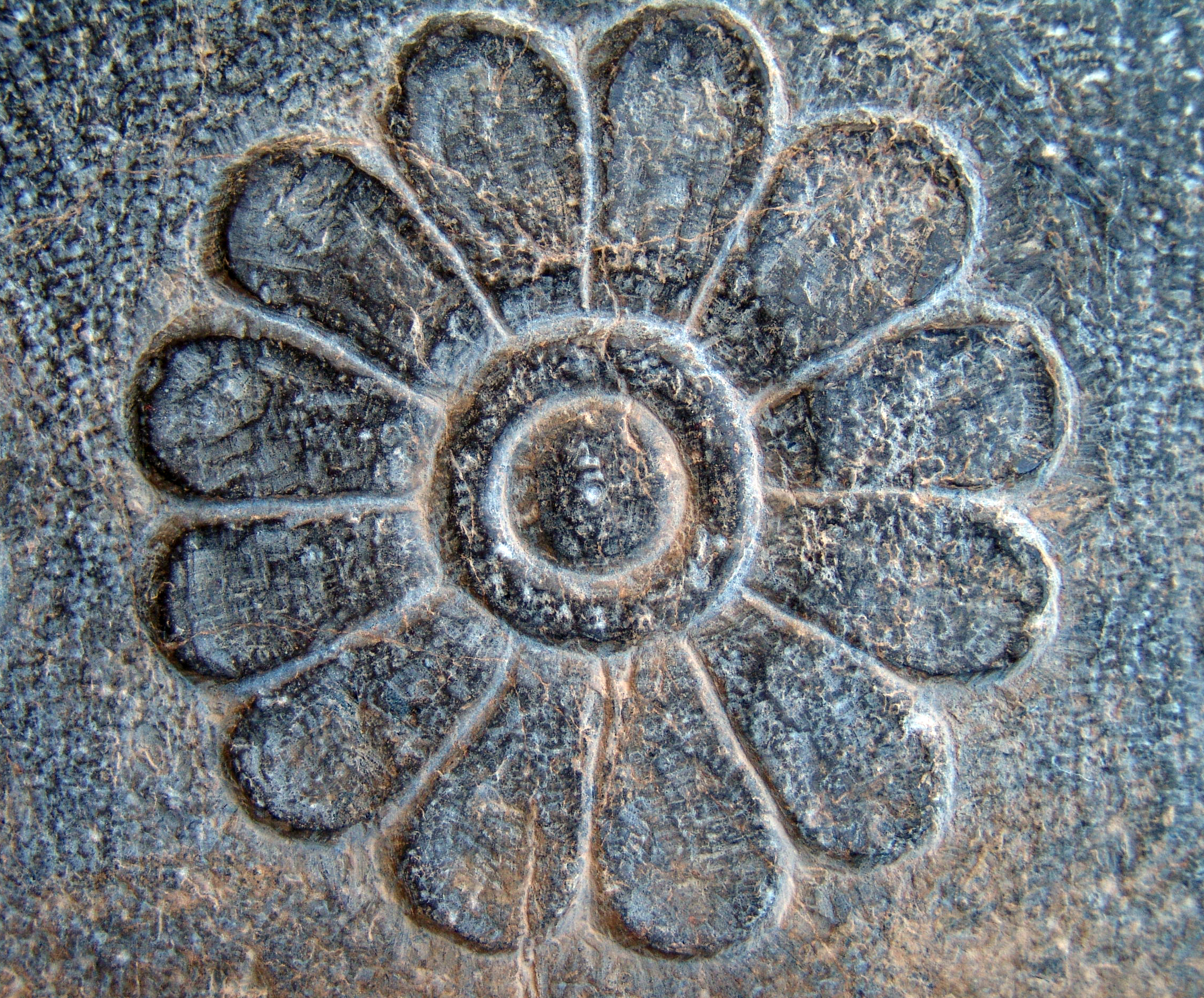
Disegni di fiori di loto vengono frequentemente utilizzati sui muri e monumenti di Persepoli.

Esistono rovine di un certo numero di edifici colossali sulla terrazza. Sono tutte realizzate in marmo grigio scuro. Fra esse quindici colonne spiccano ancora intatte. Altre tre sono state ri-erette a partire dal 1970. Molti degli edifici non vennero mai completati. F. Stolze dimostrò che sono stati trovati anche alcuni scarti di lavorazione.
Dai tempi di Pietro della Valle, è stato fuori discussione che queste rovine rappresentano la Persepoli conquistata, e in parte distrutta, da Alessandro Magno.
Dietro il complesso di Persepoli, ci sono tre sepolcri scavati nella roccia della collina. Le facciate, una delle quali è incompleta, sono riccamente decorate con bassorilievi. A circa 13 km a NNE, sul lato opposto del fiume Pulvar, sorge una parete rocciosa perpendicolare, in cui sono scolpite quattro tombe simili, a notevole altezza dal fondo della valle. I moderni iraniani chiamano questo luogo  Il bassorilievo Rostam, dai bassorilievi sassanidi incisi sotto l'apertura, che sono una rappresentazione del mitico eroe Rostam. Si può dedurre dalle sculture che gli occupanti di queste sette tombe erano re. Un'iscrizione su una delle tombe dichiara di essere quella di Dario I di Persia, riguardo al quale Ctesias riferisce che la sua tomba era di fronte a una roccia e poteva essere raggiunta solo con l'uso di corde. Ctesias menziona inoltre, per quanto riguarda un certo numero di re persiani, che i loro resti vennero portati "ai Persiani", o che morirono lì.

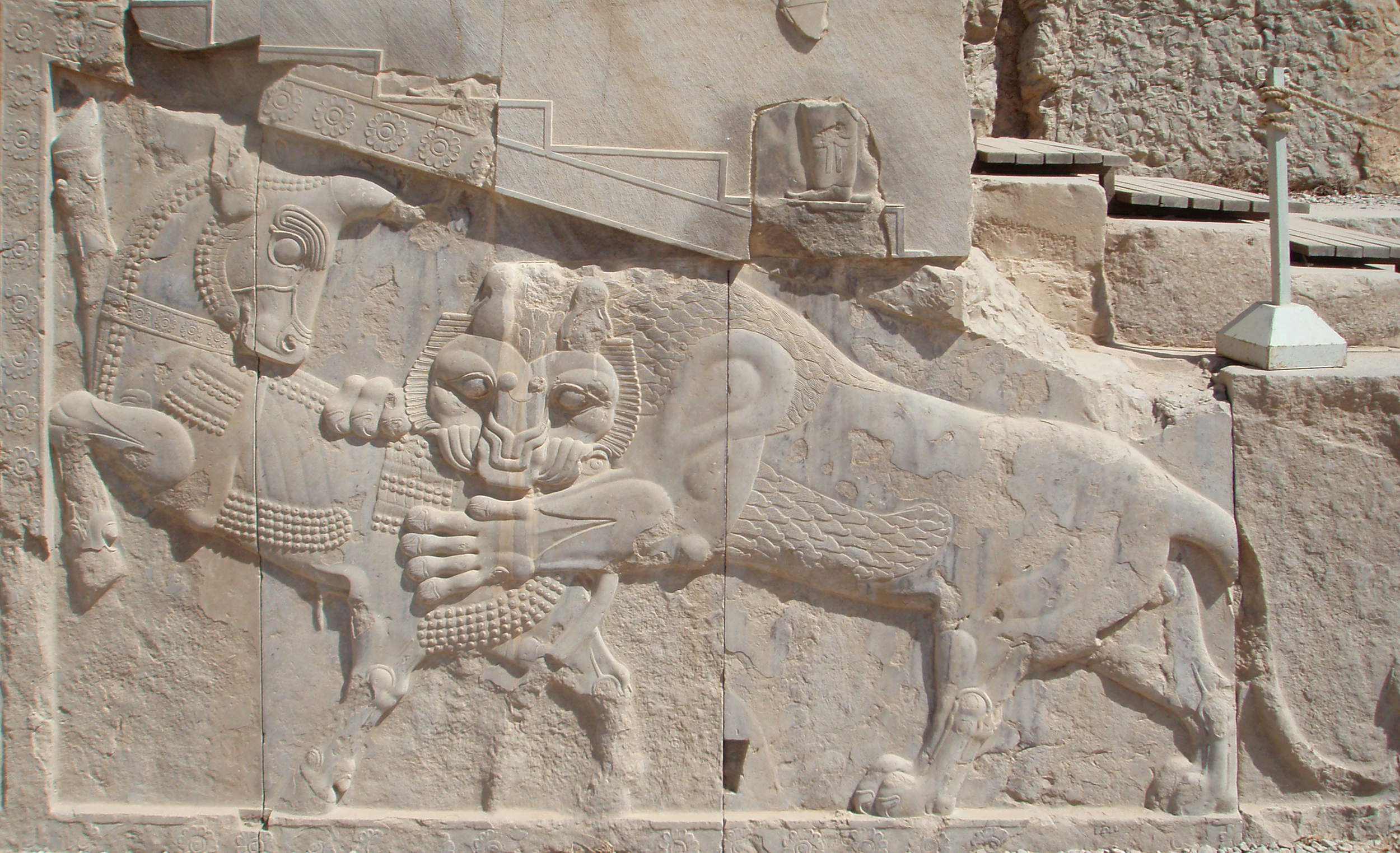
Bassorilievo a Persepoli, rappresentante un simbolo zoroastriano per Nowruz
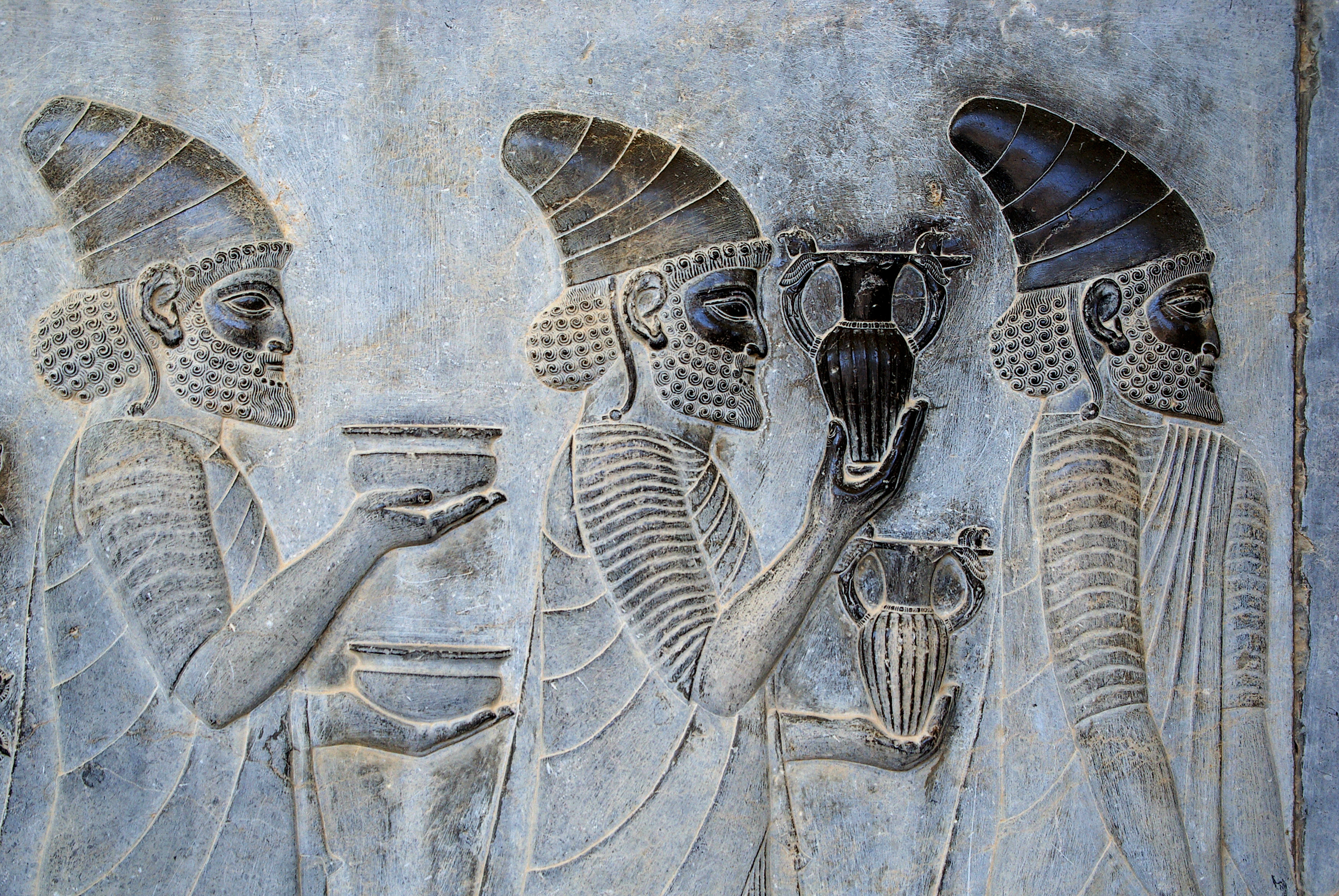
Un bassorilievo di Armeni che portano il loro famoso vino al re, nell'Apadana
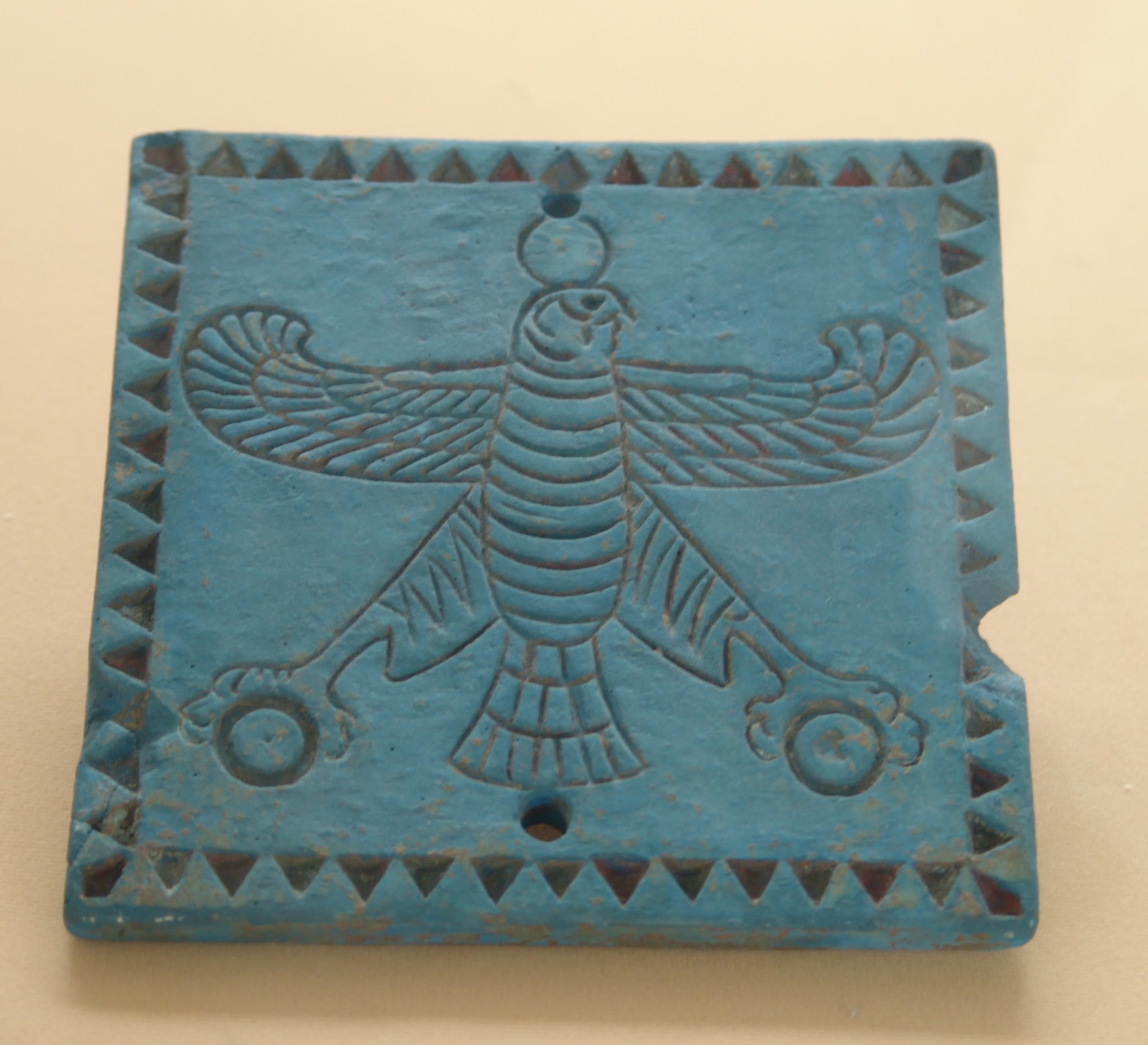
Lapislazzuli di Persepoli, nel Museo nazionale, Teheran
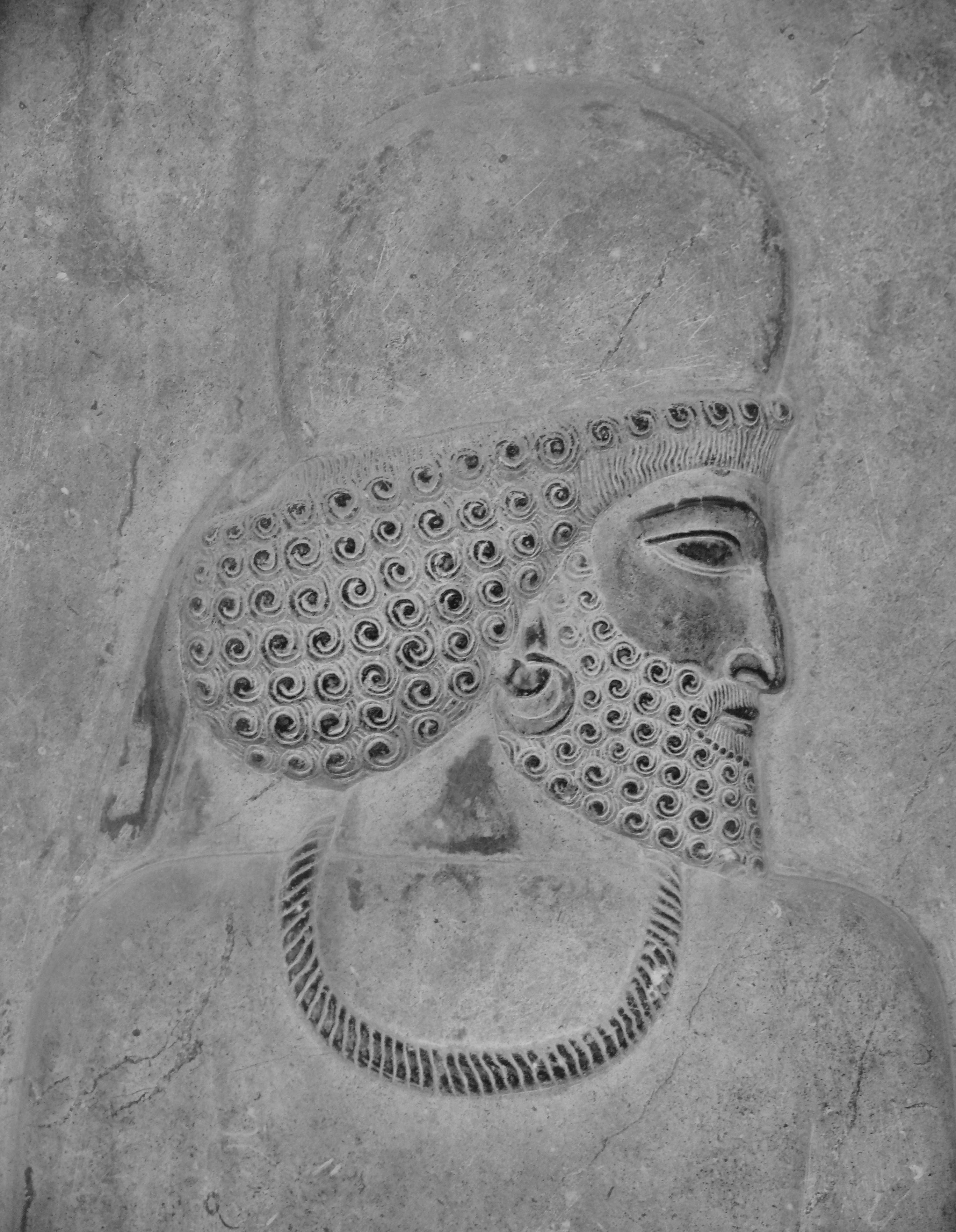
Bassorilievo di Persepoli rappresentante un Medo
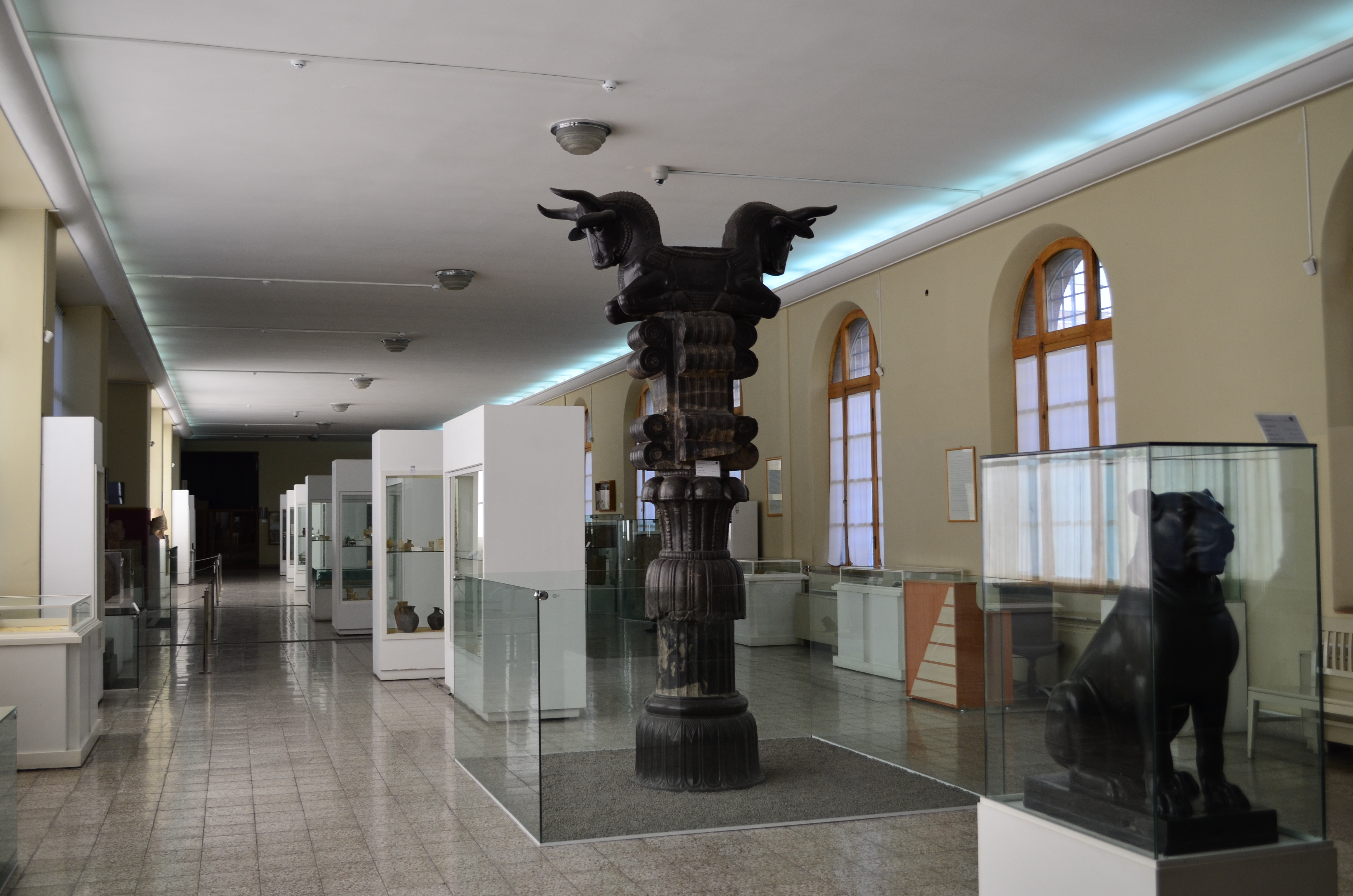
Oggetti da Persepoli esposti al Museo nazionale, Teheran

### Terrazza

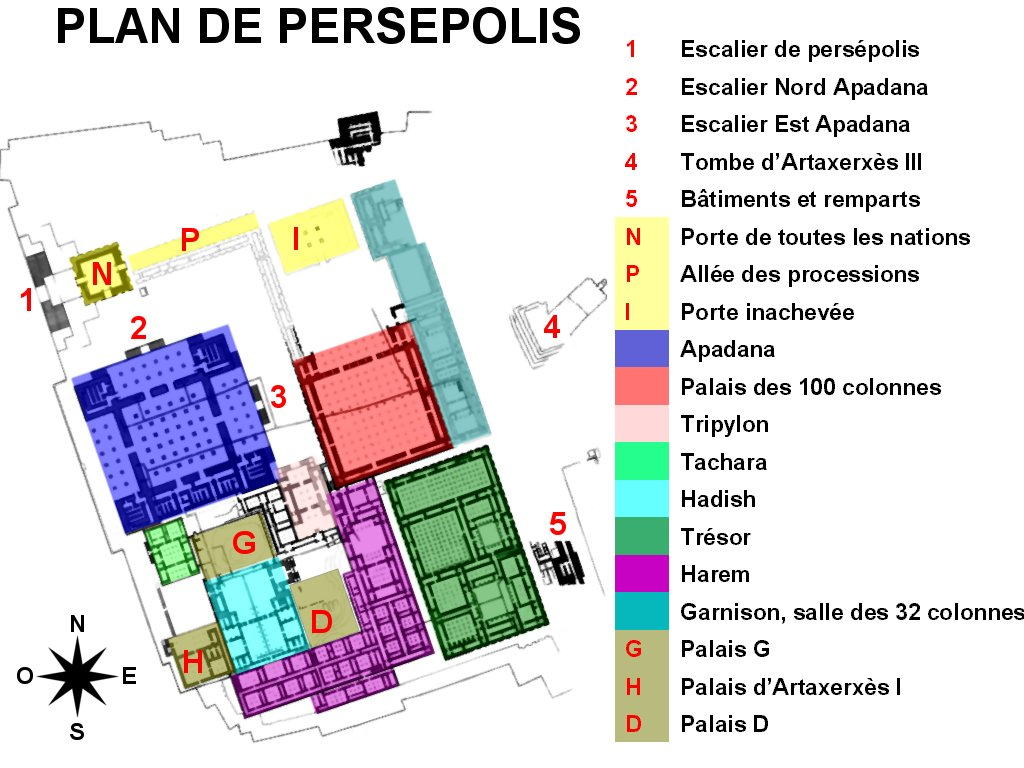
Pianta generale di Persepoli

Il complesso di Persepoli si trova su una terrazza di 440x300 metri e rilevata di 14 metri sul livello del terreno circostante. La terrazza era a sua volta realizzata su quattro livelli. Il primo era quello riservato al ricevimento delle delegazioni che si recavano a rendere omaggio all'imperatore. Poi vi era un livello riservato ai nobili, quindi c'era il livello riservato ai servizi generali e infine quello riservato all'amministrazione. Il quartiere reale era al livello più elevato, visibile a tutti. Il calcare grigio era la pietra più utilizzata per la costruzione. L'organizzazione delle costruzioni seguiva una pianta perfettamente ortogonale secondo una pianta a scacchiera.
Il lato est della terrazza è costituito dal Kuh-e Rahmat, nella cui parete sono scolpite le tombe reali che si affacciano sul sito. Gli altri tre lati sono formati da un muro di contenimento la cui altezza varia da 5 a 14 metri. Il muro è costituito da enormi massi intagliati montati senza malta e fissati mediante perni metallici. Il fronte ovest è la parte anteriore del complesso e presenta l'accesso principale alla terrazza tramite una scalinata monumentale.
Il livellamento della terrazza venne realizzato con un riempimento con terra e pietre. La finitura finale venne realizzata con pesanti pietre fissate insieme da perni metallici. Durante questa prima fase preparatoria, venne creato il sistema di drenaggio e di approvvigionamento idrico, a volte scavando nella roccia. I blocchi vennero tagliati con l'uso di scalpelli e piedi di porco, permettendo la frammentazione di pietre in superfici piane. Il sollevamento e posizionamento delle pietre venne realizzato con piani inclinati in legno.
Sulla facciata sud, sono state trovate delle iscrizioni trilingue in scrittura cuneiforme. Il testo in lingua elamica, simile a un'iscrizione presente in un palazzo di Susa, dice:
Io, Dario il Grande, re dei re, re delle nazioni, re su queste terre, figlio di Istaspe, l'Achemenide. »
E Dario, il re disse: "in questo posto in cui la fortezza è stata costruita, dove in precedenza nessuna fortezza era stata costruita. Con la grazia di Ahuramazda, ho costruito questa fortezza la qual cosa era volere di Ahuramazda, tutti gli dei (sono) con lui, (sapendo) che la fortezza è stata costruita. E io la ho costruita, completata e resa bella e durevole, ed è stata ordinata da me".
E Dario il re disse: «Io, che Ahuramazda mi protegga e tutti gli dei (sono) con lui, e così questa fortezza, è stata predisposta per questo luogo. Ciò penserà l'uomo che è ostile, non sarà riconosciuto!

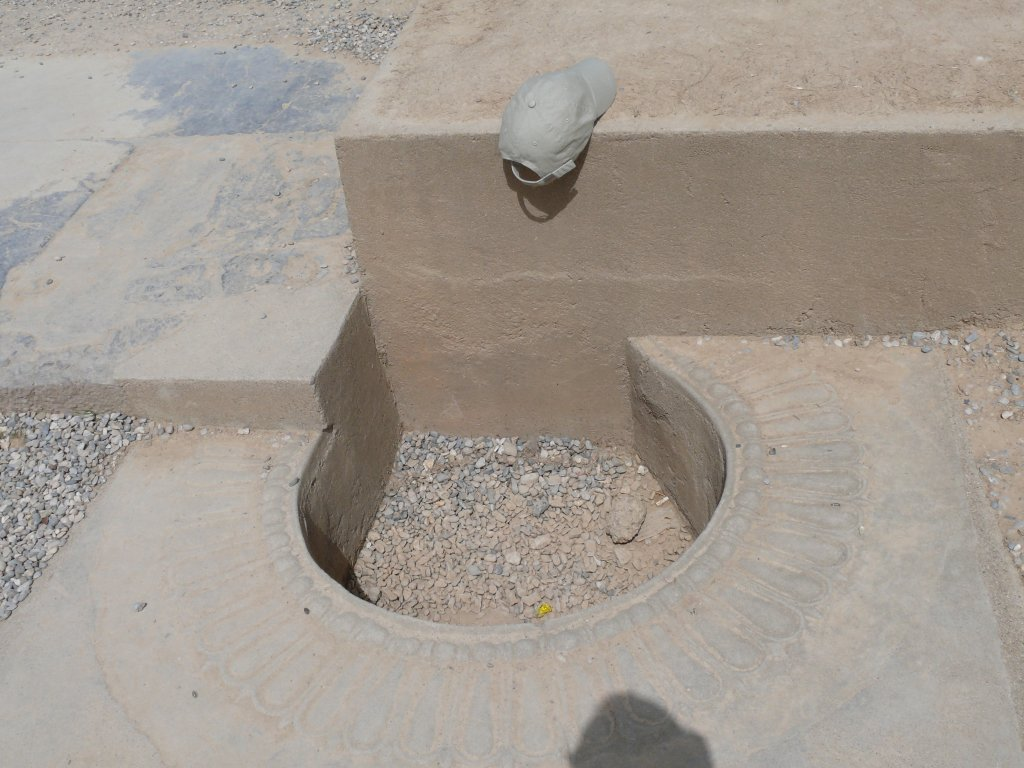
Cardine delle porte.

Queste iscrizioni potrebbero corrispondere a quelle poste all'ingresso iniziale del complesso, prima della costruzione della scalinata monumentale e l'aggiunta della Porta di tutte le Nazioni.
La configurazione della terrazza suggerisce che la sua progettazione prese in considerazione anche esigenze di difesa del sito in caso di attacco. Un muro e le torri costituivano il perimetro, raddoppiato ad Oriente da un muro e torri fortificate. L'angolazione delle pareti è infatti costruita per aprire un campo massimo ai difensori all'esterno.
La terrazza sostiene un numero impressionante di costruzioni colossali, realizzate in calcare grigio dalla montagna adiacente. Queste costruzioni si distinguono per l'ampio uso di colonne e pilastri, molti dei quali rimasti in piedi. Gli spazi colonnati sono costanti, indipendentemente dalle loro dimensioni. Essi combinano sale con 99, 100, 32 o 16 colonne seguenti modalità variabili (20x5 per la sala del tesoro, 10x10 per il Palazzo delle 100 colonne). Alcune di queste costruzioni non vennero completate. Sono stati trovati anche materiali e rifiuti utilizzati dai muratori, in quanto evidentemente non era stata fatta un'opera di pulizia. Frammenti di contenitori utilizzati per la conservazione di vernice sono stati portati alla luce, casualmente nel 2005, nei pressi dell'Apadana. Essi confermano l'evidenza già nota che attesta l'uso di vernici per decorare i palazzi.

### Scalinata monumentale (o scalinata di Persepoli)
L'accesso al terrazzo avviene, attraverso la parete ovest, per mezzo di una scalinata monumentale simmetrica a due rampe divergenti e poi convergenti. Aggiunta da Serse, sostituisce l'accesso originale che era stato realizzato dal terrazzo a sud. La scala divenne l'unico ingresso importante. Degli accessi secondari potevano essere presenti, soprattutto sul versante orientale, la cui altezza è ridotta a causa del terreno in pendenza. La scalinata è costruita con blocchi di pietra tagliata dal massiccio sovrastante. Ogni rampa dispone di 111 ampi gradini larghi 6,9 metri, con una pedata di 31 cm. e con un'alzata di 10 cm. La parte bassa venne eseguita in maniera da poter consentire l'accesso a cavalieri e cavalli. Alcune pietre avevano le dimensioni di cinque gradini. La scala era chiusa da porte in legno con cerniere incardinate sugli stipiti e al suolo. Giungeva a una piccola apertura che dava sulla Porta di tutte le Nazioni.

Una spiegazione per la scarsa alzata dei gradini è il fatto che i visitatori erano spesso alti dignitari in età compresa, e quindi l'accesso venne reso più facile. Inoltre permetteva loro di salire le scale senza doversi piegare in avanti, in modo da mantenere una postura dignitosa.

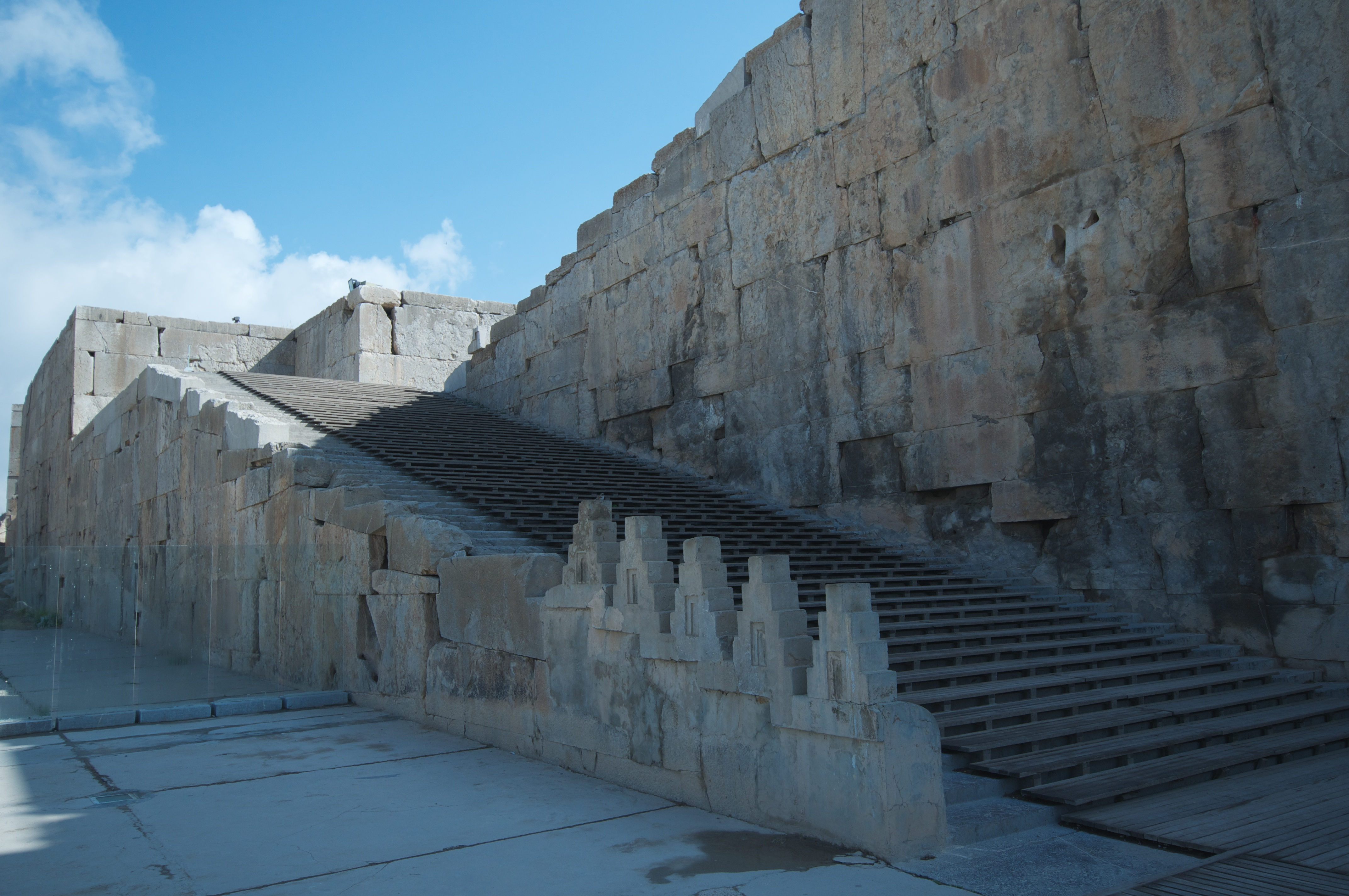
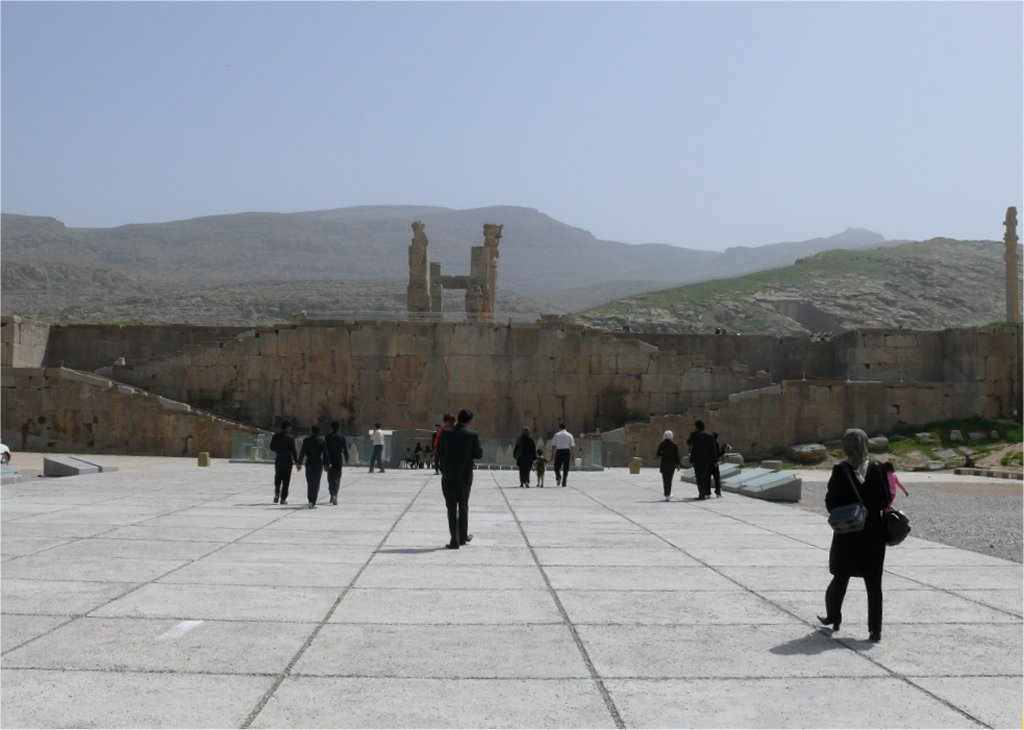
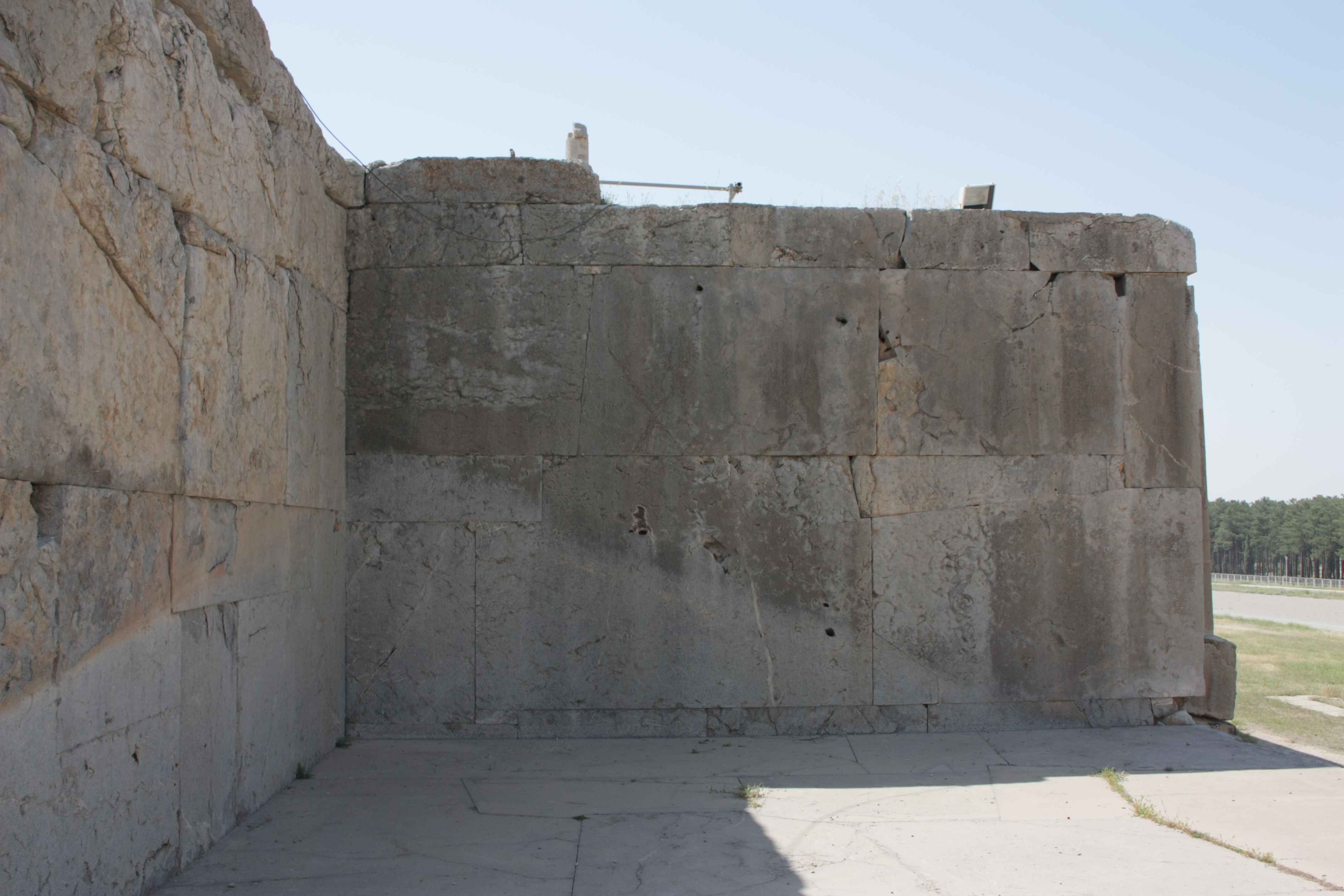
La perfezione costruttiva dei blocchi di pietra

### Porta di tutte le Nazioni
La Porta di tutte le Nazioni, riferita ai sudditi delle diverse nazioni che costituivano l'Impero, era una grande sala a forma di quadrato di circa 25 metri di lato, con quattro colonne e l'ingresso sulla parete occidentale. C'erano altre due porte, una a sud, che portava all'Apadana e l'altra si apriva su una lunga strada verso est. Dei cardini si trovano sugli angoli interni di tutte le porte, indicando intendere che erano porte a due battenti, probabilmente in legno e ricoperte da fogli di metallo ornato.
Due lamassu a forma di toro con teste di uomini barbuti, si trovavano sulla soglia occidentale. Altri due, con ali e teste persiane (Gopät-Shäh), erano all'ingresso orientale, a riflettere il potere dell'impero.
Il nome e la dedica di Serse I era scritta, in tre lingue il persiano antico (parte intermedia), Elami (parte esterna) e in babilonese (parte interna) è inciso sull'ingresso in alto.
()

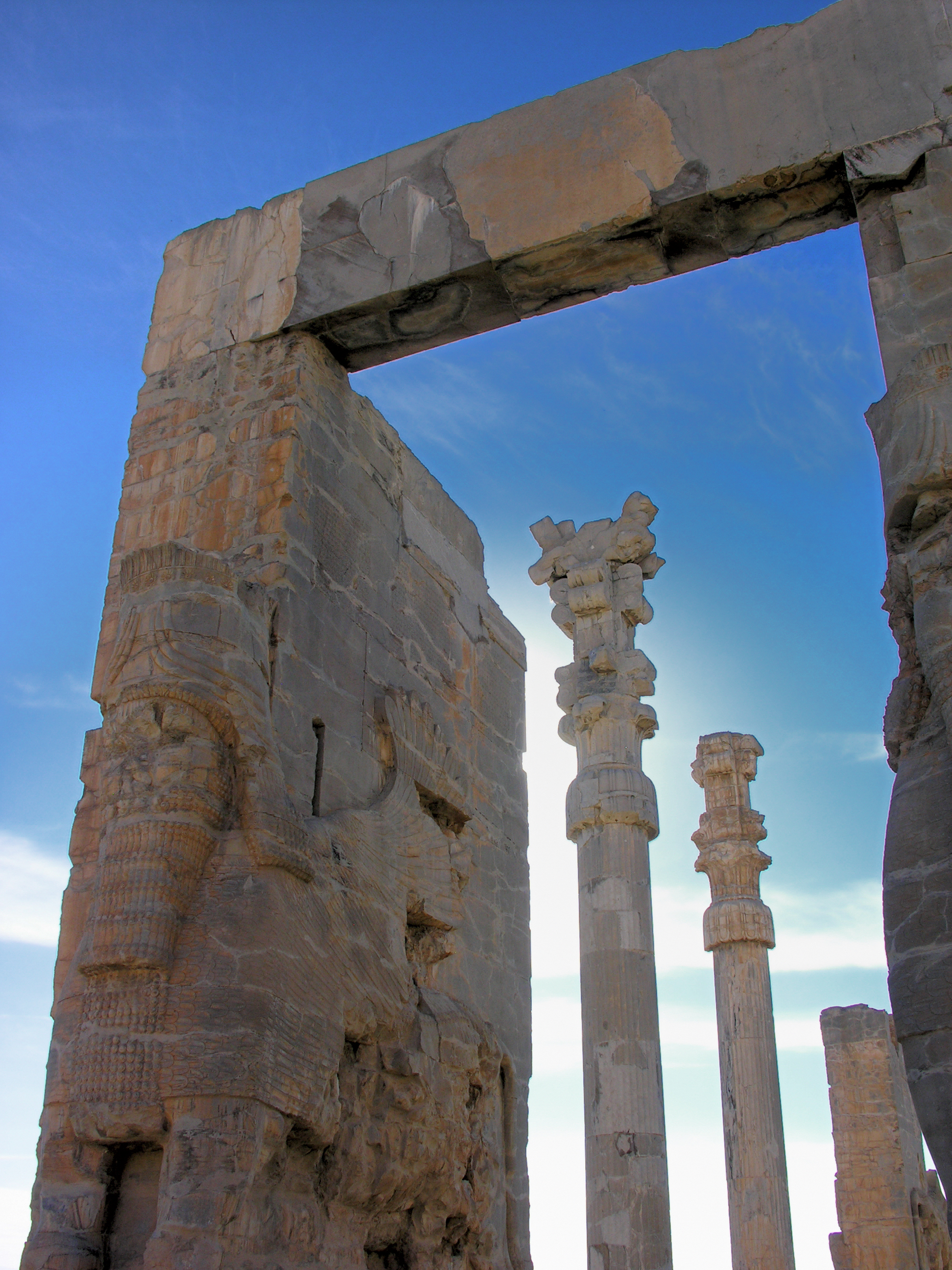
Un lamassu alla Porta di tutte le Nazioni
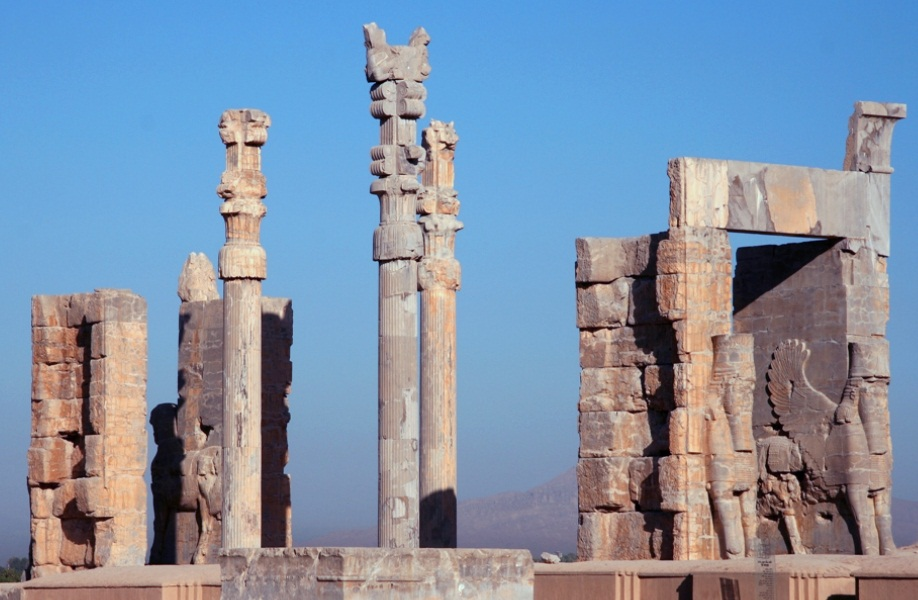
Rovine della Porta di tutte le Nazioni, Persepoli
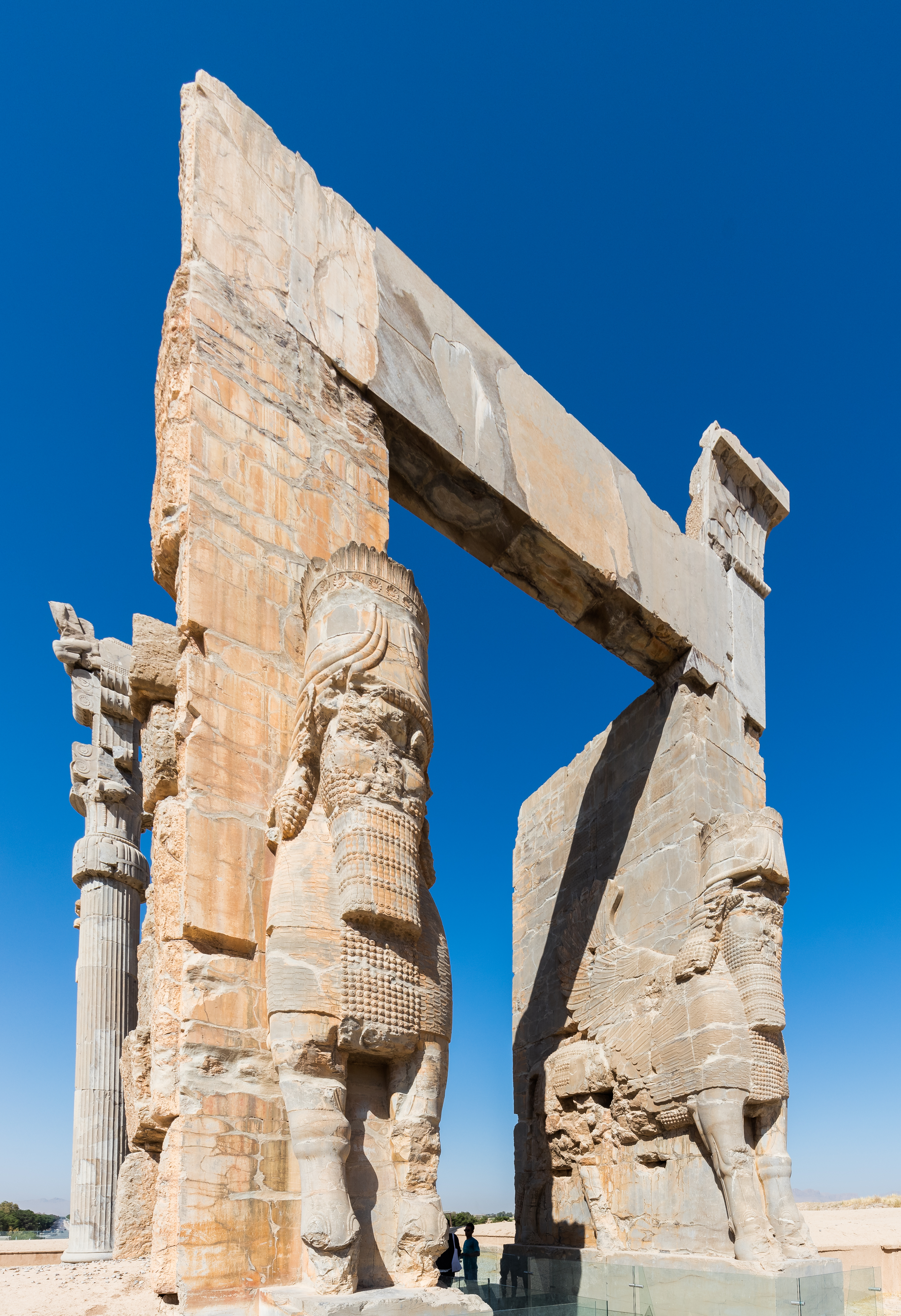
Rovine della Porta di tutte le Nazioni
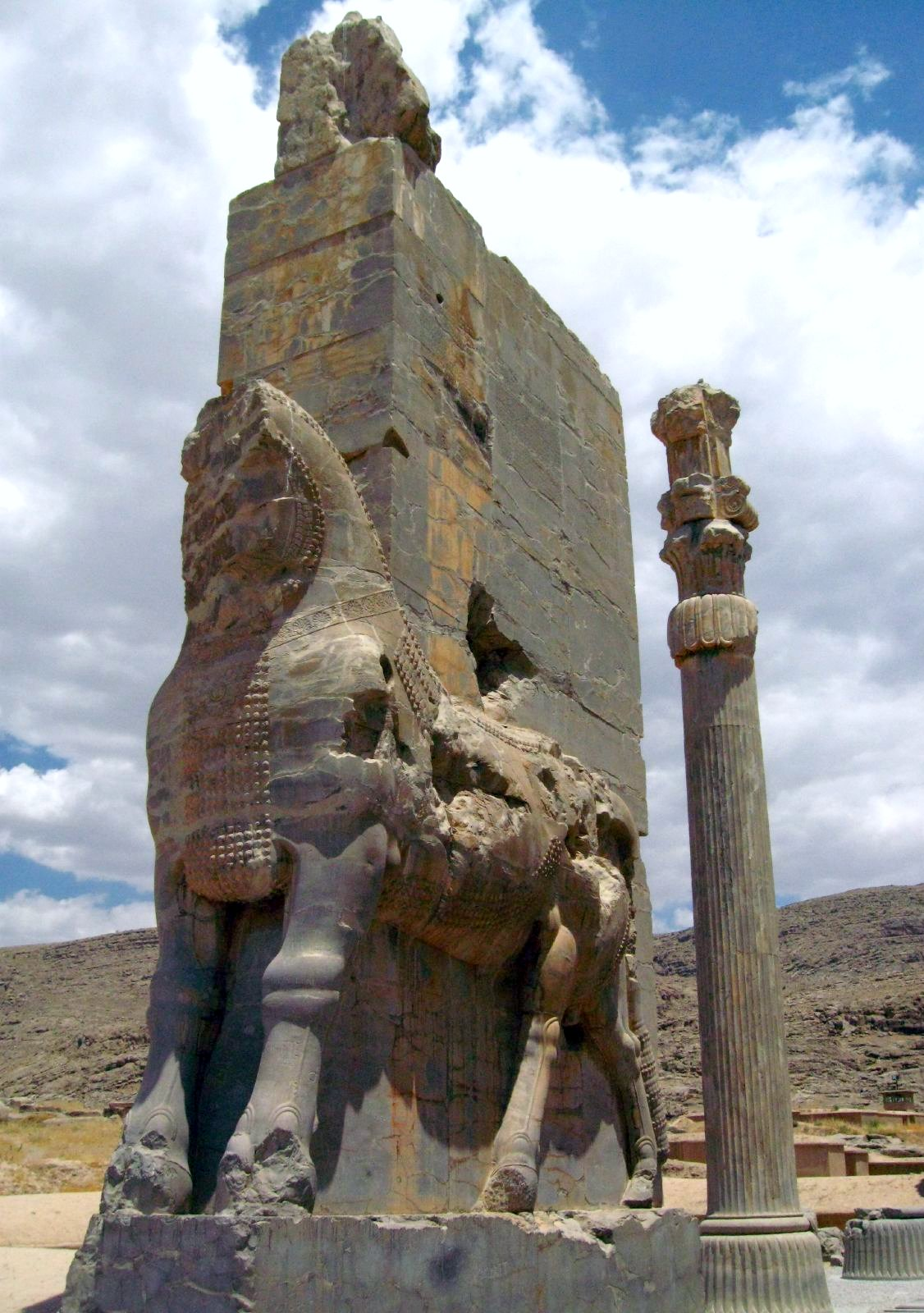
Un lamassu alla Porta di tutte le Nazioni
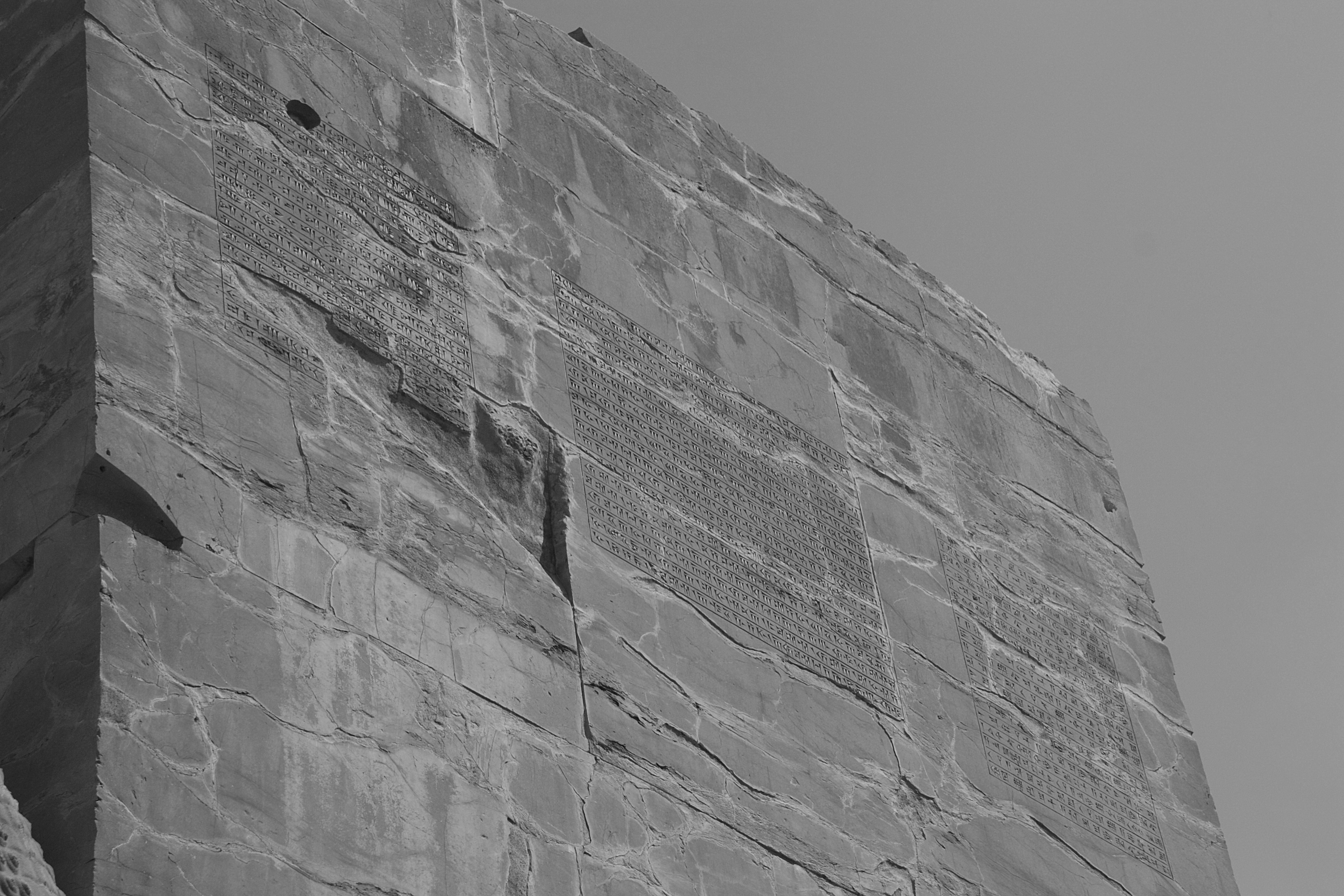
L'iscrizione in tre lingue nella Porta di Tutte le Nazioni

### Viale delle processioni e Porta incompiuta
In direzione ovest-est nella parte nord della terrazza, c'era il Viale delle processioni, tra la Porta di tutte le Nazioni e una costruzione simile, la Porta incompiuta (chiamata anche Palazzo incompiuto), così chiamata in quanto la sua costruzione tardiva non era stata terminata al momento della distruzione del complesso ad opera di Alessandro Magno. Questa porta si trova all'angolo nord-est della terrazza, ed è costituita di quattro colonne. Essa conduce ad un cortile che si apre sul Palazzo delle 100 colonne. Una doppia parete confina con il viale su entrambi i lati, proteggendo il Palazzo dell'Apadana a sguardi indiscreti. Delle sale per le guardie si trovavano ad essa collegate. Solo le parti inferiori delle pareti rimangono fino ad oggi, ma alcuni credono raggiungessero l'altezza delle statue lamassu. In una nicchia su un lato del viale, vi sono due teste di grifone, parzialmente restaurate, che sembrano non essere state montate su colonne. Esse potrebbero essere state destinate a subire un'ulteriore trasformazione.

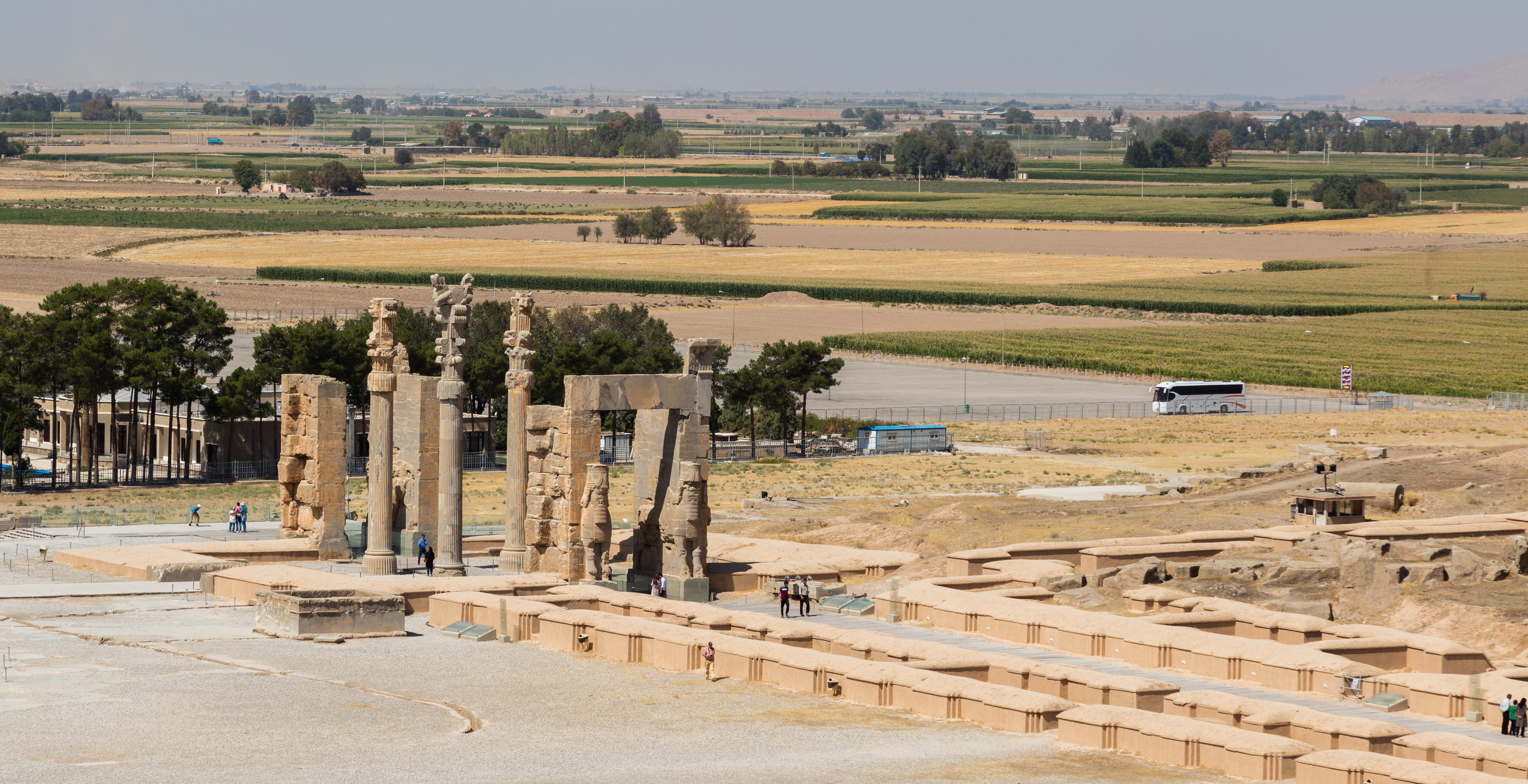
Viale delle processioni (visto da est)
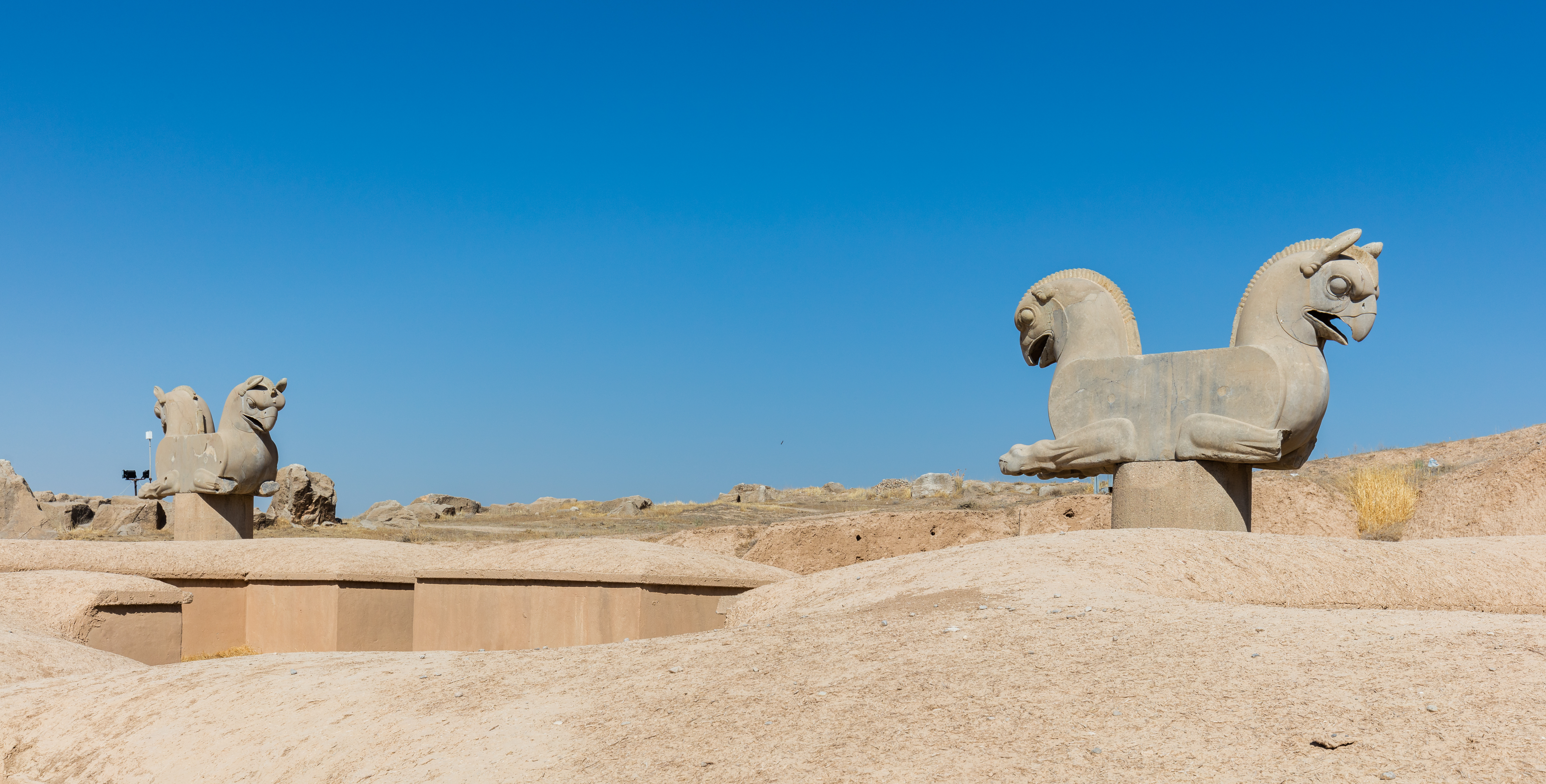
Capitelli di colonna a forma di grifone (viale delle processioni)
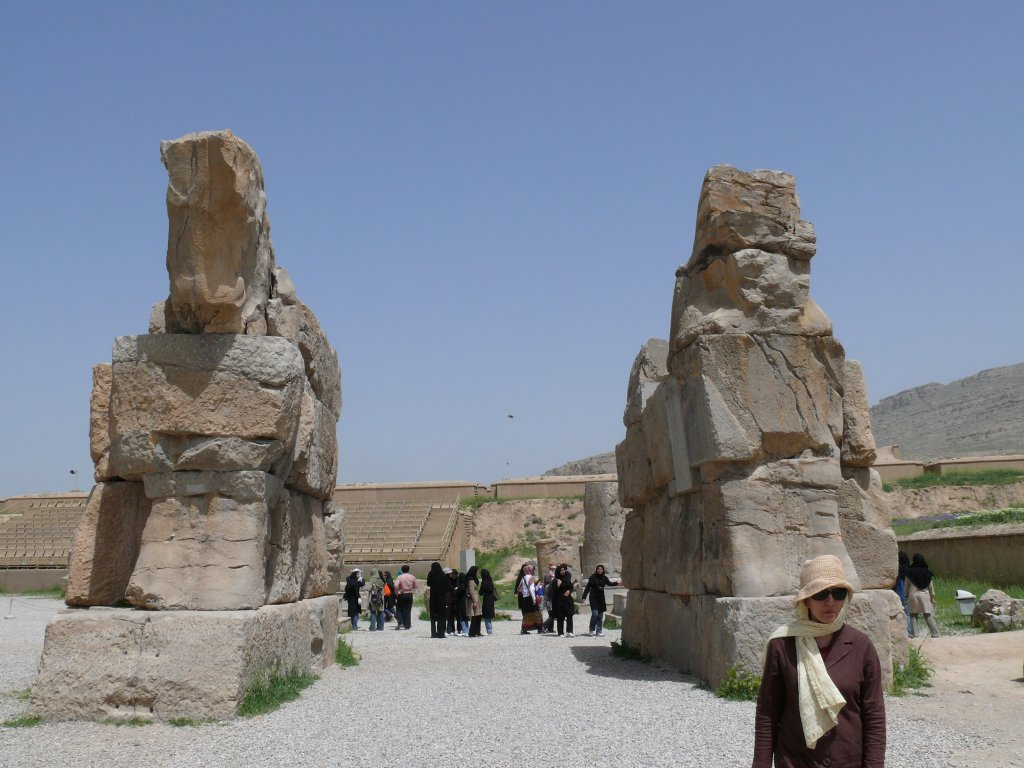
Porta incompiuta (vista da sud)

### Apadana

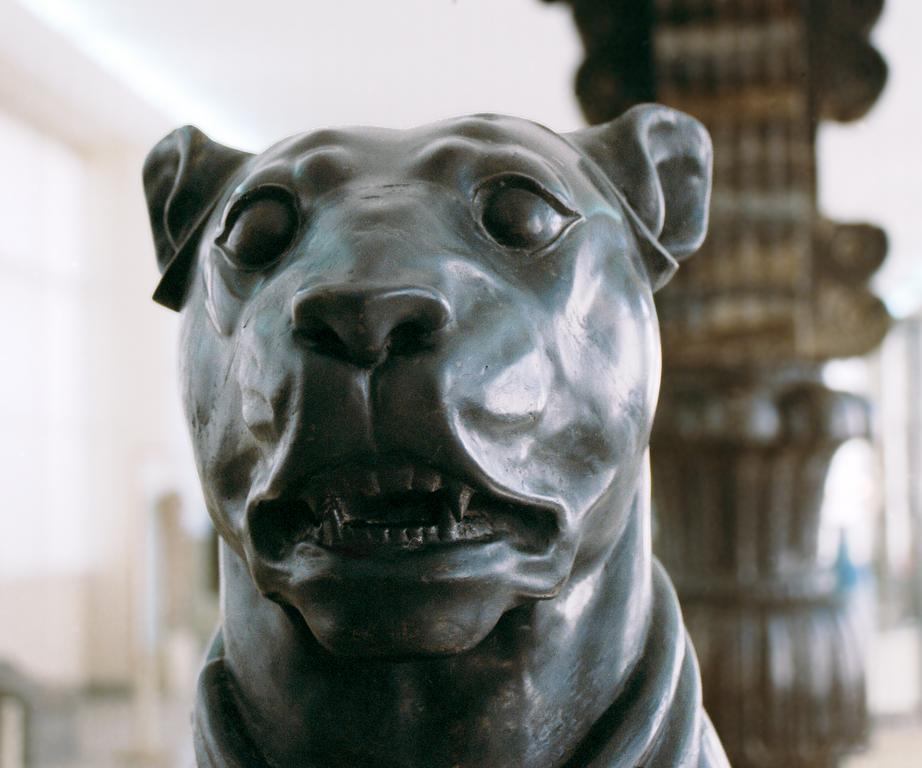
Statua di un mastino persiano trovata nell'Apadana ed esposta al Museo nazionale di Teheran

Dario il Grande costruì il più grande palazzo di Persepoli sul lato occidentale. Questo palazzo venne chiamato Apadana. Il Re dei Re lo usò per le udienze ufficiali. La costruzione ebbe inizio nel 515 a.C., e suo figlio, Serse I, lo completò trent'anni dopo. Il palazzo aveva una grande sala a forma quadrata, e ognuno dei lati misurava 60 metri. C'erano 72 colonne, tredici delle quali si trovano ancora erette sull'enorme piattaforma. Ogni colonna era alta 19 metri con un plinto quadrato a forma di Taurus (toro) e sopportava il peso del soffitto. La sommità delle colonne era costituita da sculture rappresentanti animali come tori a due teste, leoni e aquile. Le colonne erano unite tra loro con travi di quercia e cedro, provenienti dal Libano. Le pareti erano coperte da uno strato di fango e stucco, per uno spessore di 5 cm., utilizzato per l'incollaggio e poi ricoperto con stucco verdastro che si trova in tutti i palazzi.
Ai lati occidentale, settentrionale e orientale del palazzo c'erano tre portici rettangolari, ognuno dei quali aveva dodici colonne in due file di sei. A sud della grande sala, si trovavano una serie di sale destinate a magazzino. Vennero costruite due grandi scalinate, simmetriche tra loro e collegate alle fondazioni in pietra. Per proteggere il tetto dall'erosione, vennero realizzati canali di scolo verticali che scendevano attraverso le pareti di mattoni. Nei quattro angoli dell'Apadana, rivolte verso l'esterno, vennero costruite quattro torri.
Le pareti erano piastrellate e decorate con immagini di leoni, tori e fiori. Dario ordinò di incidere il suo nome e i dettagli del suo impero, in oro e argento su piatti, che vennero collocati in contenitori di pietra nelle fondamenta sotto i quattro angoli del palazzo. Due scalinate simmetriche stile Persepoli, vennero costruite sui lati settentrionale e orientale dell'Apadana per compensare una differenza di livello. Altre due scale vennero realizzate nel mezzo della costruzione. Le viste frontali esterne del palazzo erano in rilievo con sculture degli Immortali, guardie d'élite dei Re. La scala a nord fu completata durante il regno di Dario I, ma l'altra venne completata molto più tardi.

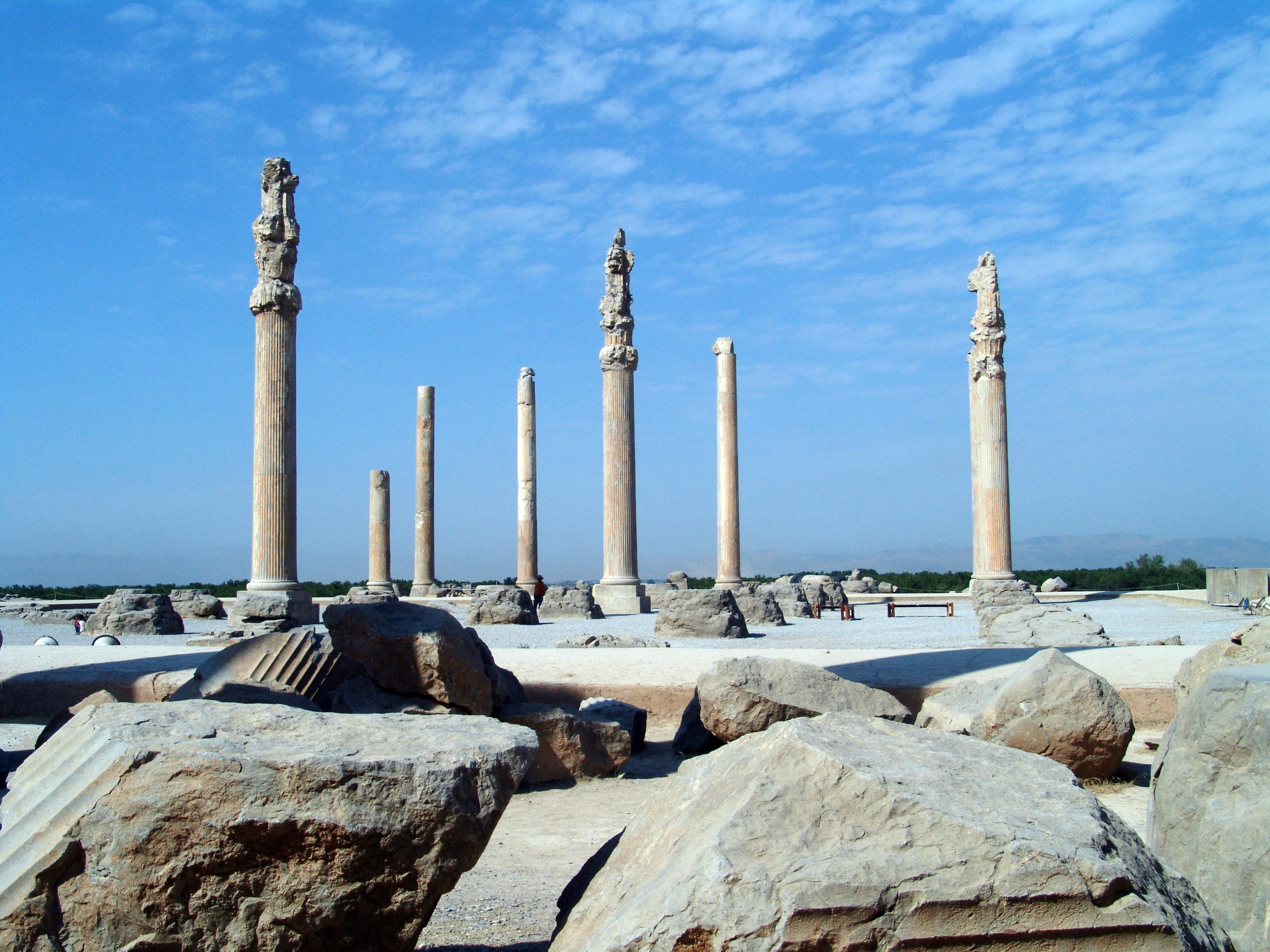
Rovine del palazzo Apadana, Persepoli
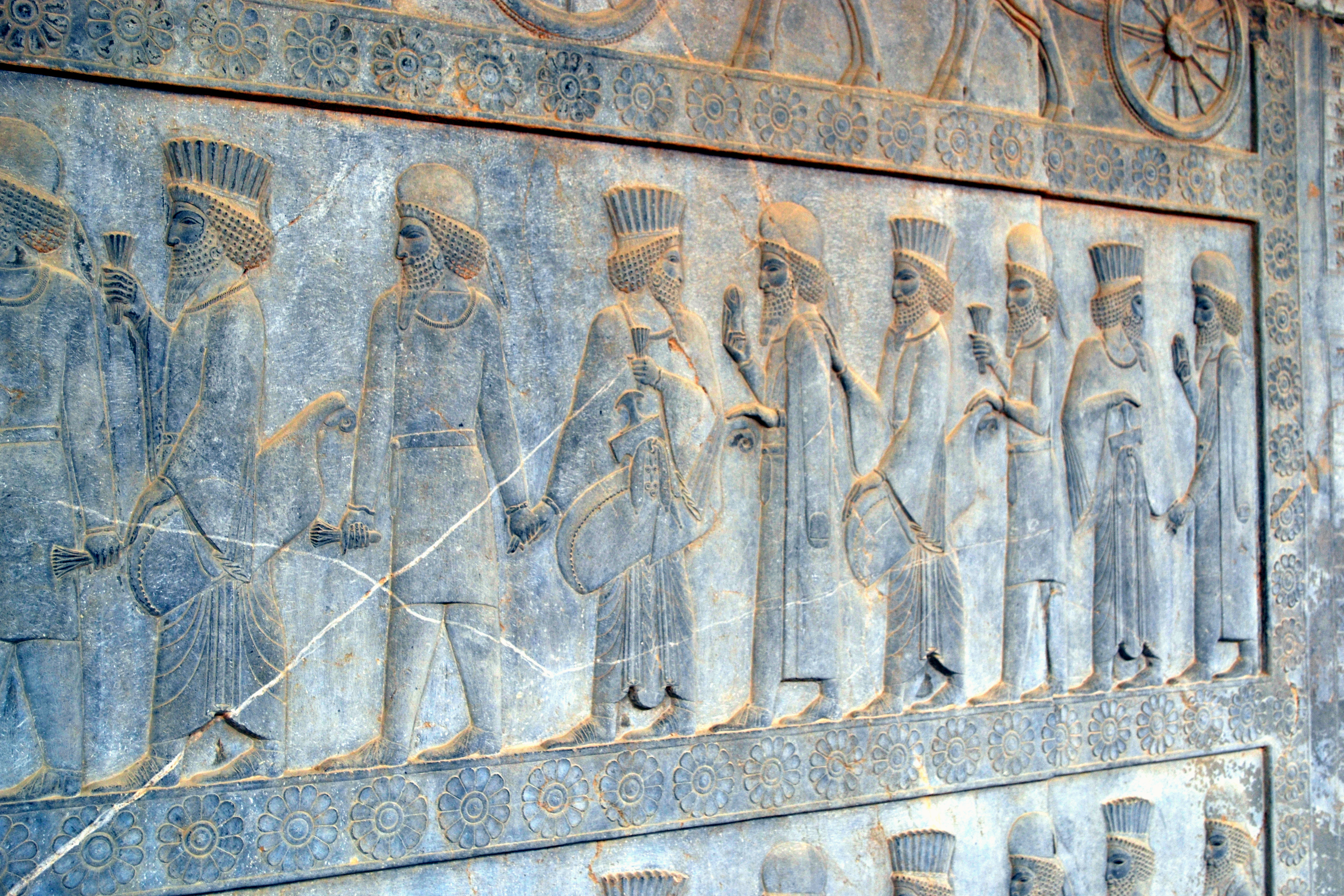
Figure di Medi e Persiani nel palazzo Apadana, Persepoli
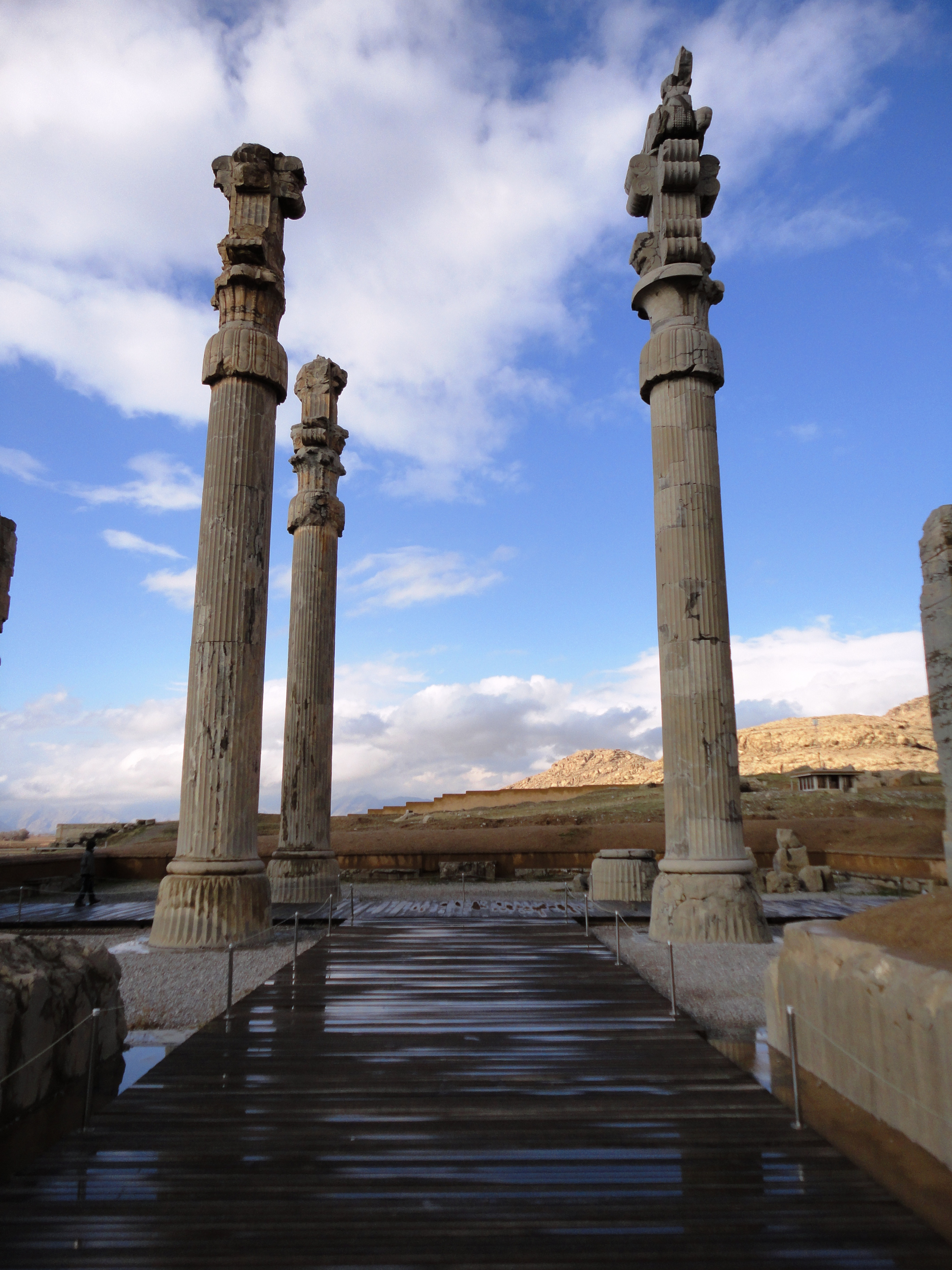
Rovine di colonne nel palazzo Apadana
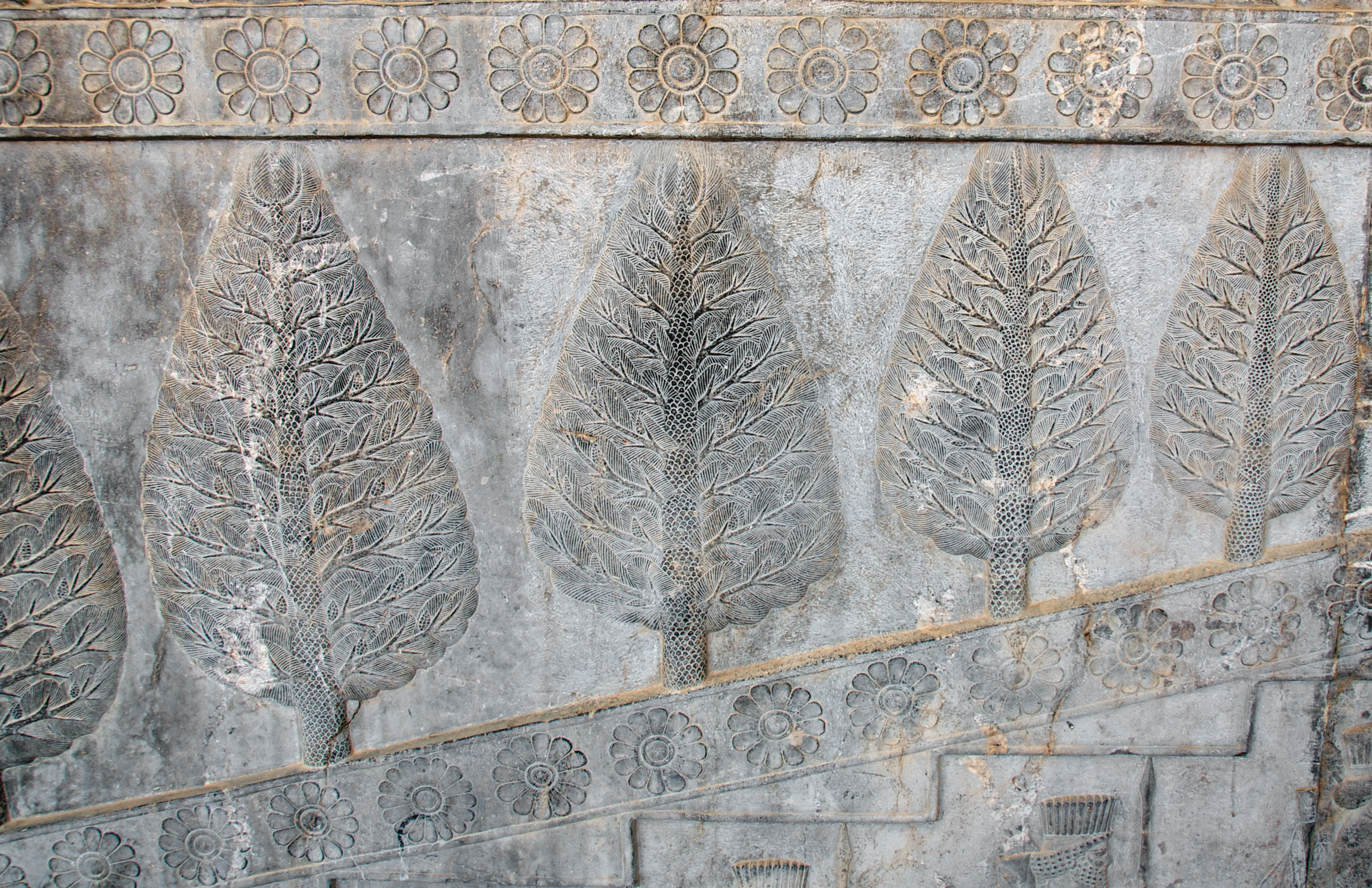
Fior di loto nel palazzo Apadana, Persepoli
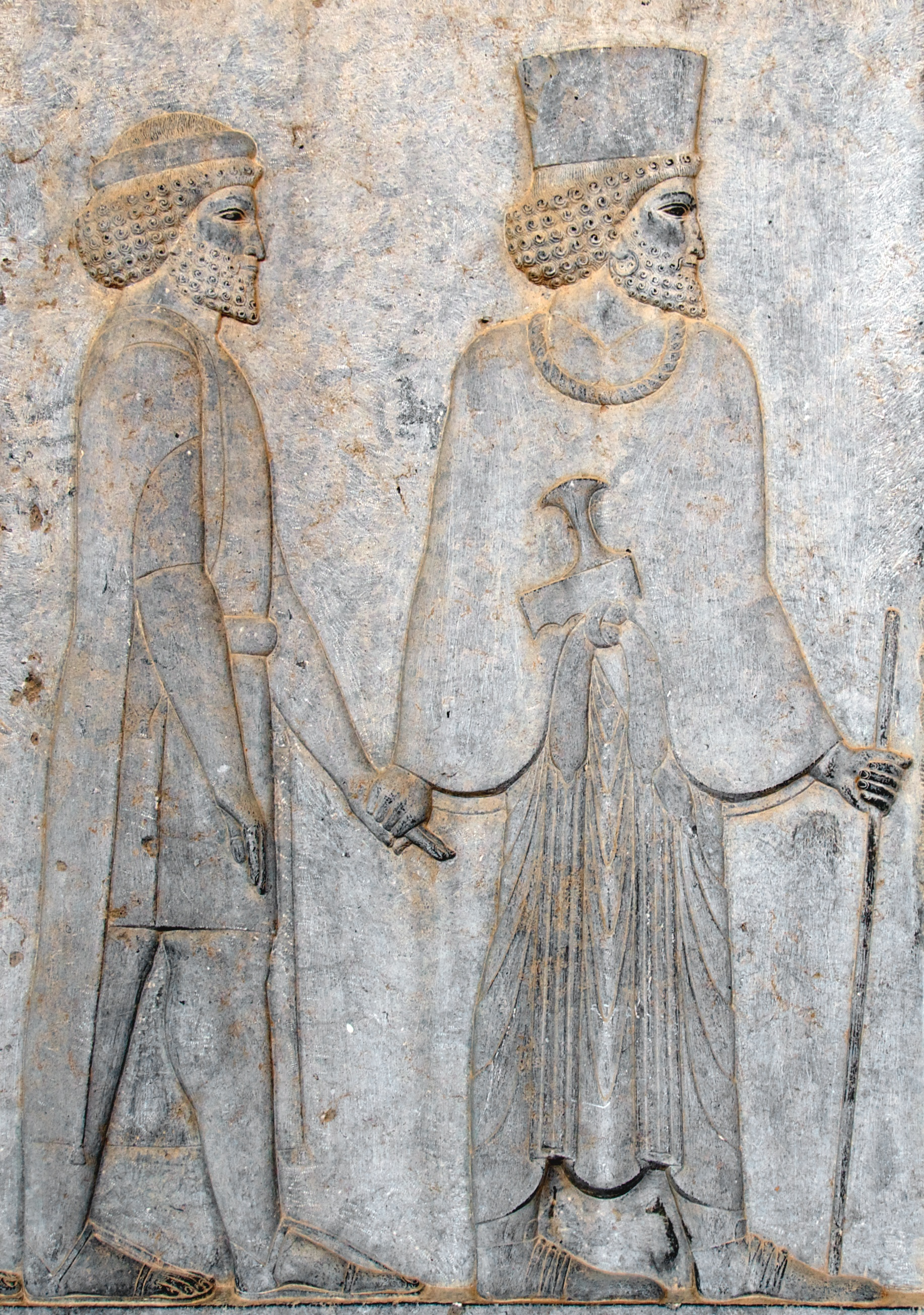
Figure nel palazzo Apadana

### Tachara

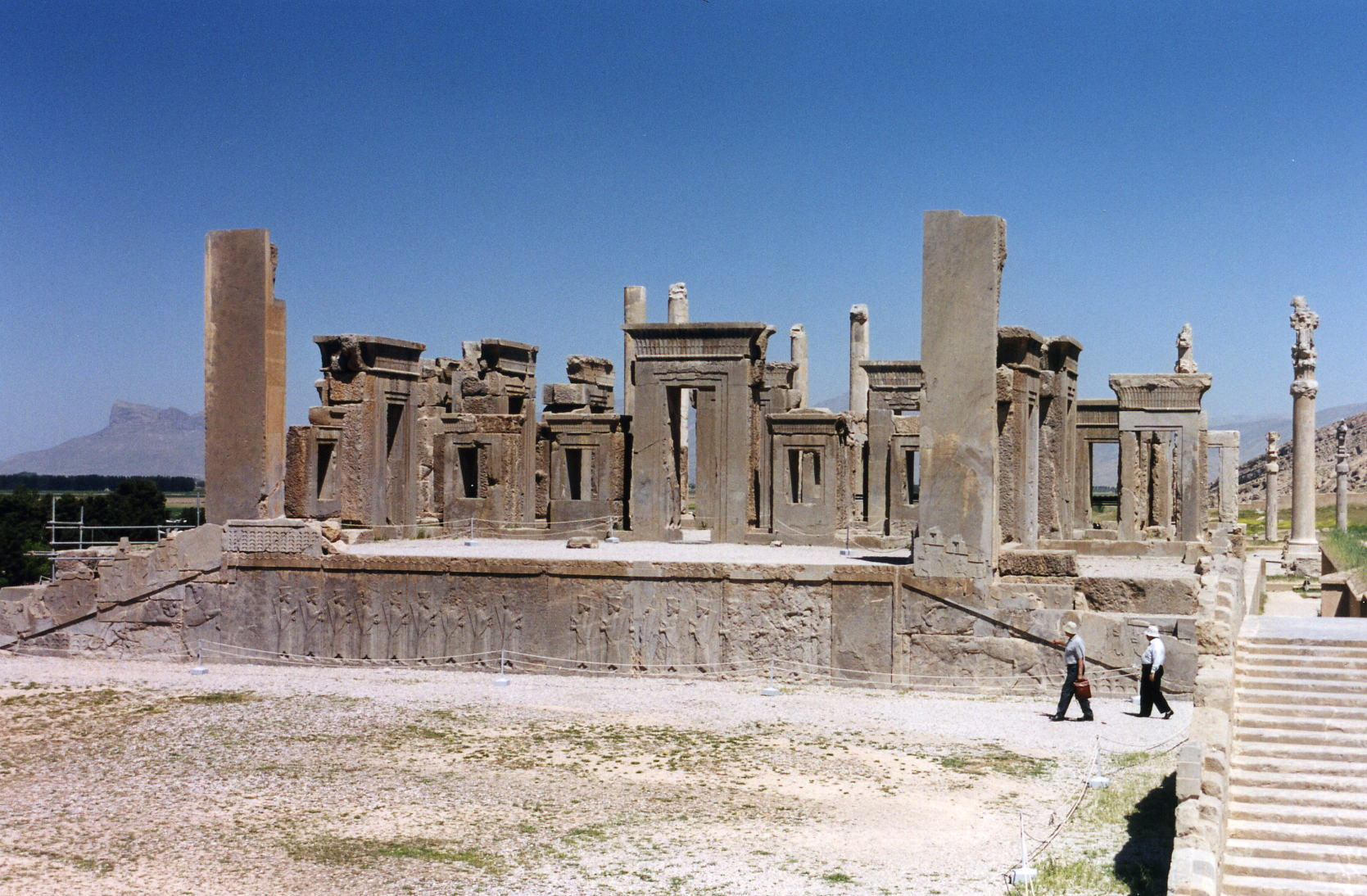
Scala sud del Tachara (Apadana sullo sfondo)
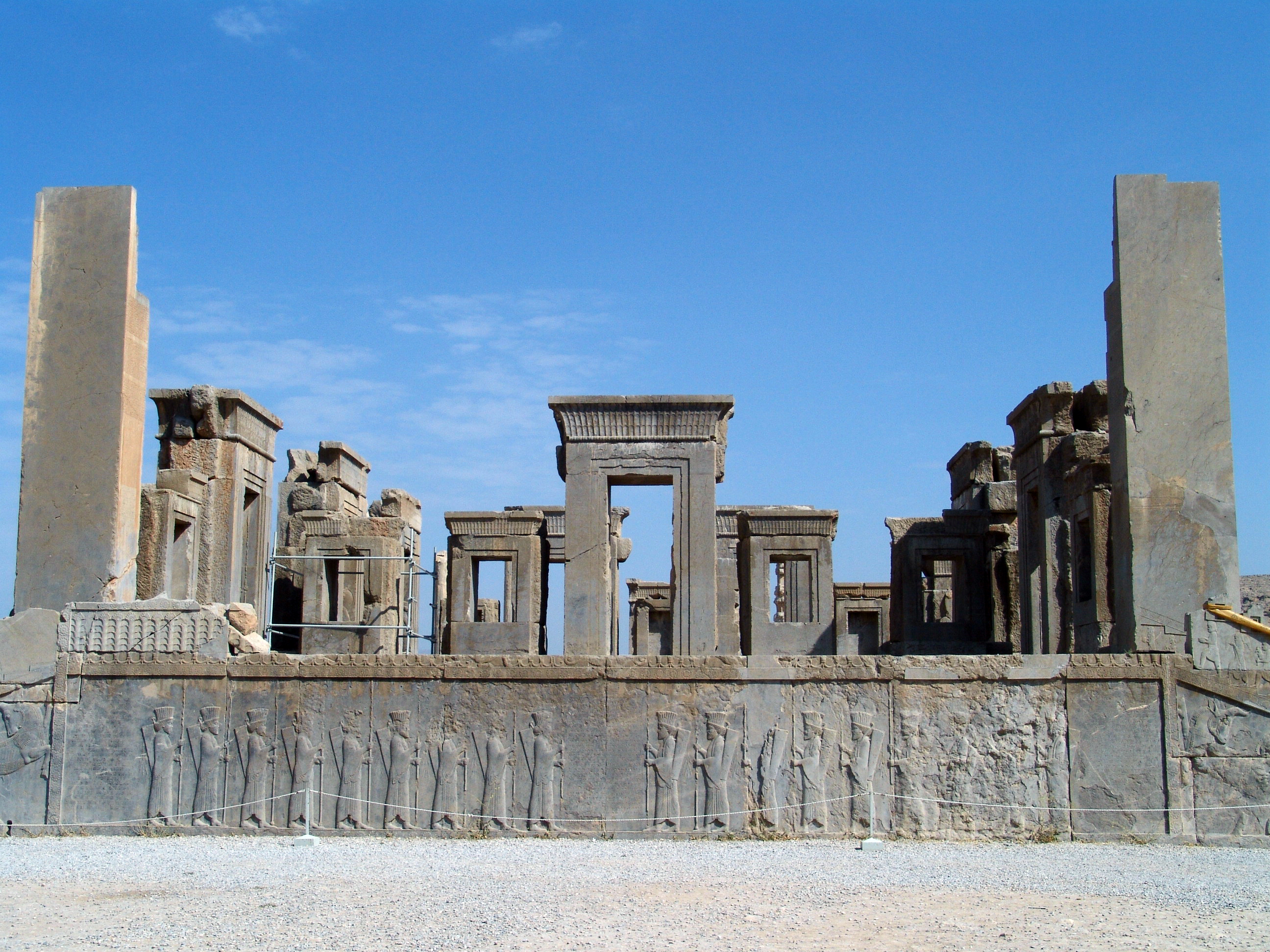
Il palazzo Tachara
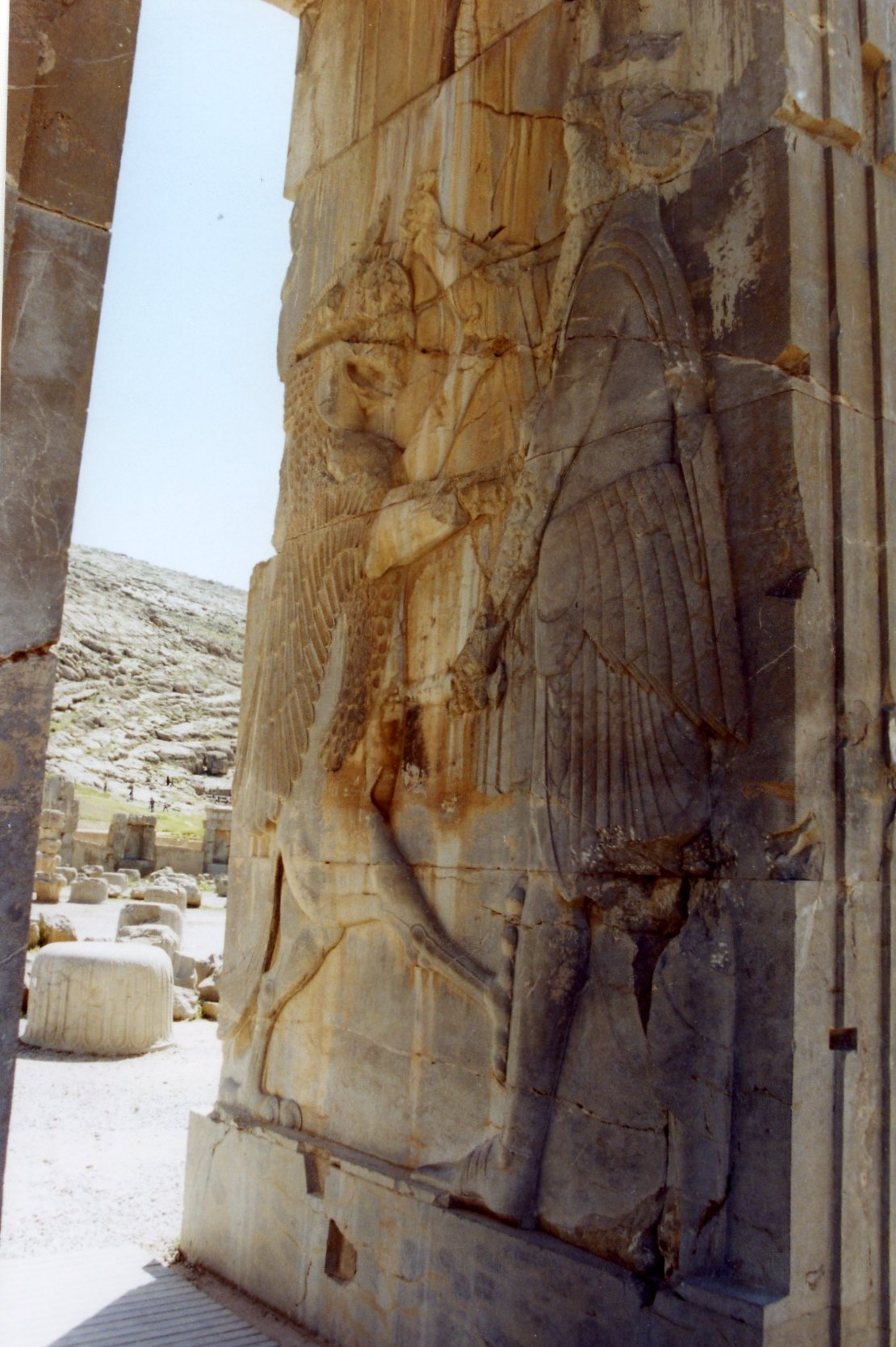
Re combatte il male (Tachara)

Così chiamato dall'iscrizione presente su un montante della sua porta sud, il Tachara, o Palazzo di Dario, si trova a sud dell'Apadana. Si tratta dell'unico palazzo ad avere accesso da sud tramite un portico. L'ingresso del palazzo era in origine da questo lato a mezzo di una doppia scalinata. Costruito da Dario I, il palazzo è stato poi completato da Serse I, e ampliato poi da poi Artaserse III, che aggiunge una seconda scala ad Occidente. Questo nuovo ingresso creò un'asimmetria inedita. Abbigliamento dei personaggi medi e arachosi, sono diversi da quelli di altre scale precedenti, il che suggerisce un cambio nella moda, e rafforza l'idea che sia stata costruita successivamente.
Le decorazioni della scalinata sud presentano dei simboli di Norouz: un leone che divora un toro. Le parti ascendenti rappresentano dei medi e arachosi che portano animali, barattoli e bottiglie. Questi sono probabilmente sacerdoti provenienti da luoghi sacri zoroastriani, come il lago di Urmia in Media e il Lago di Helmand in Arachosia, che portano oggetti necessari per le cerimonie. Il pannello centrale mostra due gruppi di nuove guardie e tre pannelli con iscrizione trilingue di Serse II, indicante che il palazzo fu costruito da suo padre; il tutto è sormontato dal disco alato, simbolo o di Ahuramazda o della gloria reale, fiancheggiato da due sfingi.

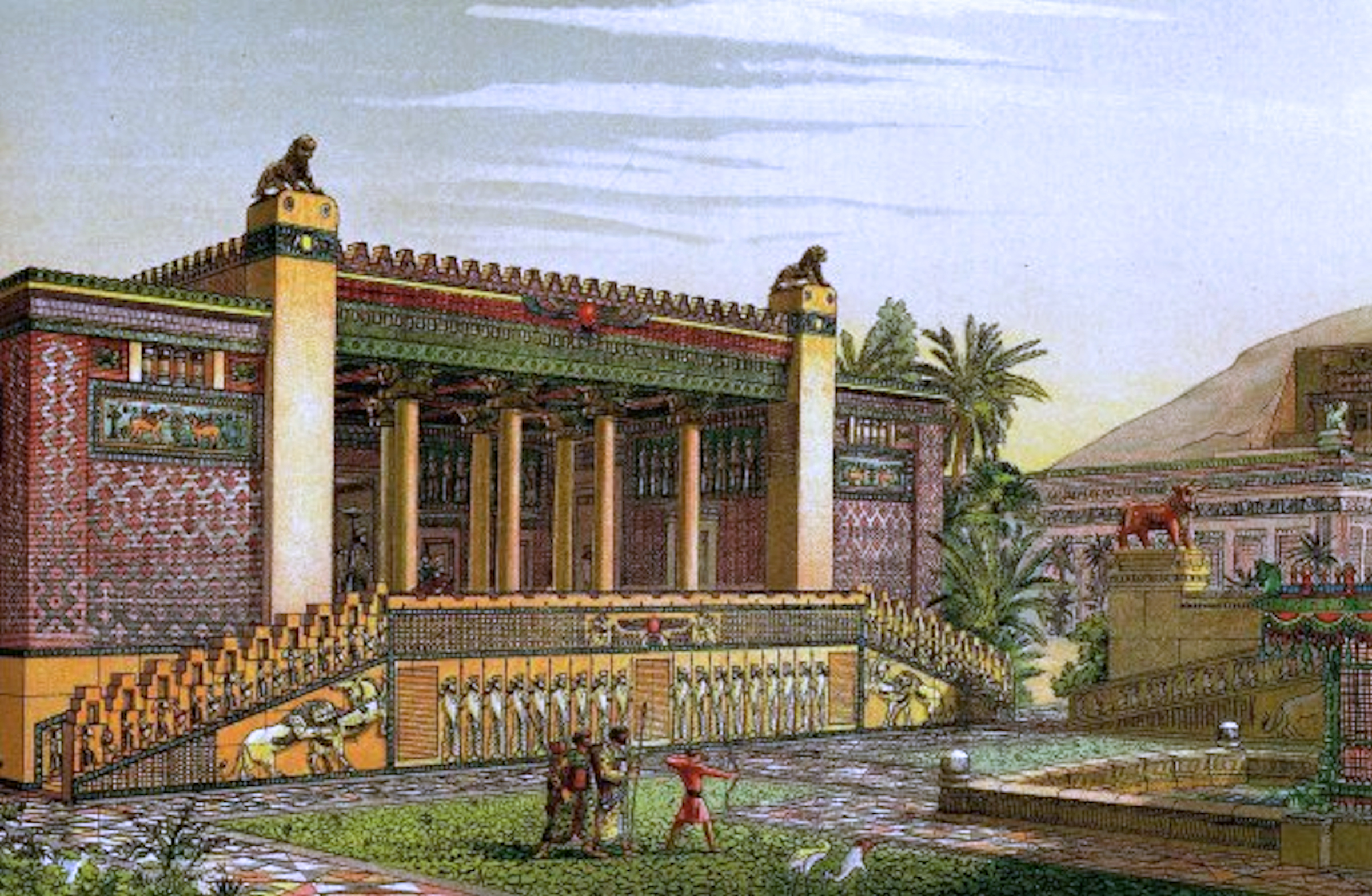
Ricostruzione del Tachara, di Charles Chipiez (1884)
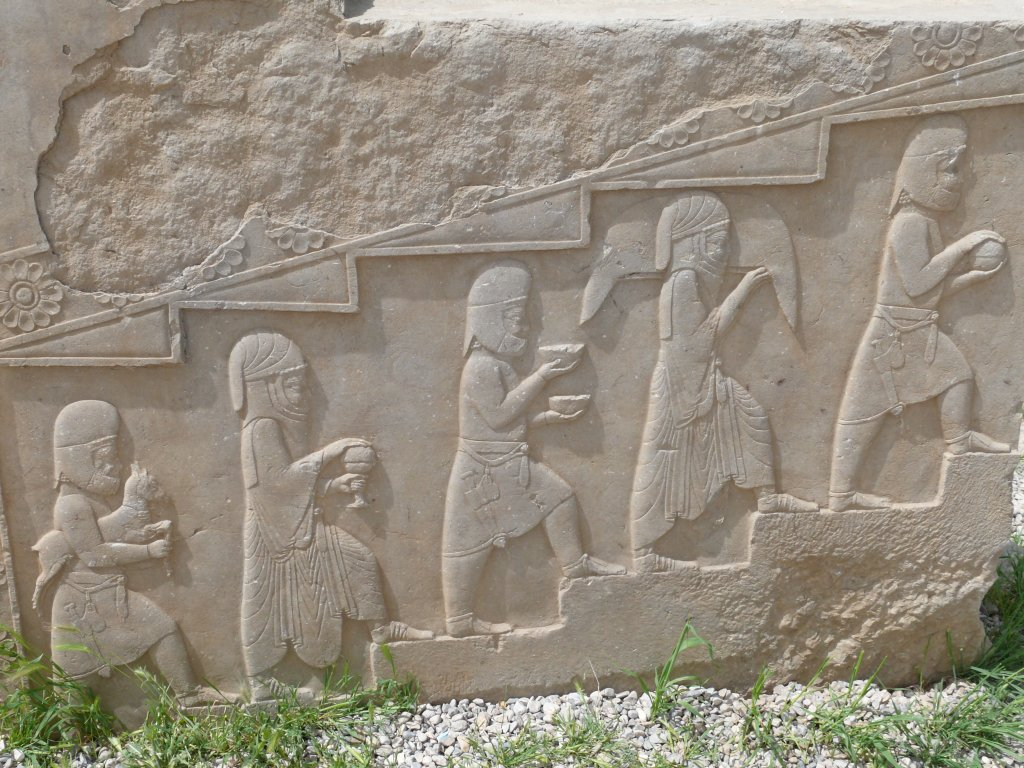
Sacerdoti medi
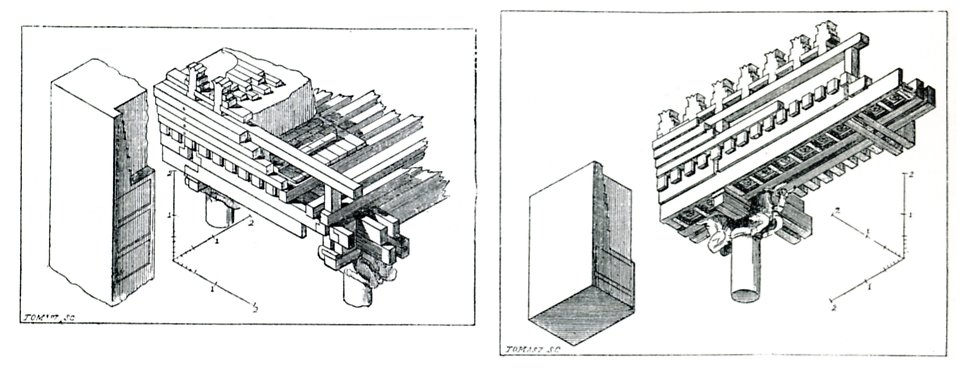
Studio completo del Tachara, di Charles Chipiez (1884)

L'ingresso al palazzo avviene attraverso una sala sulla cui porta vi è un bassorilievo rappresentante delle guardie. Questa sala è seguita da un'altra apertura che da nella sala principale; sugli stipiti della porta c'è un bassorilievo del re che combatte contro il male sotto forma di un animale. Questo tema si declina anche su altre porte del palazzo, nel Palazzo delle 100 colonne, e nell'harem. La figura del male a volte è simboleggiata da un leone, un toro o da un animale chimerico. Il tipo di figura può essere legata alla funzione della parte in questione, o con riferimento a carte astrologiche.
Una porta si apre sulla sala da bagno reale ed è decorata con bassorilievo che mostra un re abbigliato per una cerimonia e seguito da due servi in possesso di un ombrello e uno scacciamosche. Il re è coronato, vestito con un ricco abito decorato con pietre e monete preziose. Indossa anche bracciali e gioielli appesi alla barba intrecciata. Un altro bassorilievo mostra, probabilmente, un eunuco, unica rappresentazione imberbe del sito. Egli porta una bottiglia di unguento e un asciugamano. La circolazione dell'acqua era fornita da un canale coperto e interrato che passava nel mezzo della sala. Si possono osservare i resti di cemento rosso che costeggiavano il pavimento del bagno. Iscrizioni incise del periodo islamico si trovano sugli stipiti del palazzo.
Il palazzo ha anche altre due sale più piccole situate ai lati. Il portico a sud si apre in un cortile circondato da altri palazzi. Sull'architrave di ogni porta e finestra è incisa una curiosa scritta:
Dario il grande re, il re dei re, il re dei popoli, il figlio di Vistaspa, l'Achemenide, che fece Tachara.
Tuttavia, non è certo che questa frase, il cui significato esatto non è noto, si riferisca all'edificio stesso: infatti, sono state trovate basi di colonne, in altre parti di Persepoli, con iscrizioni di Serse che dicono:
Sono Serse, il grande re, il re dei re, il re del popolo, il re su questa terra, il figlio del re Dario, l'achemenide. Il re Serse dichiara: Ho costruito questo Tachara.

### Tripylon

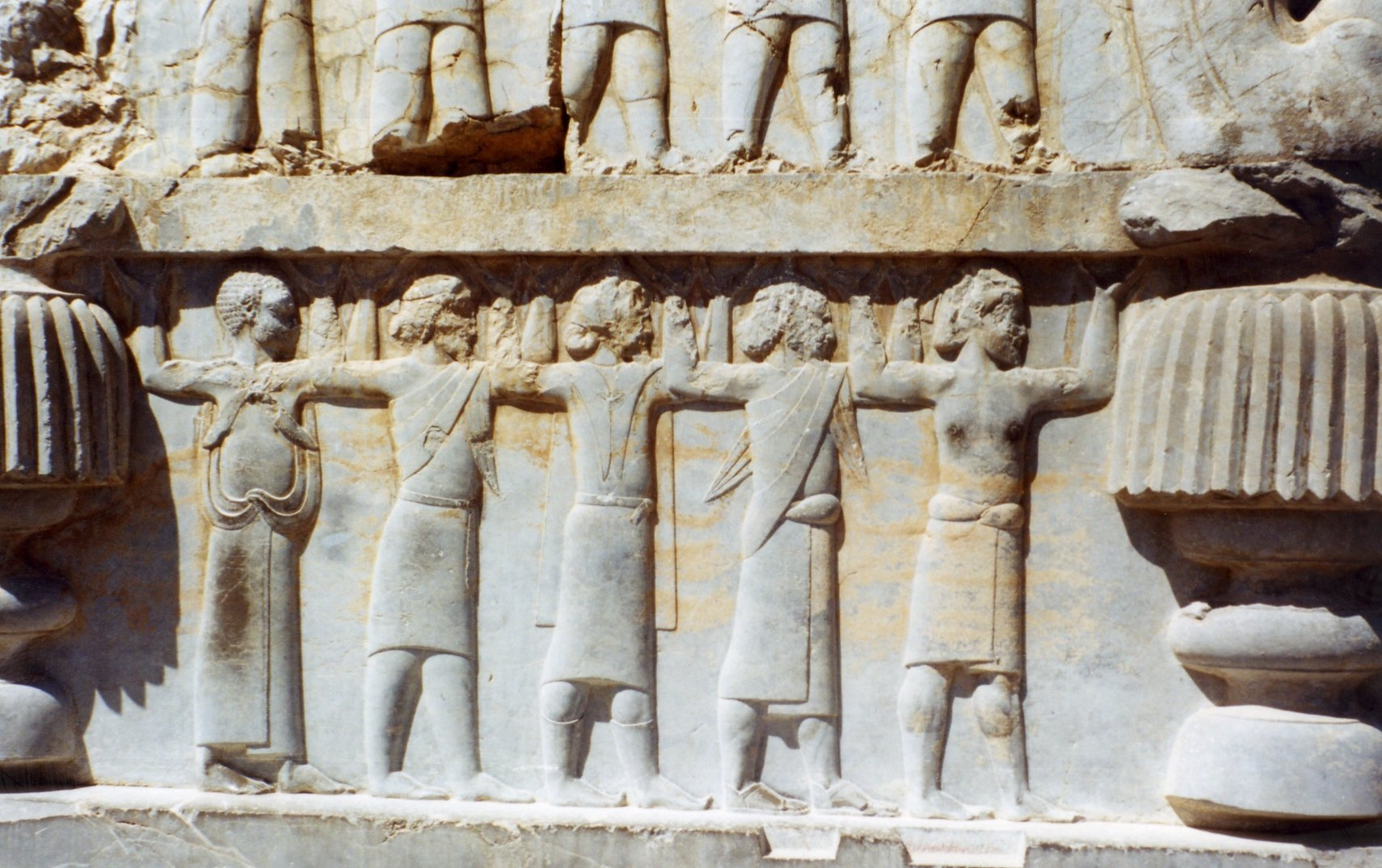
Dettaglio di un bassorilievo del Tripylon

Prendendo il nome dai suoi tre ingressi, il Tripylon o sala delle udienze di Serse, o Palazzo centrale, è un piccolo palazzo nel centro di Persepoli, che probabilmente serviva come accesso al palazzo di Serse. Risulta accessibile a nord da una scala intagliata con bassorilievi che mostrano principalmente guardie medie e persiane. Altri rilievi rappresentano nobili e cortigiani che si recano ad un banchetto. Le scale sud del Tripylon si trova al Museo Nazionale dell'Iran di Teheran. Un corridoio si apre ad est su una porta decorata con un bassorilievo mostrante:
- Sopra, Dario sul suo trono con il principe ereditario Serse, al riparo sotto un baldacchino ornato di simboli divini, tori, leoni e ghiande; il re e il principe tendono in mano delle foglie di palma, simboli di fertilità;
- In basso, emissari delle ventotto nazioni che costituivano l'impero persiano.

Questo bassorilievo si riferisce chiaramente alla volontà di Serse di nominare Dario come suo legittimo successore al trono.

### Palazzo Hadish

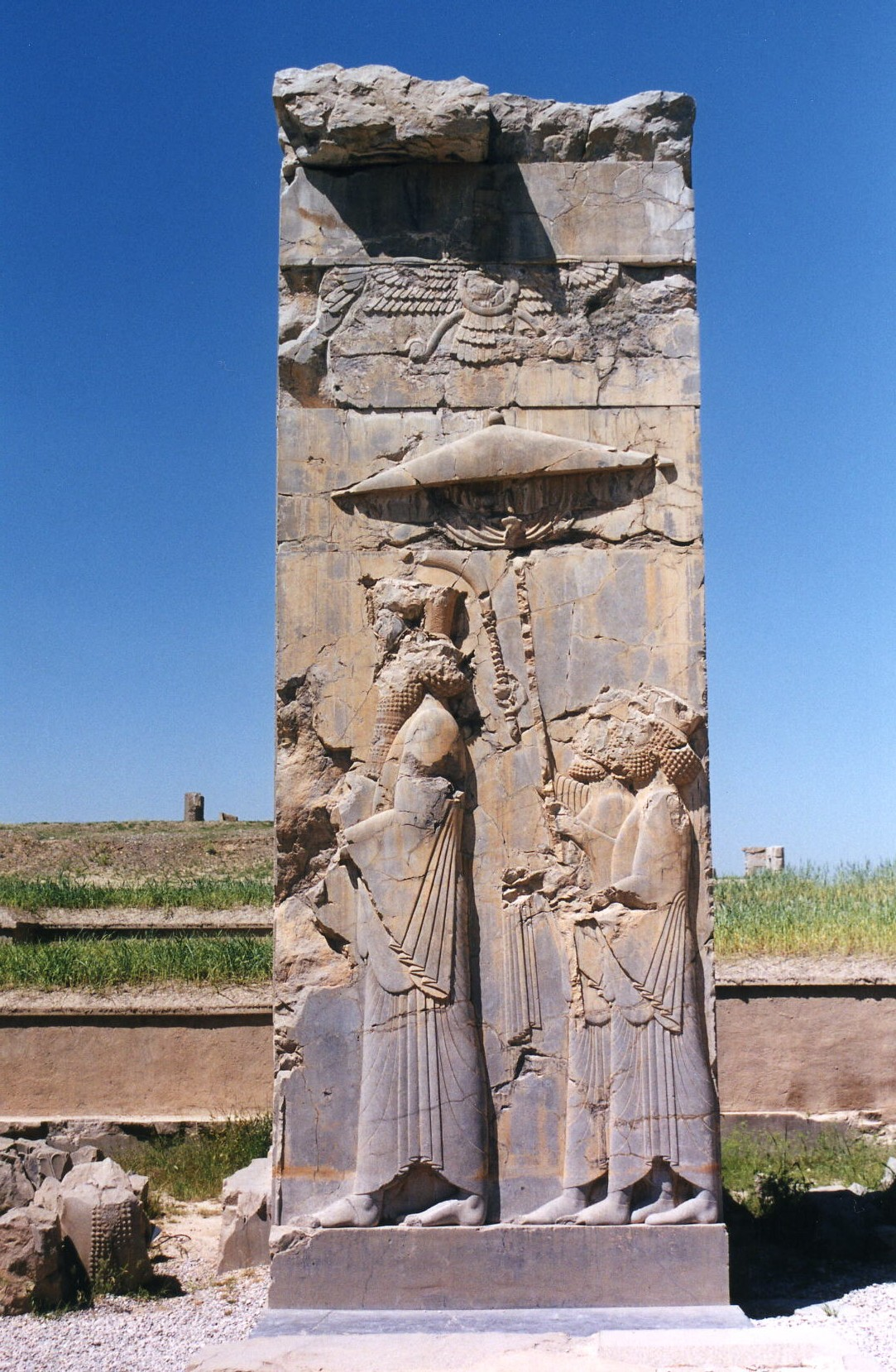
Processione reale (Hadish)

L'Hadish, o Palazzo di Serse, si trova a sud del Tripylon; è costruito su un piano simile al Tachara ma due volte più grande. La sua sala centrale era costituita da trentasei colonne di pietra e legno. Queste erano realizzate con tronchi di alberi di grandi dimensioni e di grande diametro, dei quali non resta più nulla. È circondato ad est e ad ovest da piccole stanze e corridoi, e sulle porte vi sono dei bassorilievi. Sono rappresentate processioni reali con Serse I accompagnato da servitori che sostengono un baldacchino. La parte meridionale del palazzo è composta da appartamenti la cui funzione è controversa: una volta descritti come quelli della regina, nel ventunesimo secolo sono considerati dei negozi o appendici del Tesoro. L'accesso all'Hadish avviene tramite una scalinata monumentale, ad Oriente, con rampe doppie divergenti e convergenti, e una scala più piccola a rampe convergenti ad Occidente; entrambe hanno lo stesso arredamento come le scale a sud del Tachara: tori e leoni, guardie persiane, disco alato e sfingi.
Hadish è un'antica parola persiana che appare su un'iscrizione trilingue in quattro copie sotto il portico e la scalinata: significa "palazzo". Gli archeologi citano questo palazzo con il nome di Hadish, ma il nome originale non è noto. L'assegnazione a Serse è certa in quanto oltre a queste quattro iscrizioni, aveva inciso il suo nome e il suo titolo non meno di quattordici altre volte.

### Palazzo delle 100 colonne
Il palazzo delle 100 colonne o anche Sala del Trono, ha una forma quadrata con lati di 70 metri: è il più grande dei palazzi di Persepoli. In occasione del suo primo scavo parziale, emerse che era coperto da uno strato di terra e di ceneri di cedro del Libano di più di tre metri di spessore. Gravemente danneggiati dal fuoco, solo le basi delle colonne e gli stipiti sono sopravvissuti.
Due tori colossali costituiscono le basi delle colonne principali, alte 18 metri, che sostenevano il tetto del portico d'ingresso, a nord del palazzo. L'ingresso avveniva attraverso una porta riccamente decorata con bassorilievi. Tra queste rappresentazioni, si descrive l'ordine delle cose, mostrato da cima a fondo: Ahuramazda, il re sul suo trono, poi diverse file di soldati che lo sostengono. Il re detiene quindi il suo potere, che gli proviene da Ahuramazda che lo protegge, e controlla l'esercito che porta il suo potere.

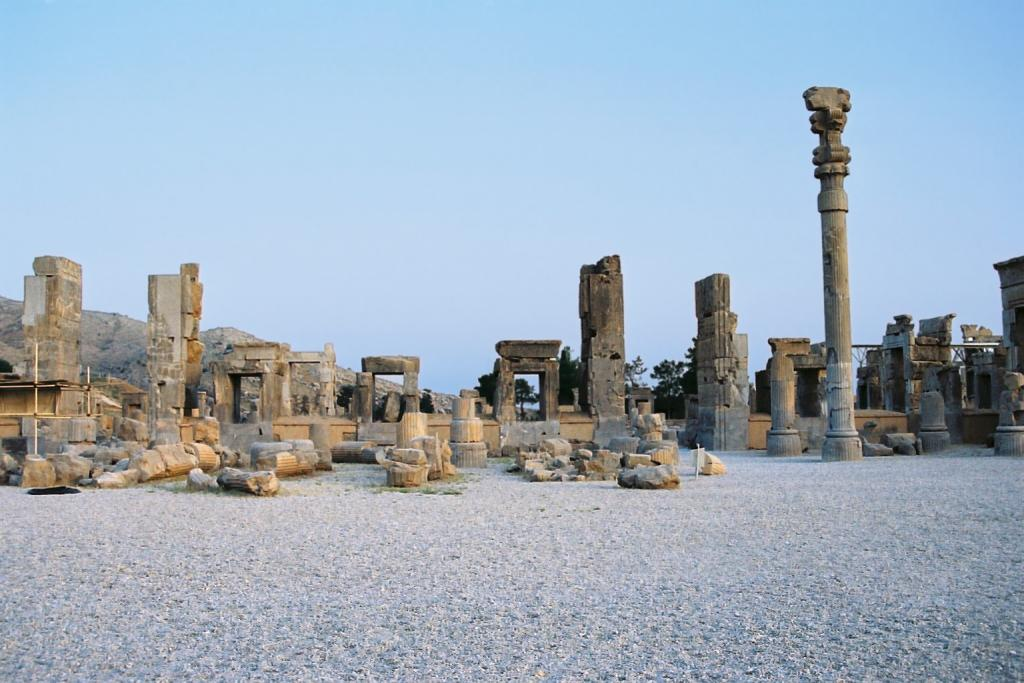
Palazzo delle 100 colonne (visto da nord)
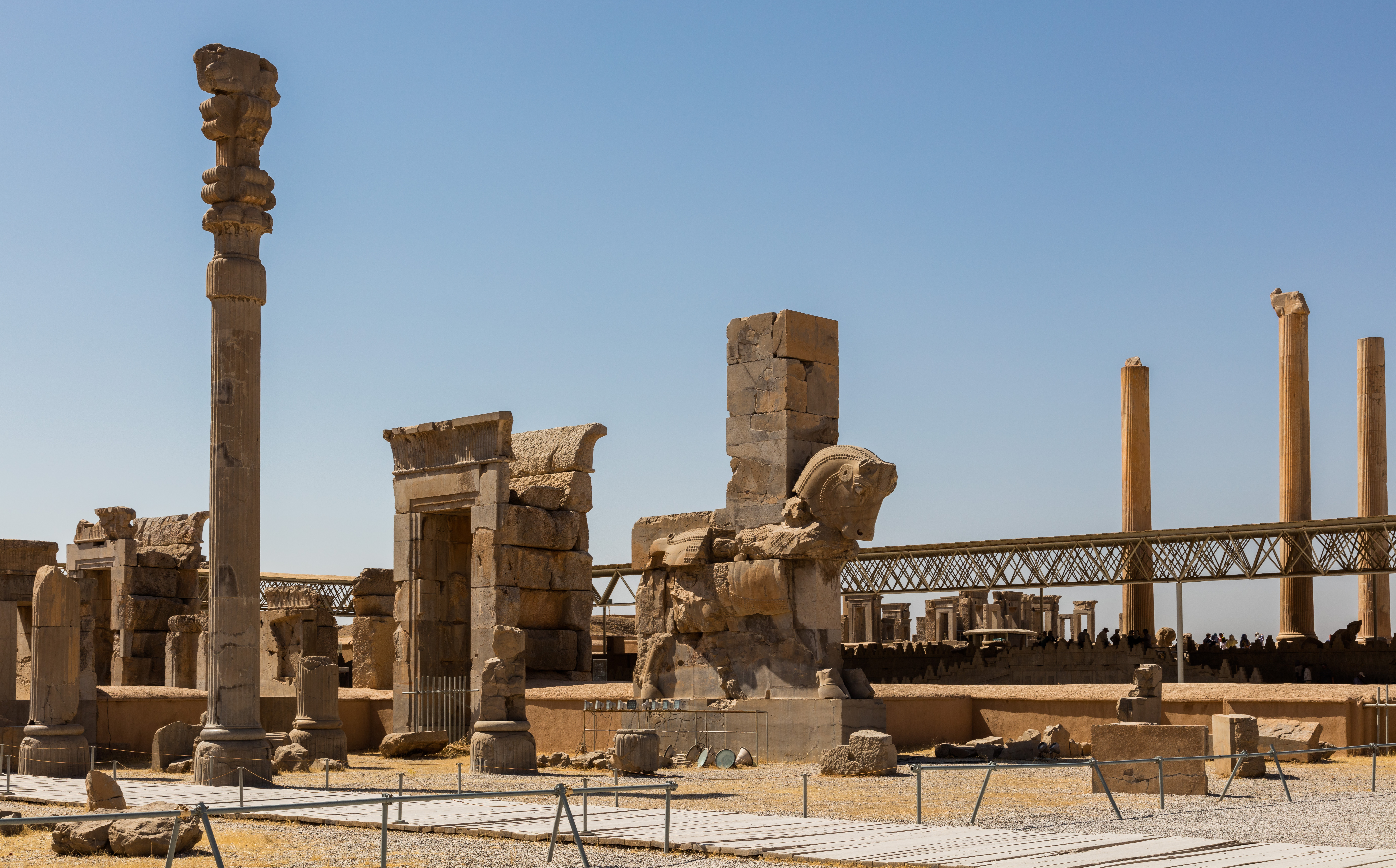
Taureau (portico nord)
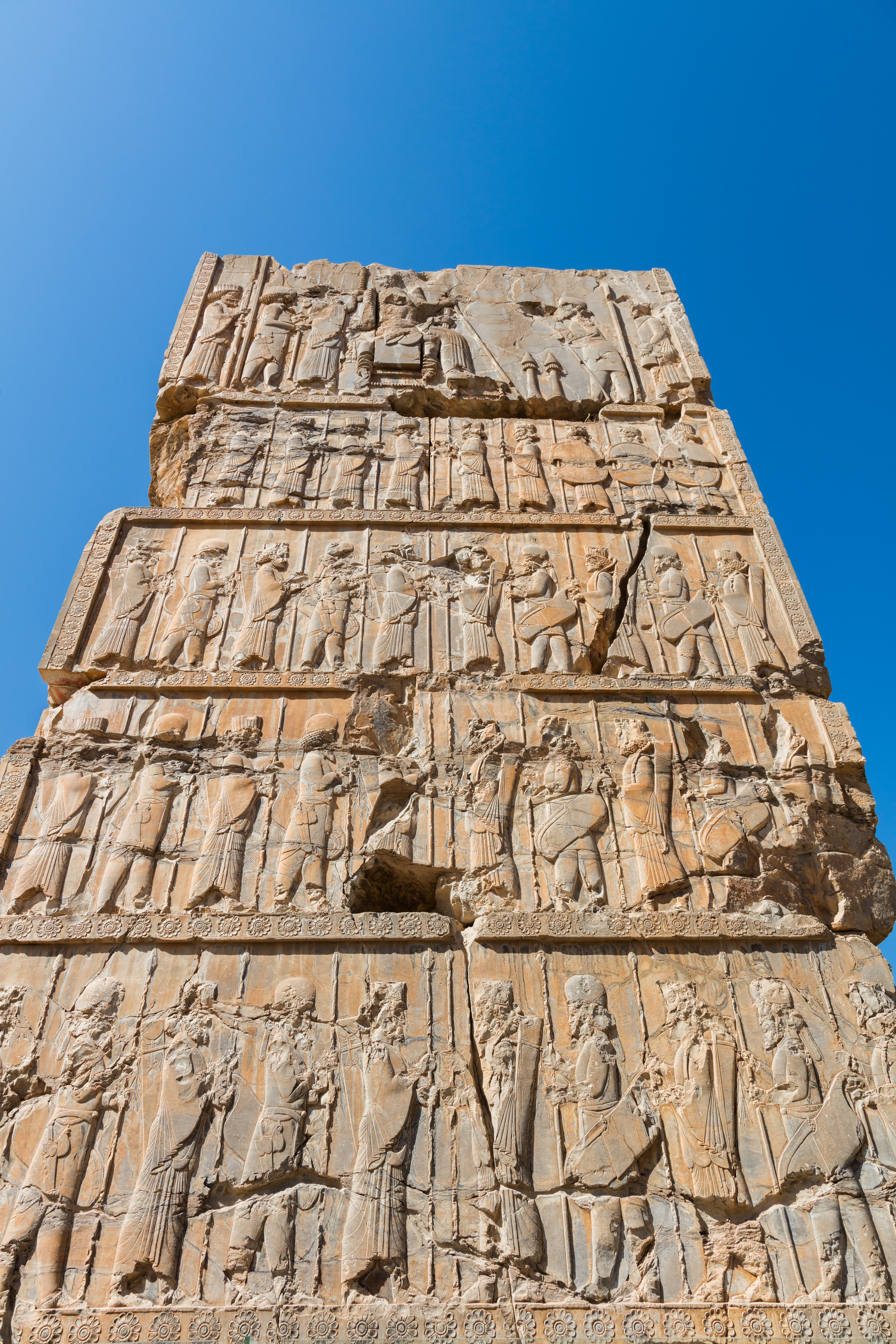
Guardie Immortali (Palazzo delle 100 colonne)

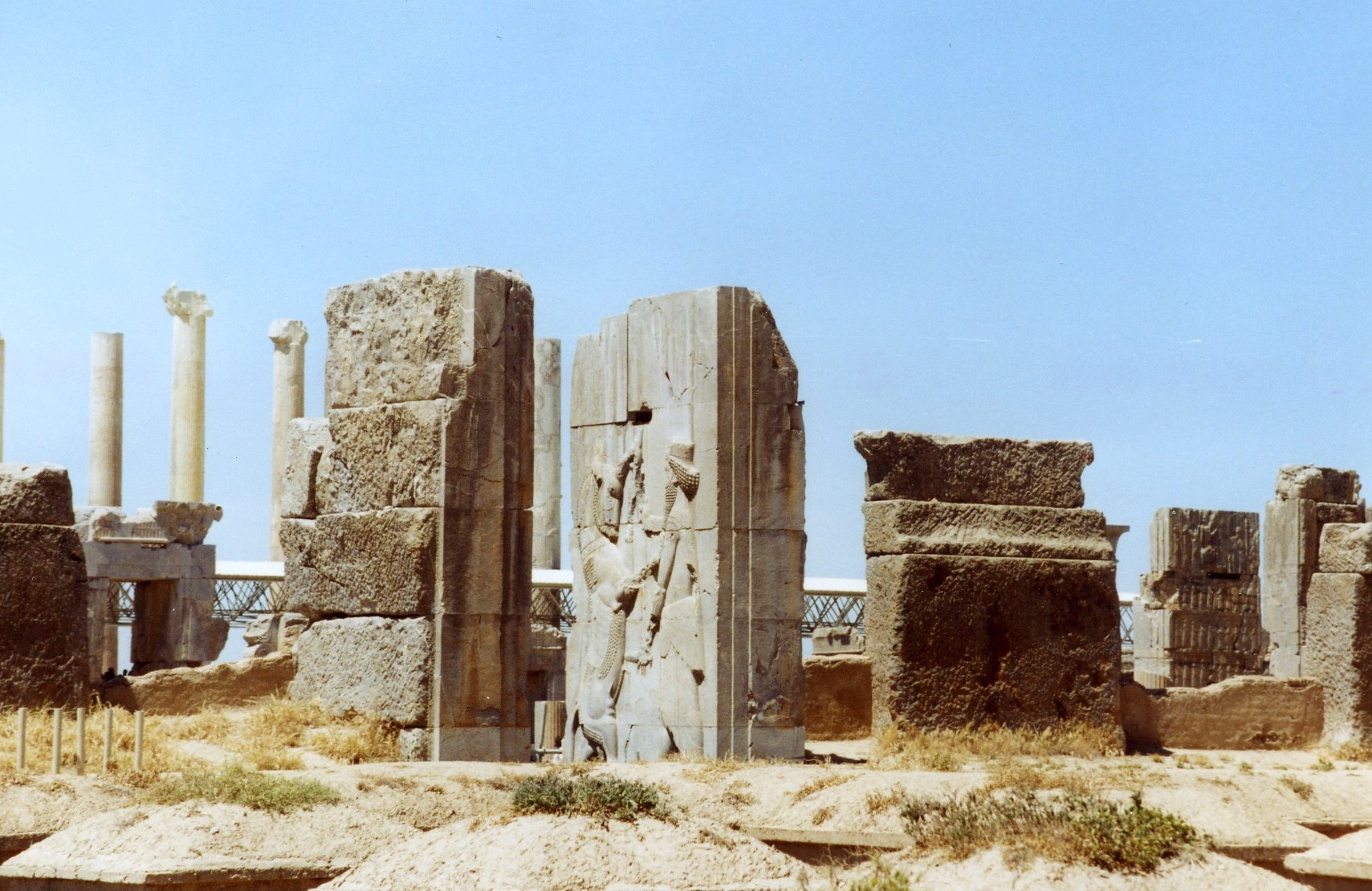
Il re lotta contro il male (Palazzo delle 100 colonne)
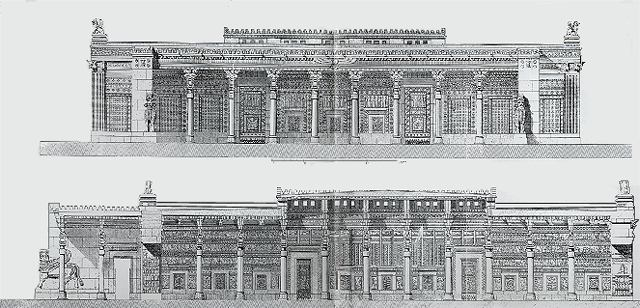
Il palazzo delle 100 colonne nella ricostruzione di Charles Chipiez (1884)
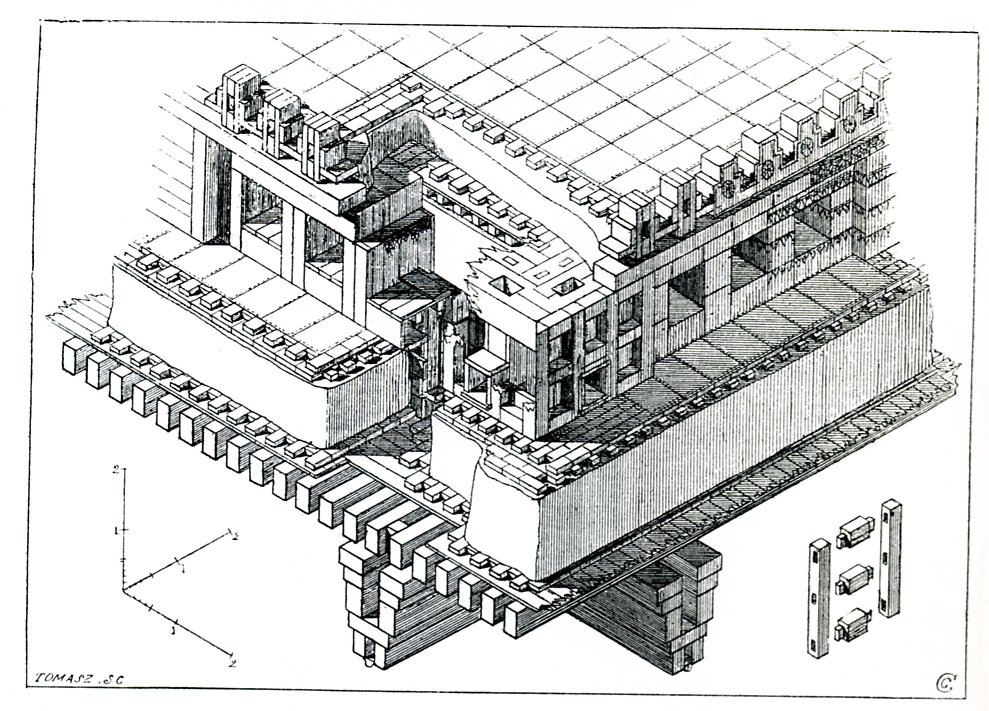
Studio dell'intero palazzo delle 100 colonne, di Charles Chipiez (1884)

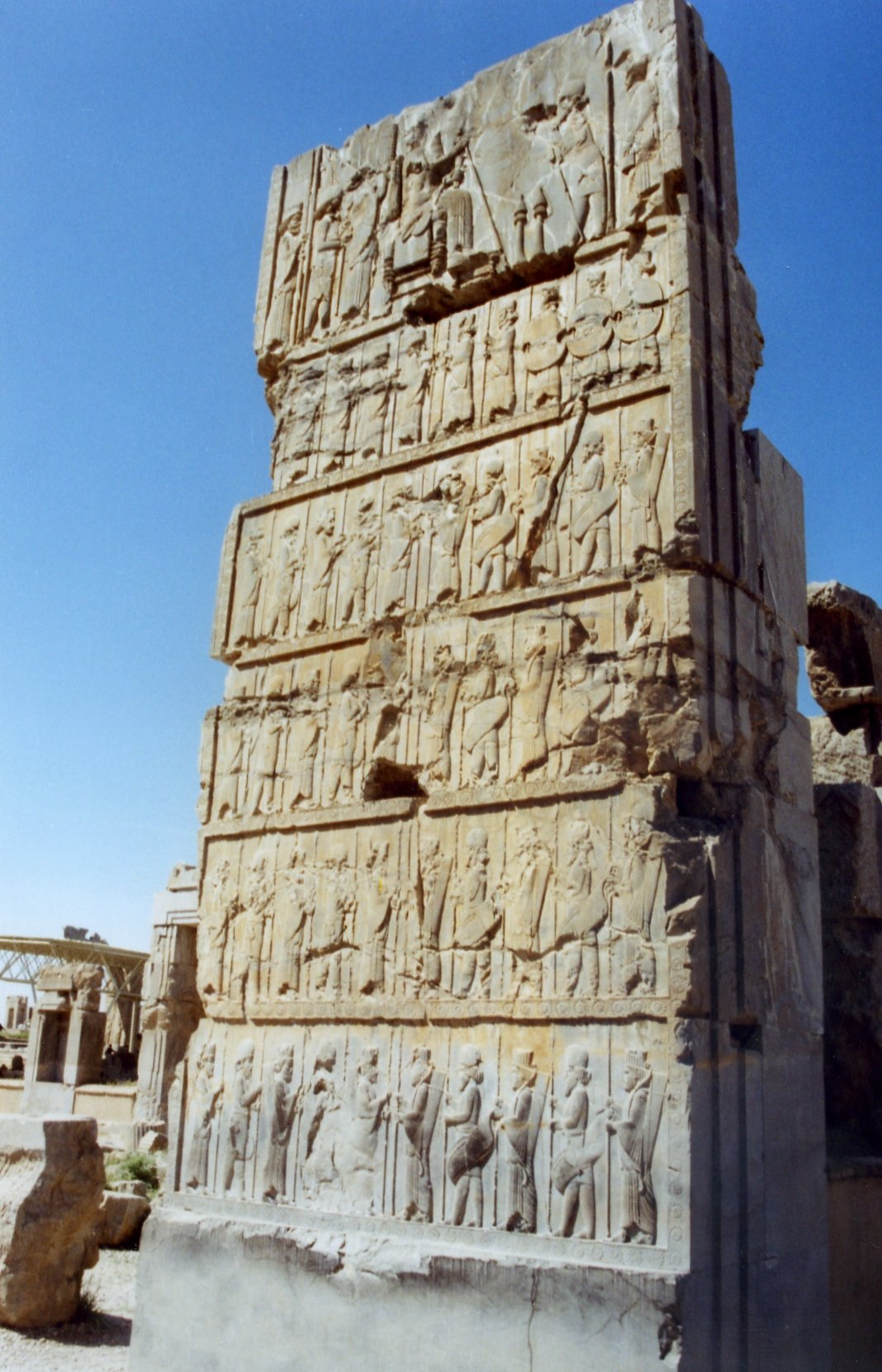
Bassorilievo sud del Palazzo delle 100 colonne
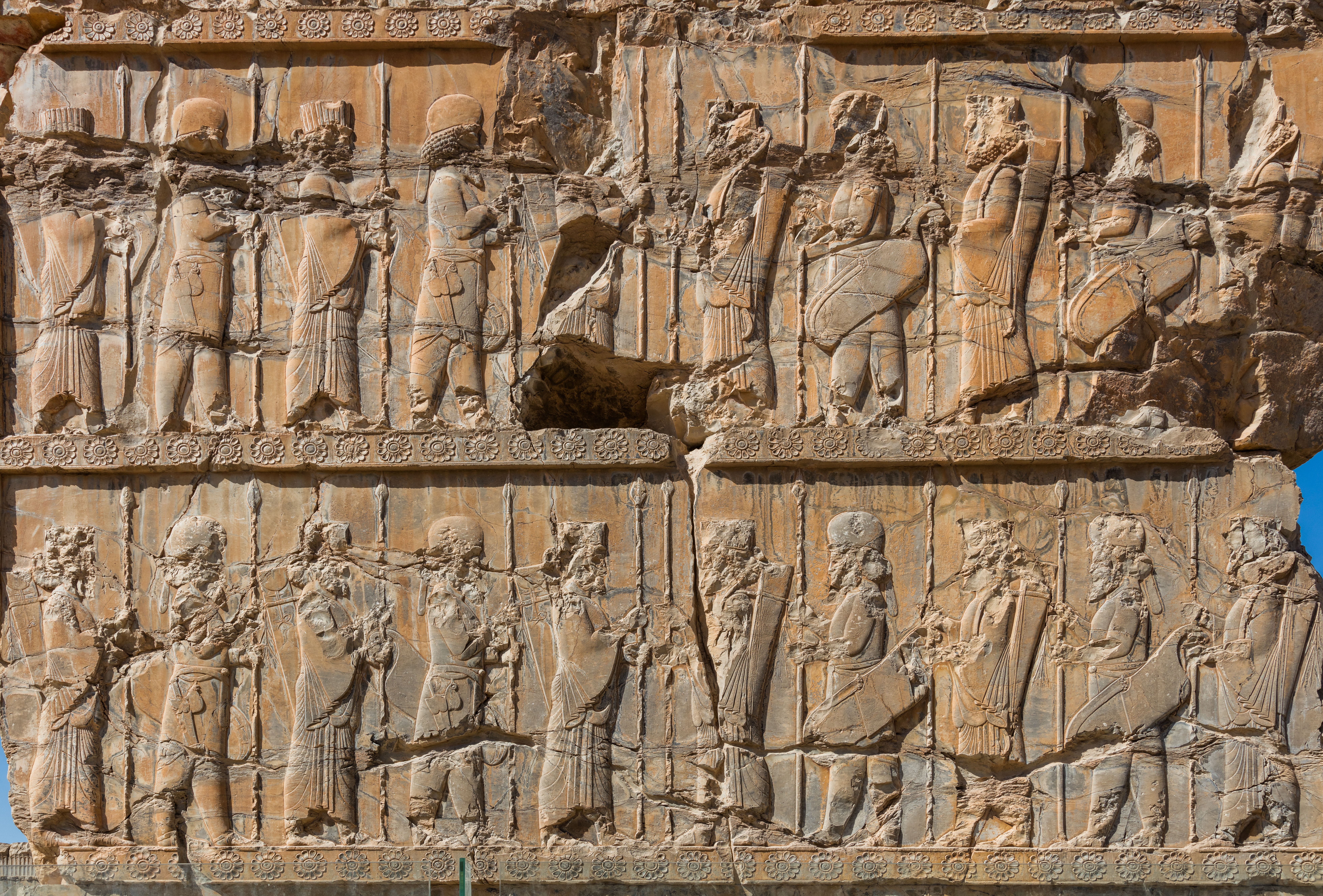
Dettagli basamento del bassorilievo sud
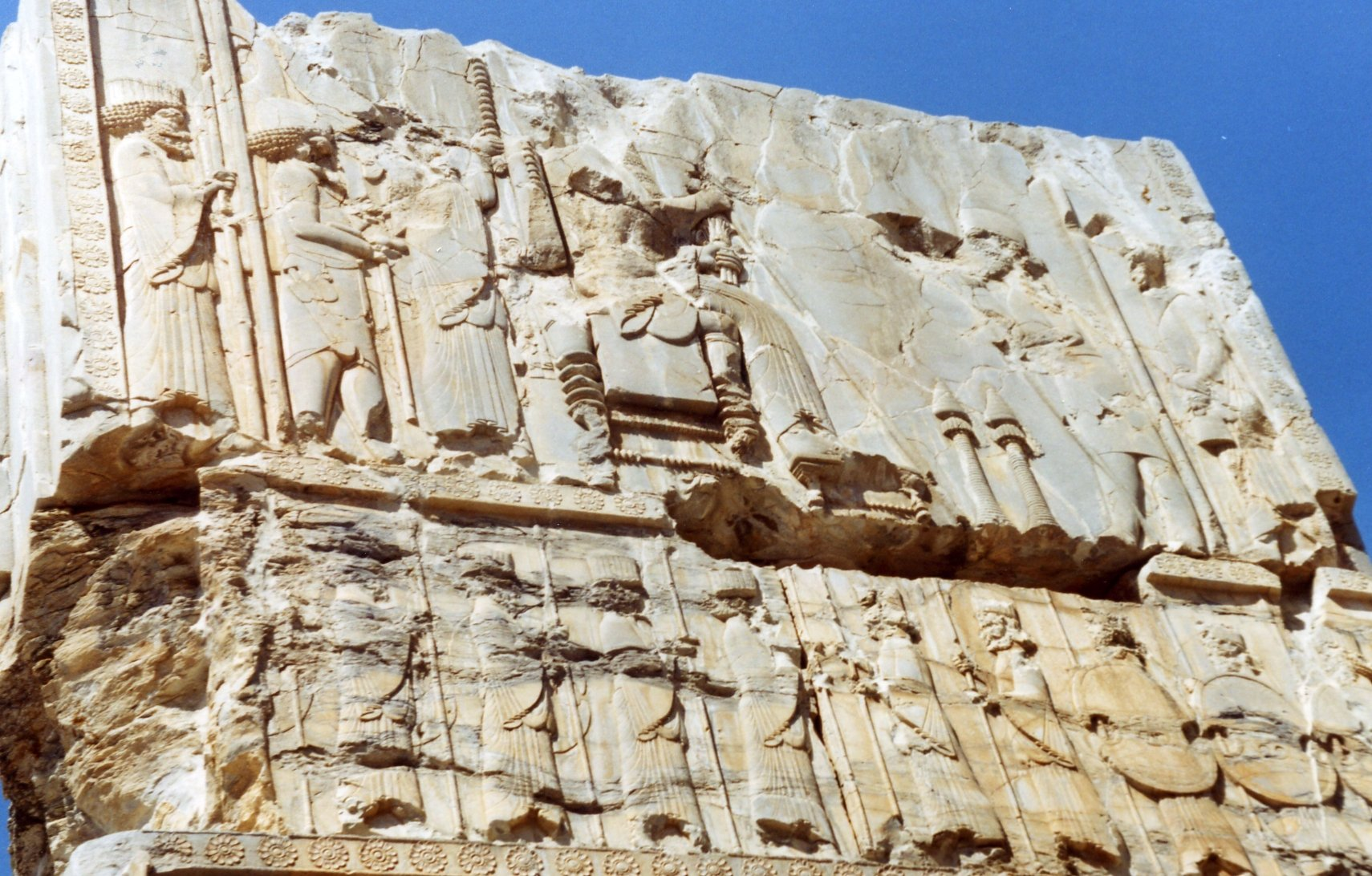
Dettagli superiori del bassorilievo sud

Il palazzo è decorato con numerosi bassorilievi in perfetto stato di conservazione, che rappresentano tori, leoni, fiori e ghiande.
La porta meridionale del palazzo presenta dei bassorilievi completamente diversi. Essi simboleggiano il sostegno dato al re dalle diverse nazioni che compongono l'impero. I soldati dei cinque ranghi inferiori infatti appartengono a molte nazioni, riconoscibili dai loro berretti, uniformi e armi. Rivolto verso l'edificio del Tesoro, questo messaggio è piuttosto dedicato ai servi e ricorda loro che la ricchezza che passa attraverso questa porta serve alla coesione dell'impero. Le tavolette cuneiformi che dettagliano gli archivi dei tributi, danno una panoramica delle ricchezze che sono passate attraverso queste porte.
Se i bassorilievi degli ingressi nord e sud del palazzo riguardano in primo luogo l'affermazione della regalità, quelli della parte orientale e occidentale hanno, come gli altri palazzi, scene eroiche di lotta contro il male.

### Tesoro
Costruito da Dario il Grande, è costituito da una serie di camere situate nell'angolo sud-est della terrazza, che si estende su una superficie di 10 000 m². Il tesoro comprende due sale più importanti il cui tetto era sostenuto rispettivamente da 100 e 99 colonne di legno. Sono state ritrovate delle tavolette di legno e d'argilla, che specificano l'ammontare dei salari e dei benefici pagati ai lavoratori che costruirono il sito. Secondo Plutarco, 10 000 muli e 5 000 cammelli furono necessari a Alessandro Magno per trasportare il tesoro di Persepoli. Secondo quanto indicato in alcune tavolette, 1 348 persone lavorarono alla Sala del tesoro nel 467 a.C.
Il Tesoro venne più volte ricostruito e modificato. Diverse iscrizioni sono state trovate sui blocchi massicci di diorite, menzionanti re Dario. Sono stati inoltre ritrovati due bassorilievi, uno dei quali proviene dalla scala nord dell'Apadana. Quest'ultimo è ora al Museo Nazionale dell'Iran e rappresenta il re, probabilmente Serse I (o il padre Dario I) sul trono. Il re riceve un ufficiale medio inclinato in avanti mentre porta la mano destra alle labbra in segno di rispetto. Potrebbe essere un tribuno, un comandante di 1 000 guardie, o un governatore del Tesoro (o  Ganzabara ). Il principe ereditario e un nobile persiano si trovano in piedi dietro al sovrano. Due portatori di incenso sono tra il re e i dignitari.
Durante gli scavi, questo edificio è stato subito identificato come il Tesoro, perché nonostante la sua vasta area, l'accesso è costituito solo da due piccole porte strette.

### Guarnigione e sala delle 32 colonne
Sul versante est del complesso, tra il Palazzo delle 100 colonne e la montagna, si trovavano diverse sale che costituivano il quartiere dei servitori e dei soldati, la cancelleria e gli uffici. Sono state ritrovate più di 30 000 tavolette di argilla e frammenti di esse, in lingua elamica,. Secondo Quinto Curzio Rufo e Diodoro Siculo, Alessandro lasciò sul posto 3 000 uomini, cosa che dà l'idea della capacità della guarnigione di Persepoli. A nord di queste caserme, si trovano i resti di una sala costituita da 32 colonne, la cui funzione non è nota.

### Gineceo e museo

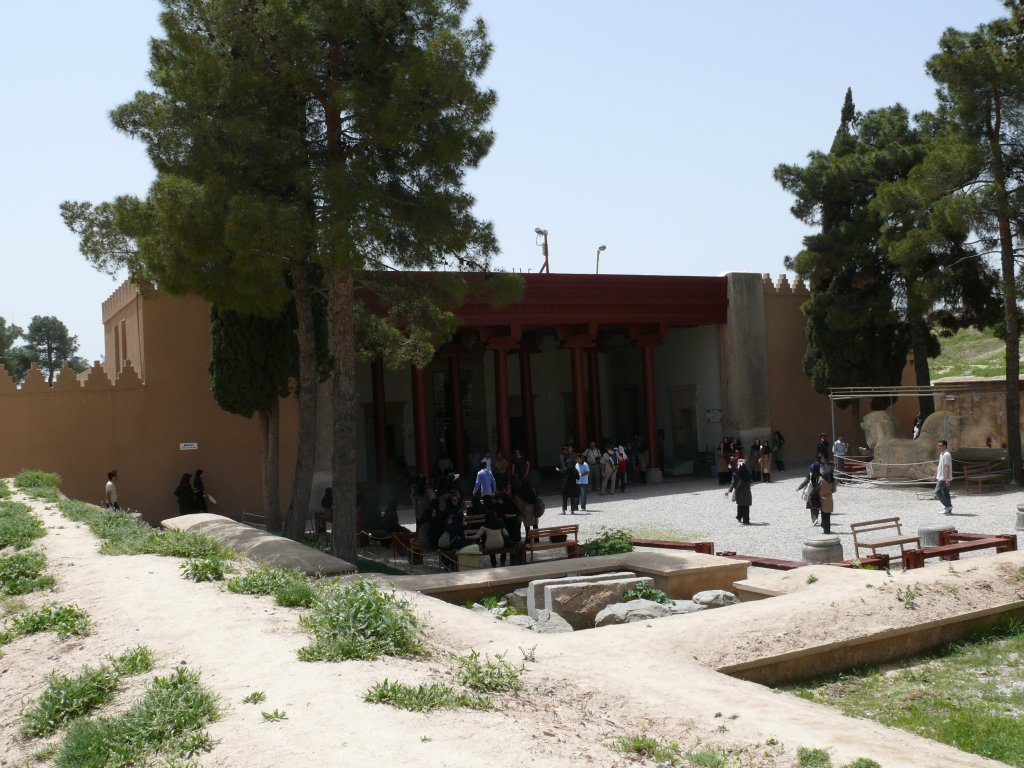
Il museo di Persepoli

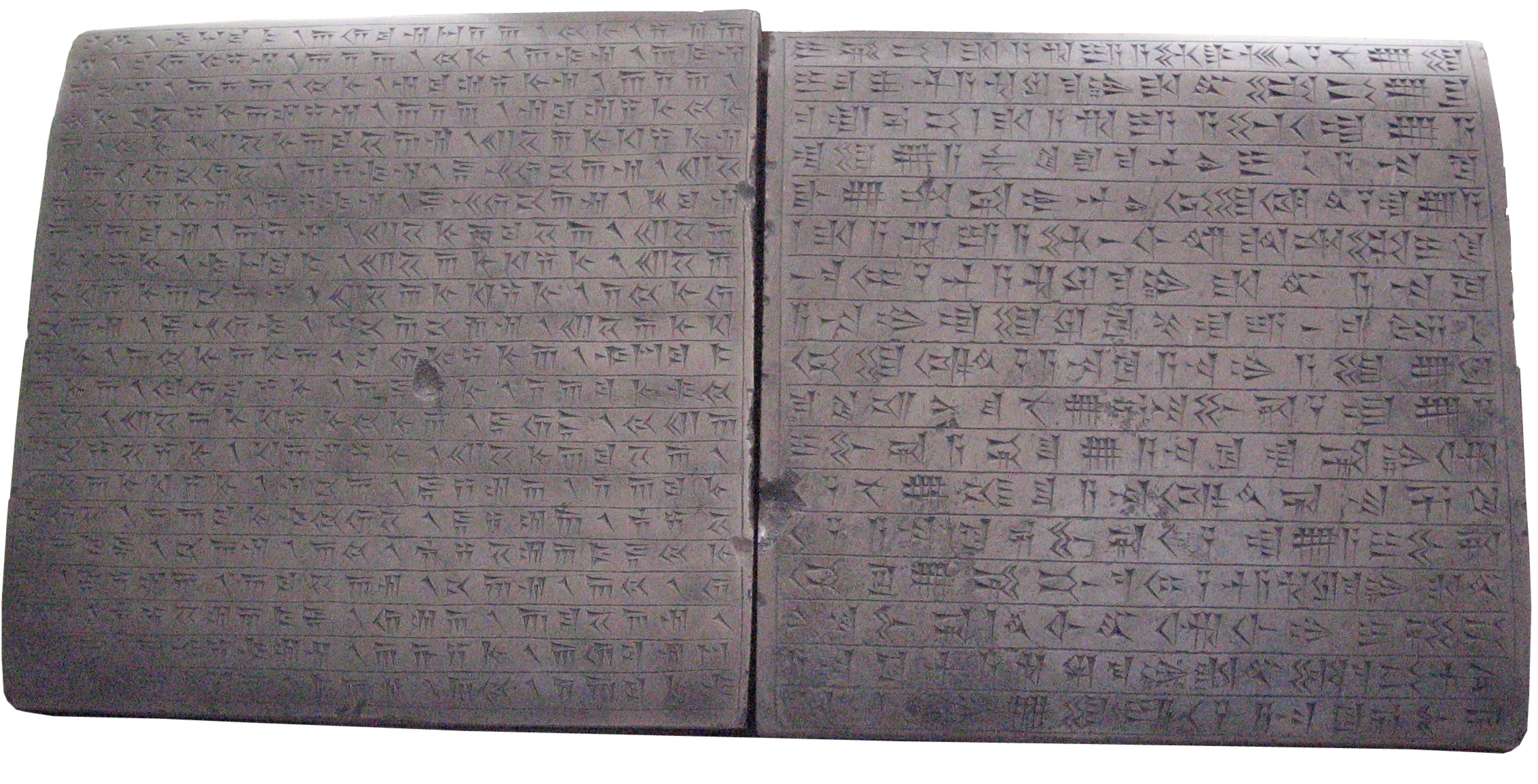
Iscrizioni di Serse (Museo Nazionale dell'Iran, Teheran). Un'iscrizione simile è esposta al museo di Persepoli

L'accesso al gineceo, erroneamente chiamato harem, avviene dalla porta sud del palazzo delle cento colonne. L'edificio ha una forma di "L", la cui ala principale ha un orientamento nord-sud. Il suo centro è composto da una sala con colonnati, aperta a nord su un cortile con un portico. La sala aveva quattro ingressi, le cui porte erano decorate con bassorilievi. Quelli laterali mostrano ancora scene di lotta eroica ricordando quelle dello Tachara o palazzo delle 100 colonne. Il re è infatti mostrato alle prese con un animale chimerico (leone-toro cornuto e alato, collo corbino e coda di scorpione) che potrebbe essere una rappresentazione di Ahriman, divinità malvagia. L'eroe affonda la spada nel ventre della bestia che gli sta di fronte. Il bassorilievo a sud mostra Serse I, seguito dai servi, in una scena identica a quella del palazzo Hadish. La parte meridionale dell'ala e l'altra ala che si estende ad Occidente presentano una serie di venticinque appartamenti ipostili con sedici colonne ciascuno. L'edificio dispone anche di due scale che lo collegano con l'Hadish, e due cortili che potrebbero corrispondere ai giardini chiusi.
Non è certo che il gineceo potesse essere un luogo di residenza delle donne. Secondo alcuni, la sezione centrale avrebbe potuto essere destinata alla regina e al suo seguito. Altri credono che le donne vivevano al di fuori delle mura. La funzione dell'edificio rimane controversa. La presenza di bassorilievi elaborati, così come la sua posizione a livello elevato evoca un edificio con una funzione importante. Al contrario, le sue dimensioni e la posizione, suggeriscono piuttosto una funzione amministrativa. Difatti, è probabile che il nome di gineceo sia erroneo, come quello di harem: i ricercatori occidentali hanno proiettato la loro visione di harem Ottomano sulla Persia achemenide, ma ciò non ha senso.
IL gineceo venne scavato e parzialmente restaurato da Herzfeld in un processo di anastilosi. Ricostruì diverse sale che usò come laboratori di restauro e per la presentazione dei pezzi trovati nel complesso. Parte del gineceo venne trasformata in museo.
Il museo presenta una grande varietà di oggetti trovati in loco:
- ceramiche, piatti e bicchieri di terra cotta, piastrelle in ceramica;
- monete d'epoca;
- utensili di ogni genere: da muratura, da taglio, da cucina, da macellaio e altri;
- ferramenta, punte di lancia e frecce, frammenti o ornamenti metallici, perni metallici;
- resti di stoffa e di legno componente della struttura;
- finimenti per cavalli;
- tavolette incise.

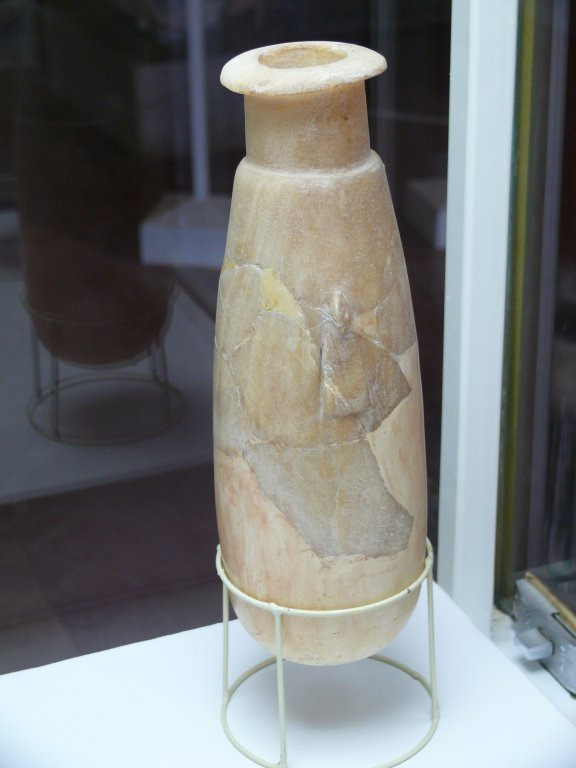
Recipiente per profumo in marmo (Museo di Persepoli)
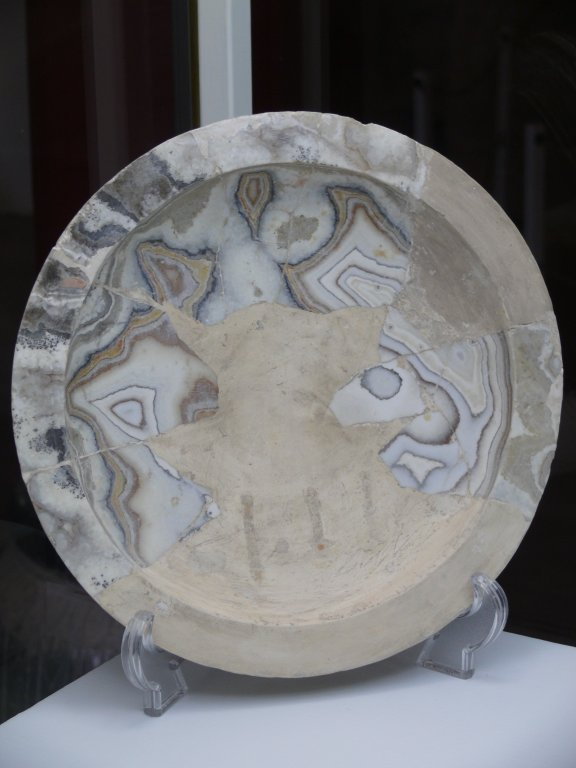
Piatto in marmo (Museo di Persepoli)
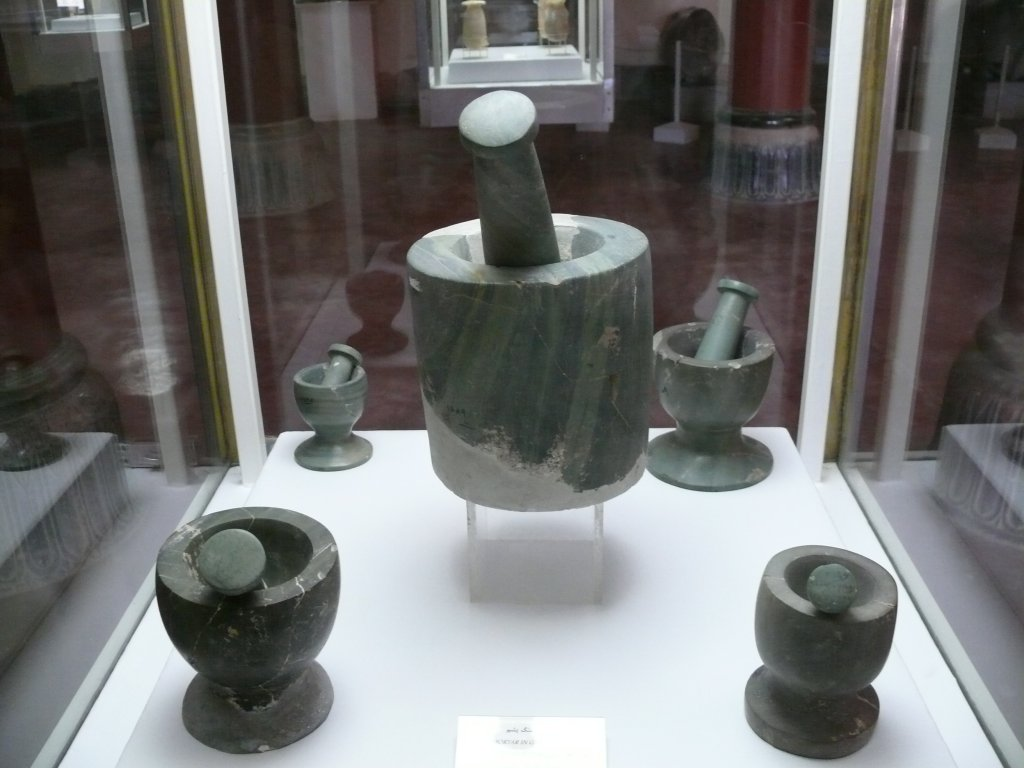
Mortaio (Museo di Persepoli)
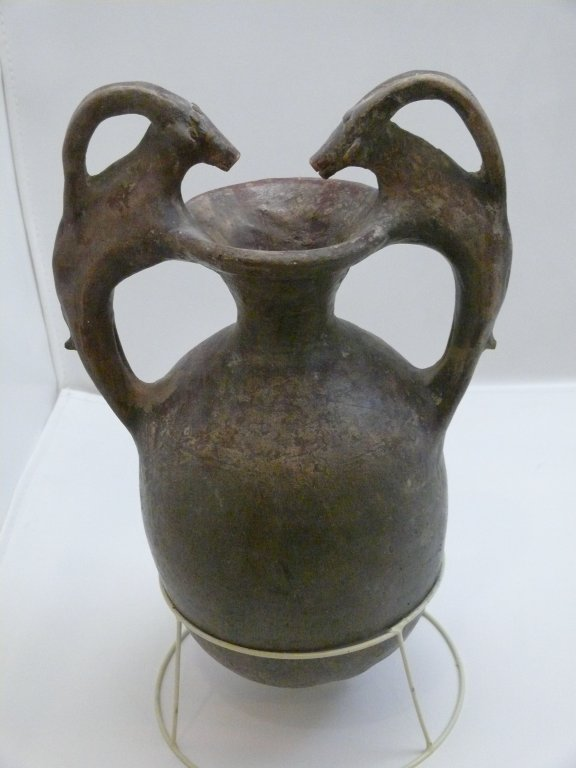
Vaso con manici a forma di stambecco (Museo di Persepoli)

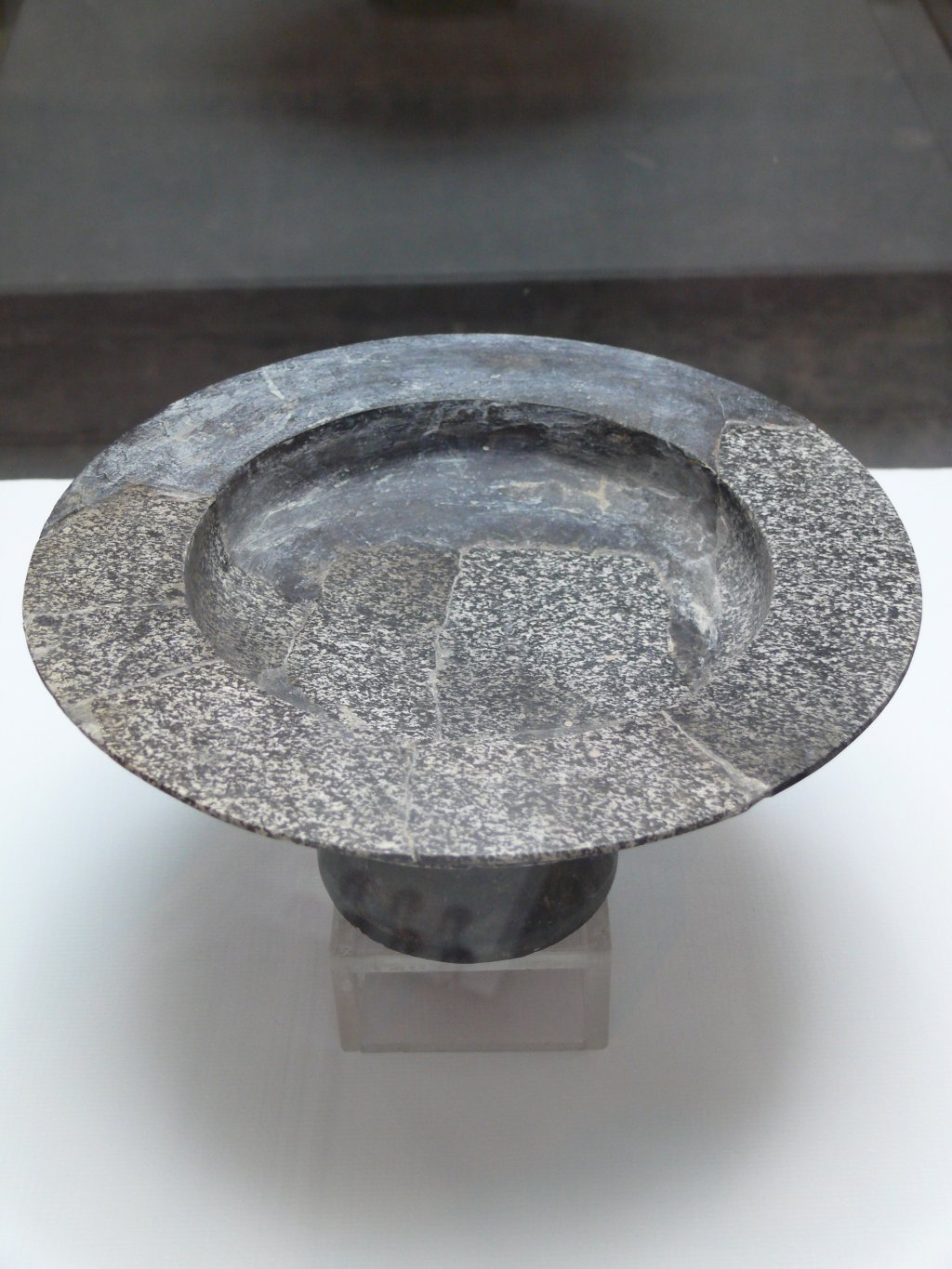
Piatto in pietra (Museo di Persepoli)
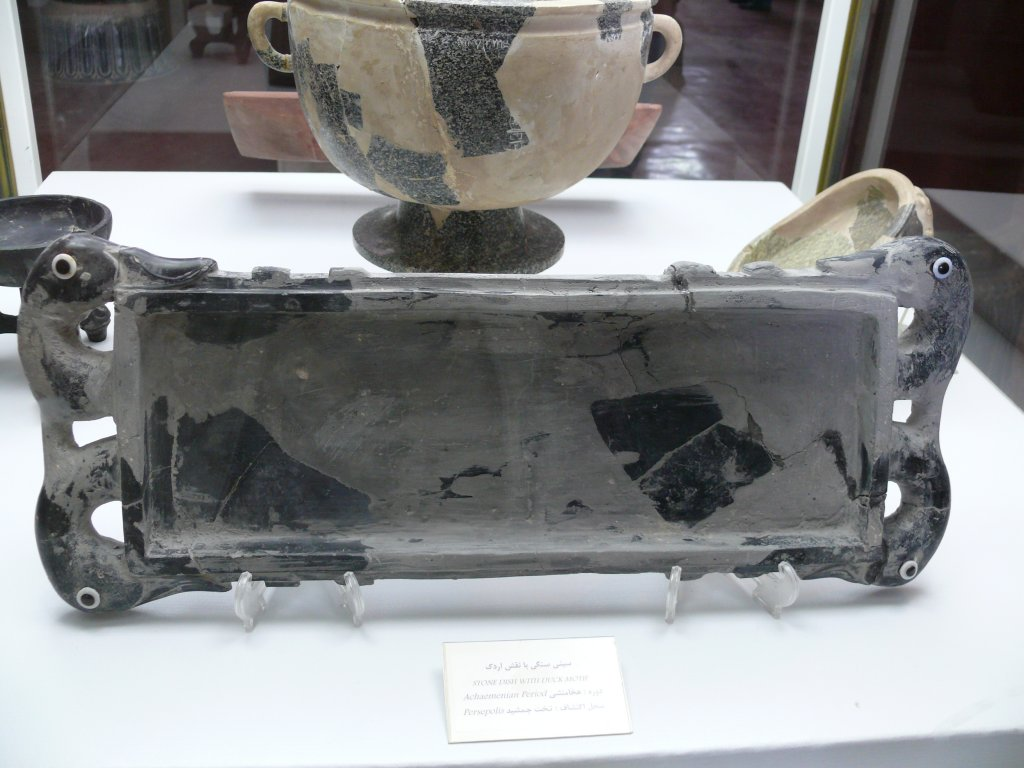
Piatto in pietra con manici a forma di anatra (Museo di Persepoli)
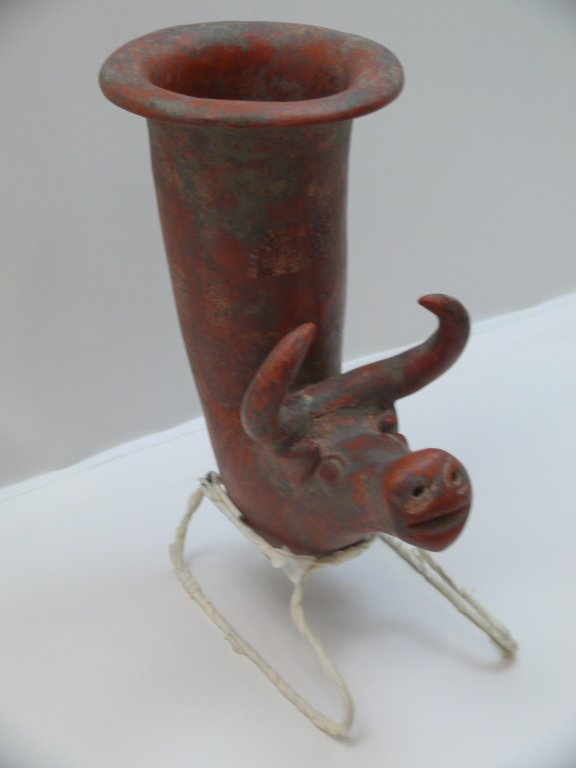
Rhyton in terracotta (Museo di Persepoli)
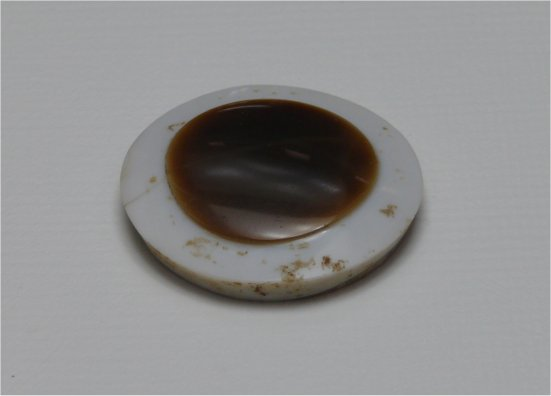
Occhio di statua (Museo di Persepoli)

Sono state trovate anche monete di periodi successivi (sassanidi e arabi), precedenti, e persino preistorici..
L'ampia varietà di elementi appartenenti agli usi di tutti i giorni, è molto importante per avere un'idea della vita in quel periodo. Inoltre, alcune parti delle rappresentazioni pittoriche (mascelle, lance) danno un'idea della completezza del lavoro dei lavoratori che le scolpirono.

### Altre costruzioni

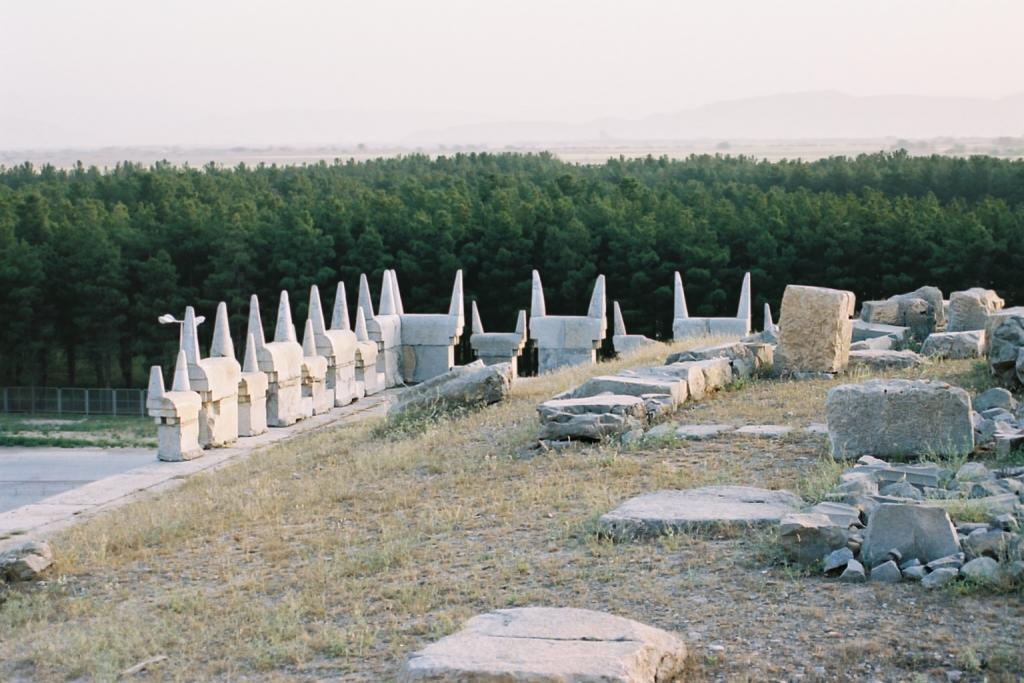
Pietre tagliate munite di corna (Terrazza, angolo sud-ovest)

Un palazzo sembra sia stato costruito in un angolo sud-occidentale della terrazza, appartenente ad Artaserse I. Le rovine, però, non corrispondono al palazzo, ma ad un palazzo residenziale post-achemenide chiamato H. Delle sculture dotate di corna sono state collocate vicino al muro della terrazza, figure delle quali non si conosce la funzione; sono state trovate sepolte ai piedi della terrazza.
Un'altra struttura chiamata palazzo G si trova a nord dell'Hadish, corrispondente anch'essa a una costruzione post-achemenide. Sembra sia stata realizzata sul sito di una struttura distrutta che potrebbe essere stato il palazzo di Artaserse III. Allo stesso modo, i resti di un edificio chiamato Palazzo D sono stati trovati ad oriente dell'Hadish. Come i precedenti, era stato costruito dopo la fine della dinastia achemenide riutilizzando detriti e ornamenti presenti tra le rovine della terrazza · .

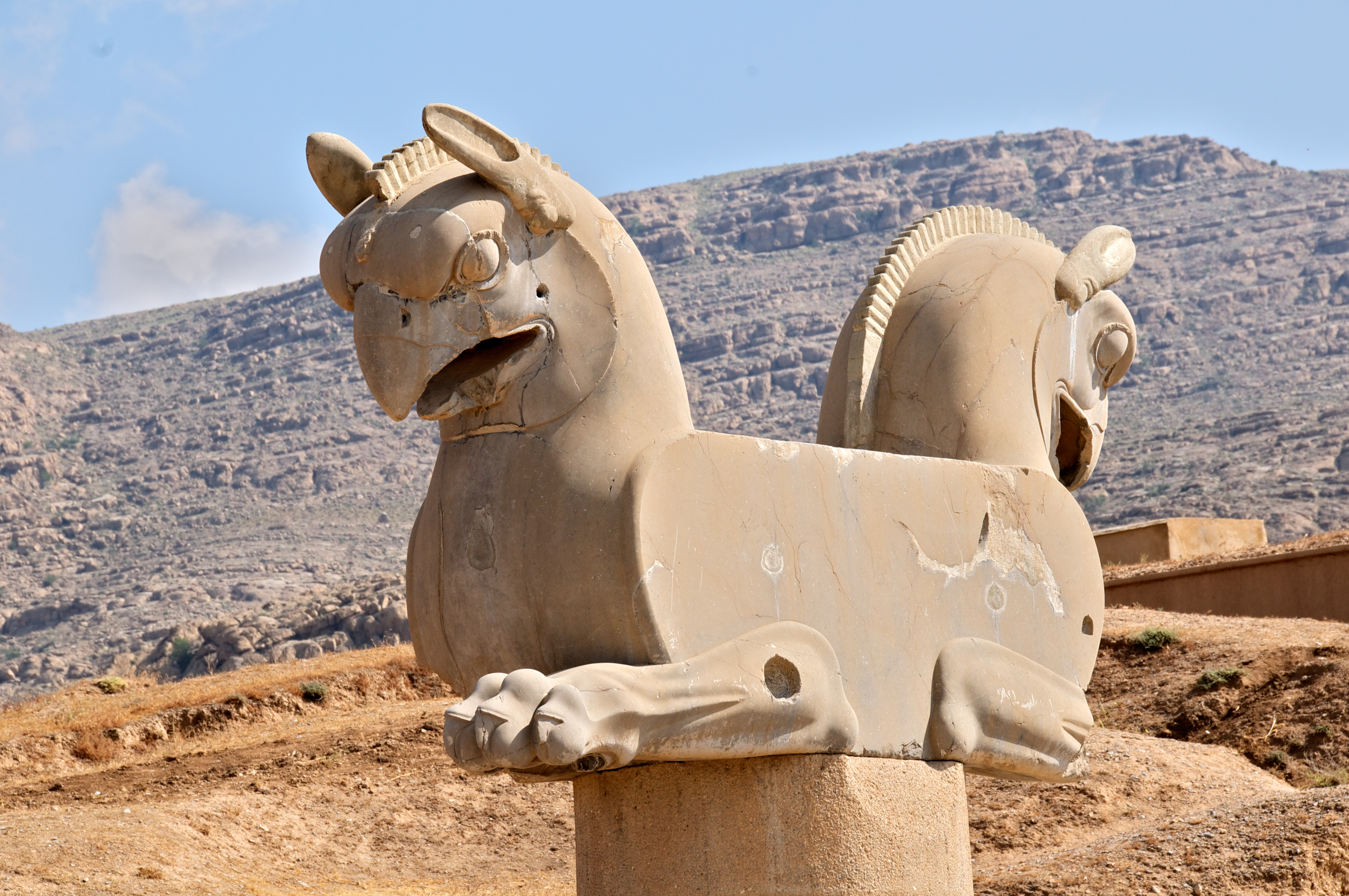
Capitello con grifoni zoomorfi a Persepoli
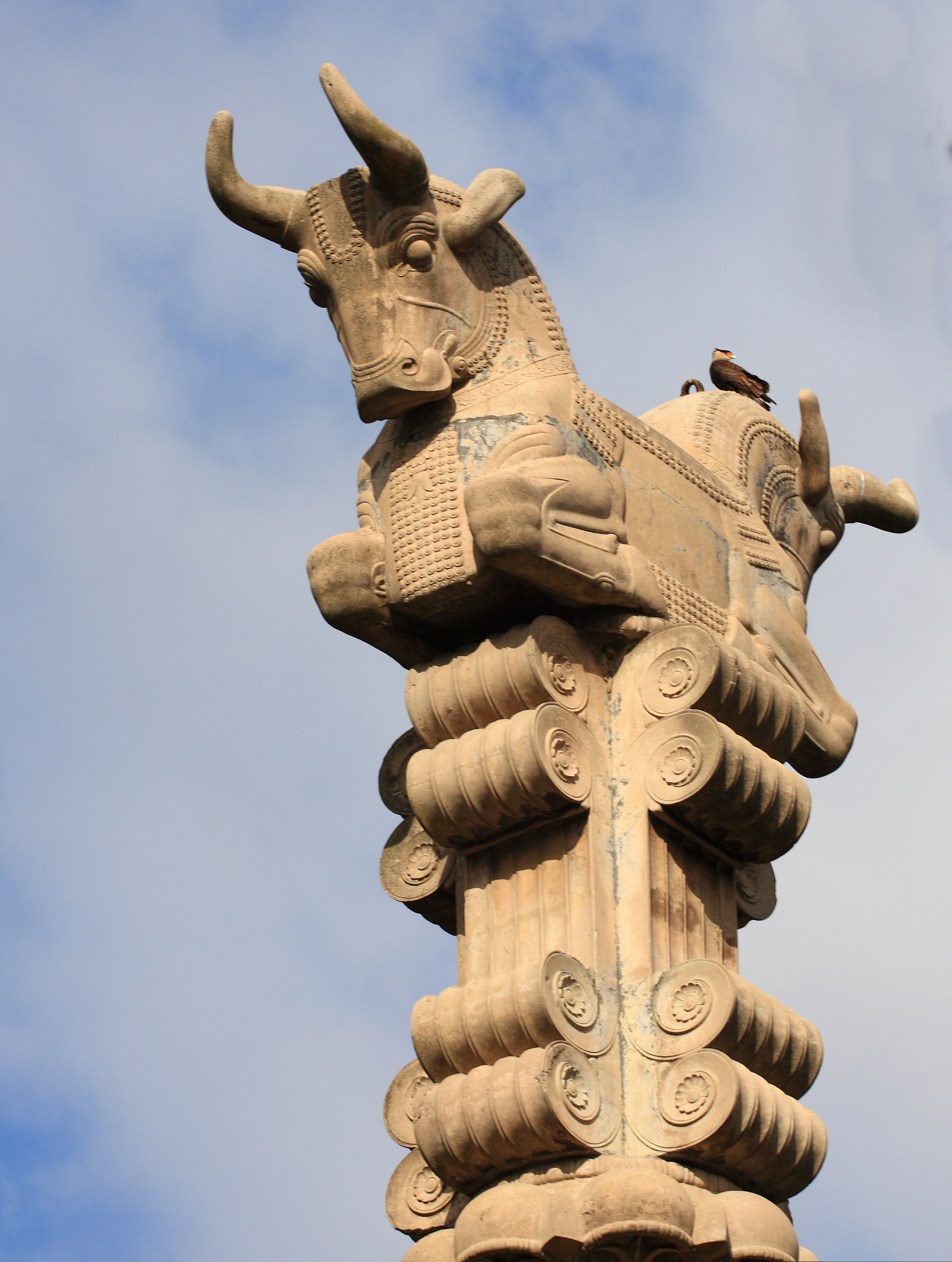
Capitello con tori a Persepoli

### Mausolei

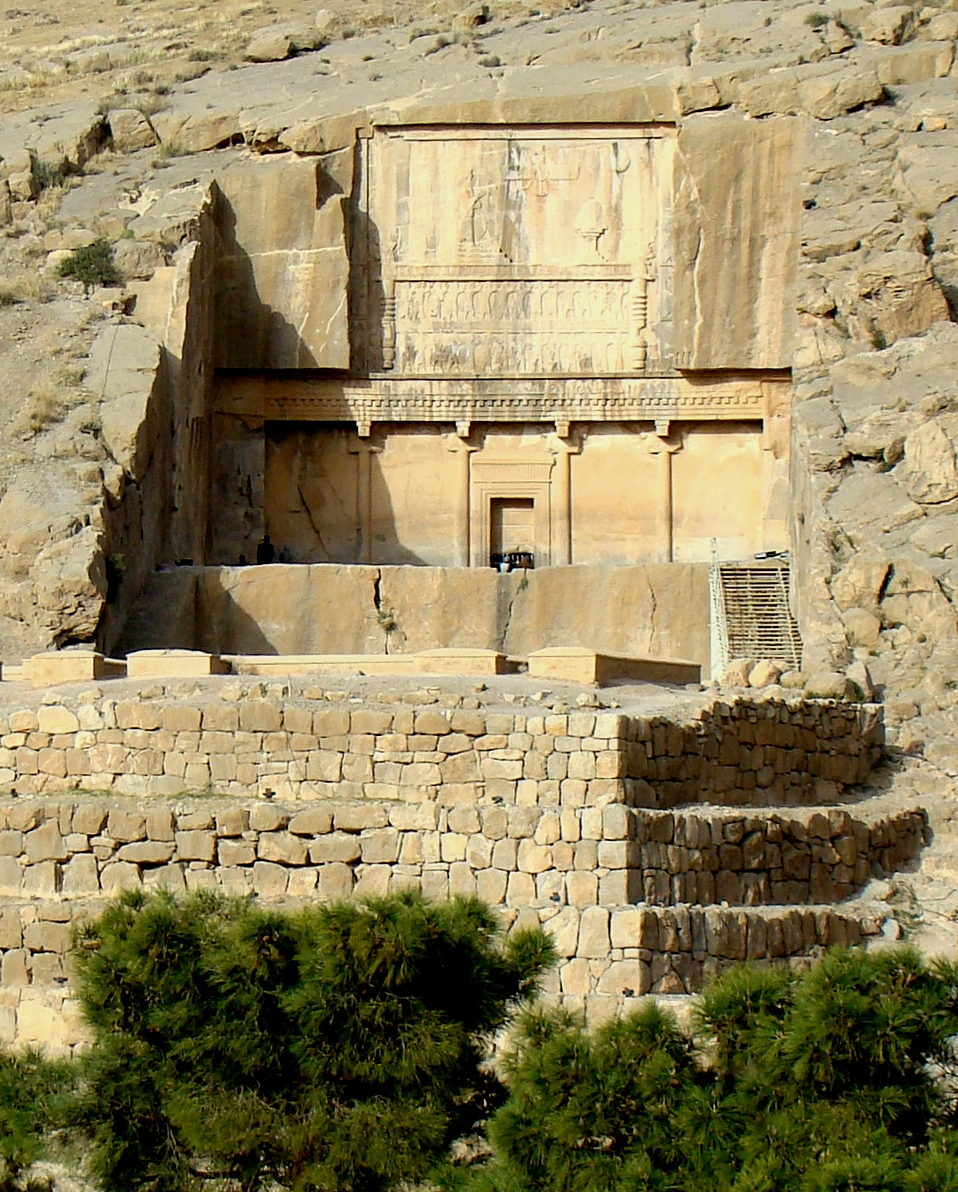
Tomba di Artaserse II, Persepoli

È comunemente accettato che Ciro il Grande fu sepolto a Pasargade, di cui parla Ctesia come sua città. Se è vero che il corpo di Cambise II venne riportato a casa "ai persiani", il suo sepolcro dovrebbe essere da qualche parte accanto a quello di suo padre. Ctesias presuppone che era costume per un re preparare la propria tomba durante la sua vita. Quindi, i re sepolti a  Naghsh-e Rostam  sono probabilmente Dario I, Serse I, Artaserse I e Dario II. Serse II, che regnò per un tempo molto breve, a stento potrebbe aver ottenuto un così splendido monumento, e tanto meno avrebbe potuto l'usurpatore Sogdiano. Le due tombe dietro il complesso di Persepoli sarebbero quindi appartenute ad Artaserse II e ad Artaserse III. La tomba non finita, a un chilometro di distanza dalla città, è forse quella di Artaserse IV, che regnò circa due anni, o, se non la sua, quella di Dario III (Codomannus), che fu uno di quei corpi che si dice furono portati "ai persiani". Dal momento che Alessandro Magno si dice abbia sepolto Dario III a Persepoli, allora è probabile che la tomba non finita sia la sua.
Un altro piccolo gruppo di rovine, nello stesso stile, si trova presso il villaggio di Haji Abad, sul fiume Pulvar, ad un'ora circa di cammino da Persepoli. Queste formano un unico edificio, che era ancora intatto 900 anni fa, ed è stato usato come moschea della città allora esistente di Istakhr.

### Testi antichi

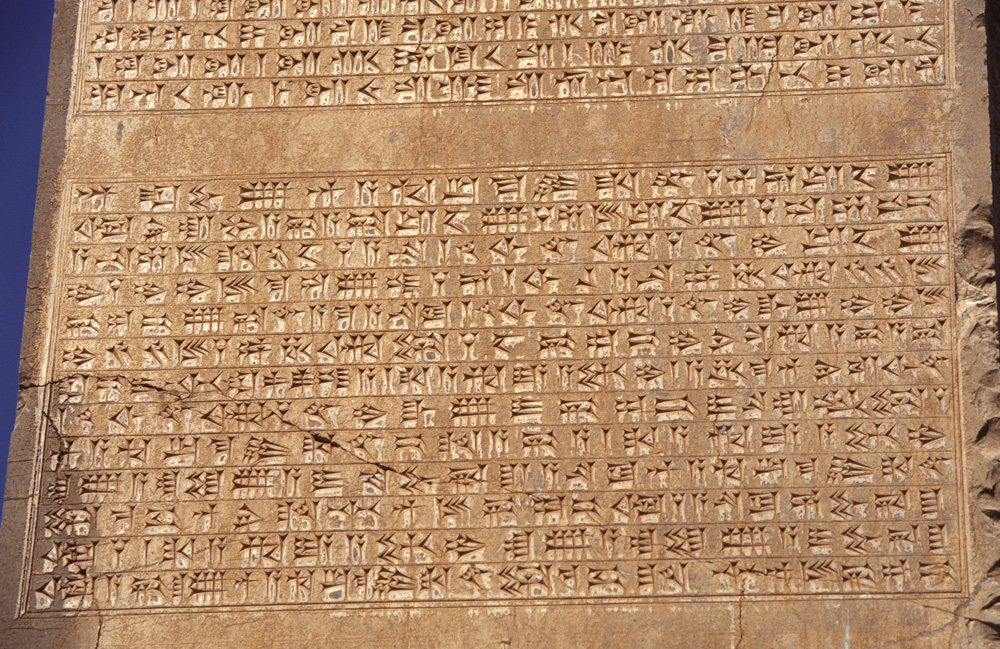
Versione babilonese di iscrizioni reali achemenidi.

Passaggi pertinenti da testi di studiosi antichi sul tema sono riportati qui di seguito:
72 (1) Alessandro vi tenne i giochi in onore delle sue vittorie. Fece costosi sacrifici agli dei e intrattenne i suoi amici generosamente. Mentre la festa era al culmine e avevano bevuto in abbondanza, cominciando ad essere ubriachi, una follia prese possesso delle menti degli ospiti intossicati. (2) A questo punto, una delle donne presenti, Thais di origine attica, disse che per Alessandro sarebbe stata la più bella di tutte le sue feste in Asia se egli si fosse unito a loro in un corteo trionfale, avesse dato fuoco ai palazzi, e avesse permesso alle mani delle donne, in un minuto, di spegnere le famose realizzazioni dei Persiani. (3) Questo fu detto ai giovani uomini che erano ancora storditi dal vino, e così, come ci si aspettava, qualcuno gridò di accendere delle torce, e esortò tutti a prendersi la vendetta per la distruzione dei templi greci. (4) Altri iniziarono a piangere dicendo che questo era un atto degno del solo Alessandro. Quando il re si infiammò alle loro parole, tutti balzarono in piedi dai loro divani e si passarono la voce per formare un corteo di vittoria [epinicio komon] in onore di Dioniso. (5) Prontamente, vennero raccolte molte torce. Visto che al banchetto erano presenti delle musiciste, il re le condusse fuori per la Komos al suono di voci, flauti e cornamuse, e Thais, la cortigiana, guidava il corteo. (6) Ella fu la prima, dopo il re, a scagliare la sua torcia ardente contro il palazzo. Quando tutti gli altri fecero lo stesso, subito l'intera area del palazzo fu avvolta dalle fiamme, tanto grande era la conflagrazione. Fu un atto più notevole di quello empio di Serse, re dei Persiani, contro l'acropoli di Atene, e venne ripagato in natura, dopo molti anni, da una donna, una cittadina del paese che lo aveva subito.»
(Diodoro Siculo 17.70.1-73.2)
(Curt. 5.6.1-7.12) 5.6 (1) Il giorno seguente, il re chiamò i capi delle sue forze e li informò che "nessuna città era più nociva ai Greci che la sede degli antichi re di Persia... Per la sua distruzione, avrebbero dovuto offrire sacrifici agli spiriti dei loro antenati."
7 (1) Ma le grandi doti mentali di Alessandro, la sua nobile indole, in cui superava tutti i re, la sua intrepidezza nell'affrontare i pericoli, la tempestività nella creazione e realizzazione di piani, la sua buona fede nei confronti di coloro che si presentavano a lui, il trattamento misericordioso nei confronti dei suoi prigionieri, la temperanza anche nei piaceri leciti ed usuali, vennero macchiati da un amore eccessivo per il vino. (2) nel momento stesso in cui il suo nemico e il suo rivale ad un trono stava preparandosi a rinnovare la guerra, quando coloro che egli aveva sottomesso erano sottotono e ostili al nuovo monarca, partecipò a banchetti prolungati in cui erano presenti le donne, non già quelle che sarebbe stato un crimine violare, ma, prostitute che erano abituate a vivere con uomini armati, più licenziosi del giusto.
(3) Una di queste, Thais il suo nome, anch'essa ubriaca, dichiarò che il re avrebbe avuto maggior favore tra tutti i greci, se avesse ordinato di mettere a fuoco il palazzo dei Persiani; che questo si aspettavano quelli che avevano visto le loro città distrutte dai barbari. (4) Quando una sgualdrina ubriaca aveva detto la sua opinione su una questione di tale interesse, uno o due, anch'essi pieni di vino, si dichiararono d'accordo. Anche il re, troppo avido di vino, gridò: «Perché no?, quindi, vendichiamo la Grecia e bruciamo la città." (5) Tutti erano inebriati dal vino, e così diedero al fuoco, da ubriachi, la città che avevano risparmiato quando erano armati. Il re fu il primo a lanciare un tizzone sul palazzo, poi lo fecero anche gli ospiti, i servi e i cortigiani. Il palazzo era stato costruito in gran parte in legno di cedro, che prese rapidamente fuoco e diffuse l'incendio ampiamente. (6) Quando l'esercito, che era accampato non lontano dalla città, vide il fuoco, pensando ad un incidente, si precipitò a portare aiuto. (7) Ma quando giunti al vestibolo del palazzo, videro il re stesso accumulare tizzoni, lasciarono l'acqua che avevano portato, e anche loro iniziarono a gettare legna secca sull'edificio in fiamme.
(8) Così finì la capitale dell'intero Oriente [...] .
(10) I macedoni si vergognavano che una città così famosa fosse stata distrutta dal loro re ubriaco; quindi l'atto venne preso sul serio, ed essi stessi furono costretti a credere che era giusto che dovesse essere spazzato via in quella maniera.
(Clitarco di Alessandria, FGrHist. 137, F. 11 (Athenaeus 13. 576d-e))
E Alessandro Magno non ha con sé Thais, la prostituta ateniese? Clitarco di Alessandria parla di lei come la causa dell'incendio del palazzo di Persepoli. Dopo la morte di Alessandro, questa stessa Thais fu sposata a Tolomeo, il primo re d'Egitto.
Vi è, tuttavia, una difficoltà formidabile. Diodoro Siculo dice che la roccia sul retro del palazzo che contiene i sepolcri reali è così ripida che i corpi potrebbero essere sollevati al loro ultimo luogo di riposo solo da apparecchi meccanici. Questo non è vero per le tombe dietro il complesso, al quale, come F. Stolze osserva espressamente, si può facilmente accedere. D'altra parte, questo è assolutamente vero per le tombe del rilievo Rostam. Stolze di conseguenza ha ipotizzato la teoria che il castello reale di Persepoli si trovava vicino al rilievo Rostam, ed è affondato, nel corso del tempo, in informi ammassi di terra, nei quali i resti possono essere occultati.

## Eventi moderni
Nel 1971, Persepoli fu il luogo della Celebrazione dei 2500 anni dell'Impero Persiano sotto il regno della dinastia Pahlavi. Vennero invitate delegazioni di molte nazioni nel tentativo di far rivivere la cultura e la storia persiana. I resti delle strutture utilizzate in quell'occasione sono ancora lì, seppur in rovina a ricordo di quella festa controversa.

## Musei (fuori dall'Iran) che hanno in mostra materiali provenienti da Persepoli
Numerosi bassorilievi provenienti da Persepoli si trovano al Fitzwilliam Museum di Cambridge. Altre collezioni si trovano al British Museum. Il toro a due teste in mostra all'Istituto orientale dell'università di Chicago, è uno dei più grandi tesori dell'Università, ma è solo uno dei numerosi oggetti provenienti da Persepoli in possesso dell'ateneo americano. Il Metropolitan Museum di New York ospita oggetti provenienti da Persepoli, presenti anche nel Museum of Archaeology and Anthropology dell'University of Pennsylvania. Il Museo di belle arti di Lione e il Louvre di Parigi ospitano anch'essi oggetti provenienti da Persepoli.

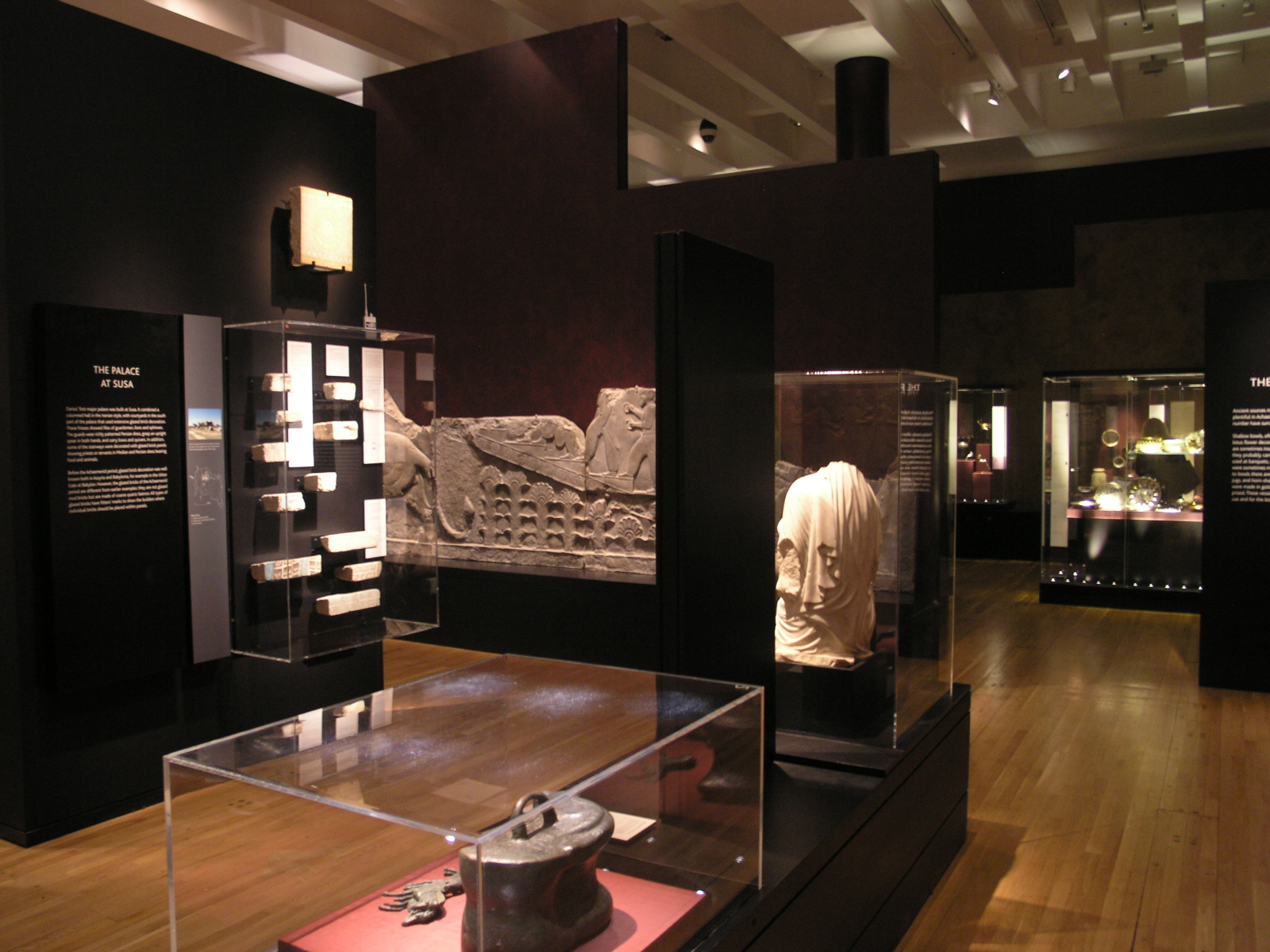
Forgotten Empire Exhibition, al British Museum
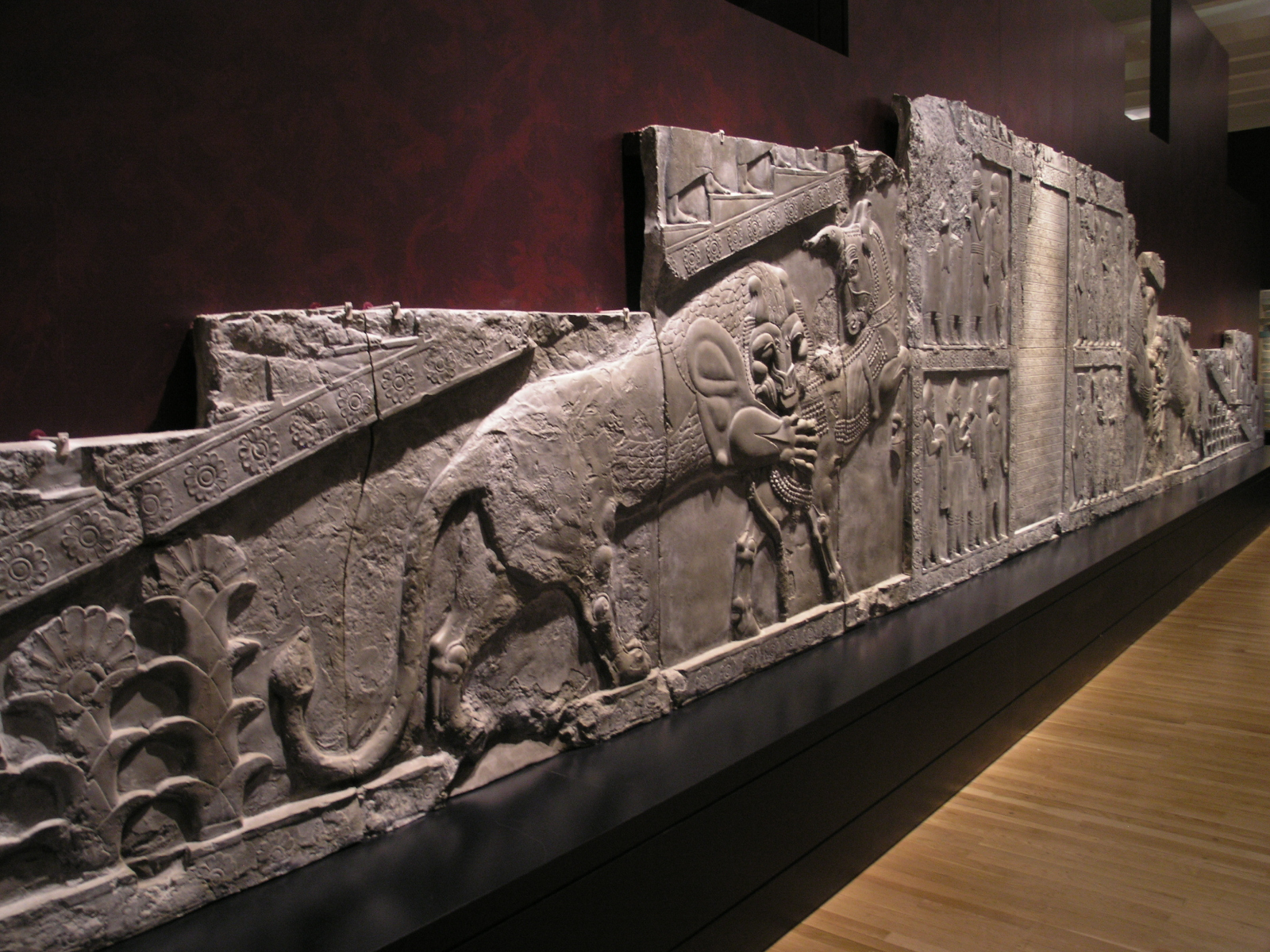
Forgotten Empire Exhibition, al British Museum
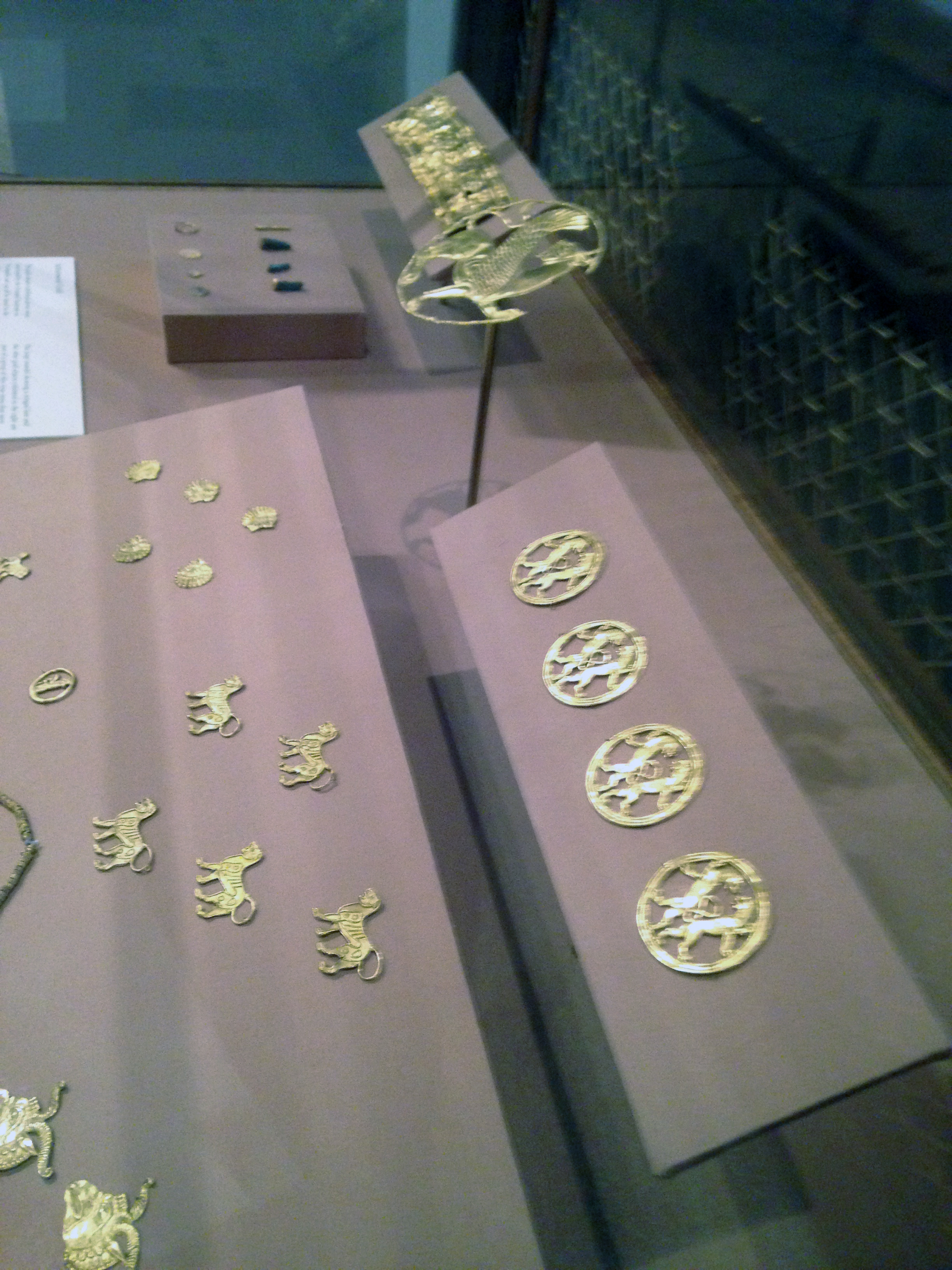
Oggetti d'oro provenienti da Persepoli, in mostra all'Istituto orientale dell'Università di Chicago
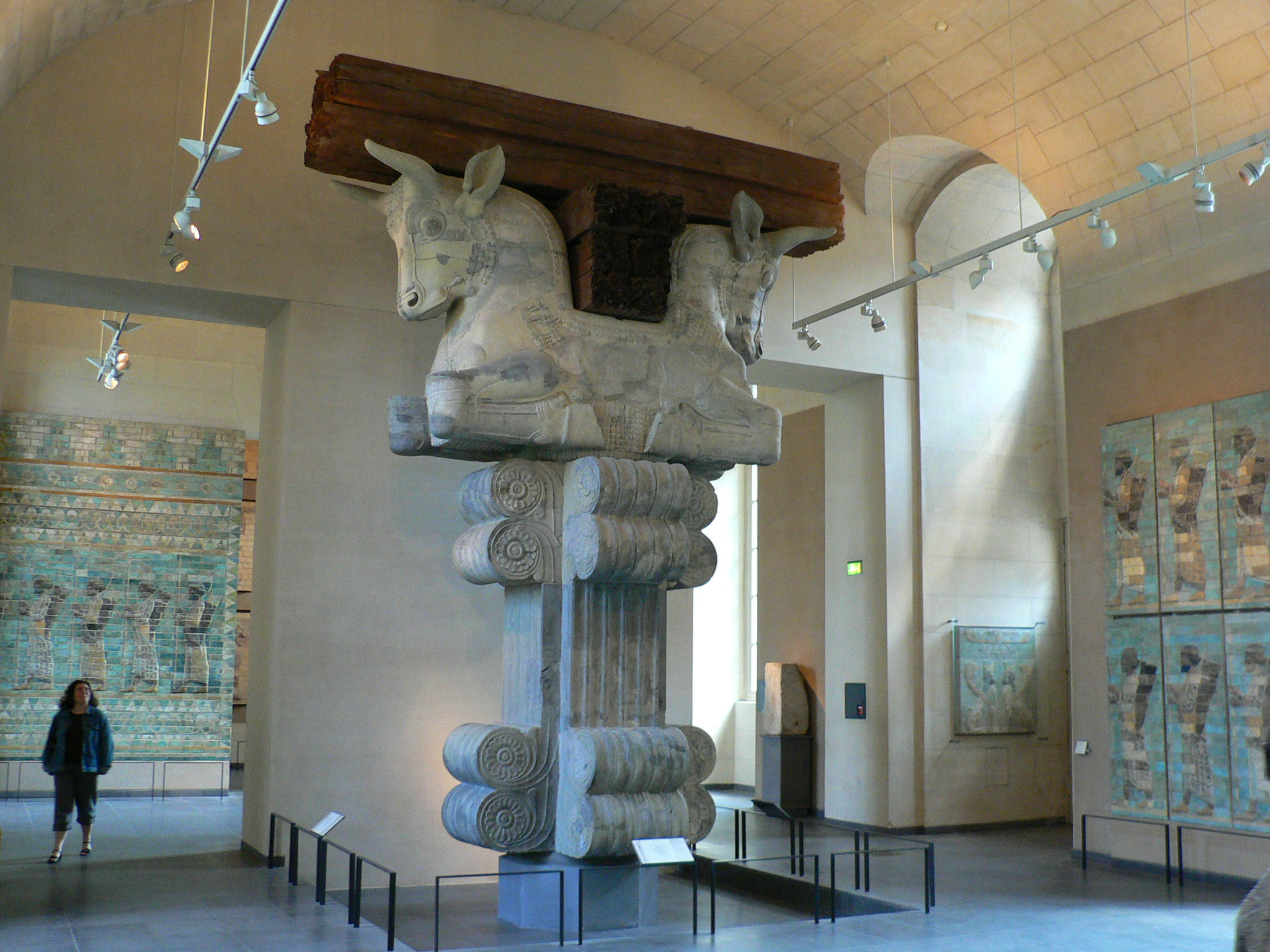
Capitello tauriforme dell'Apadana, esposto al Louvre
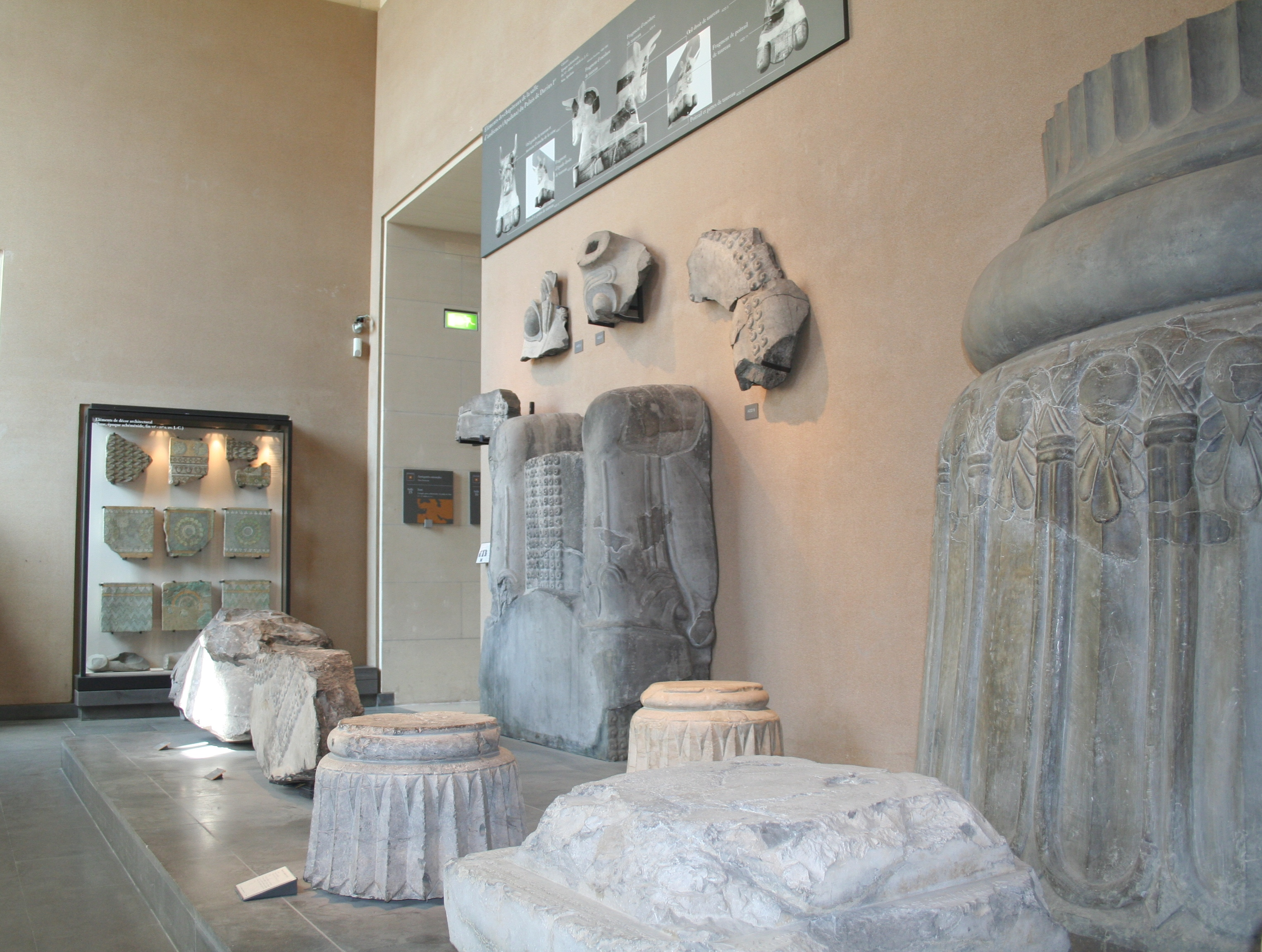
Oggetti provenienti da Persepoli, esposti al Louvre

## Curiosità
In tutto il sito di Persepoli non vi è alcuna rappresentazione femminile, tutte le figure sono uomini, soldati o servi. L'unica figura femminile è rappresentata in un bassorilievo dell'Apadana in cui vi è una donna all'interno del fulcro di una ruota di carro.

## Galleria d'immagini

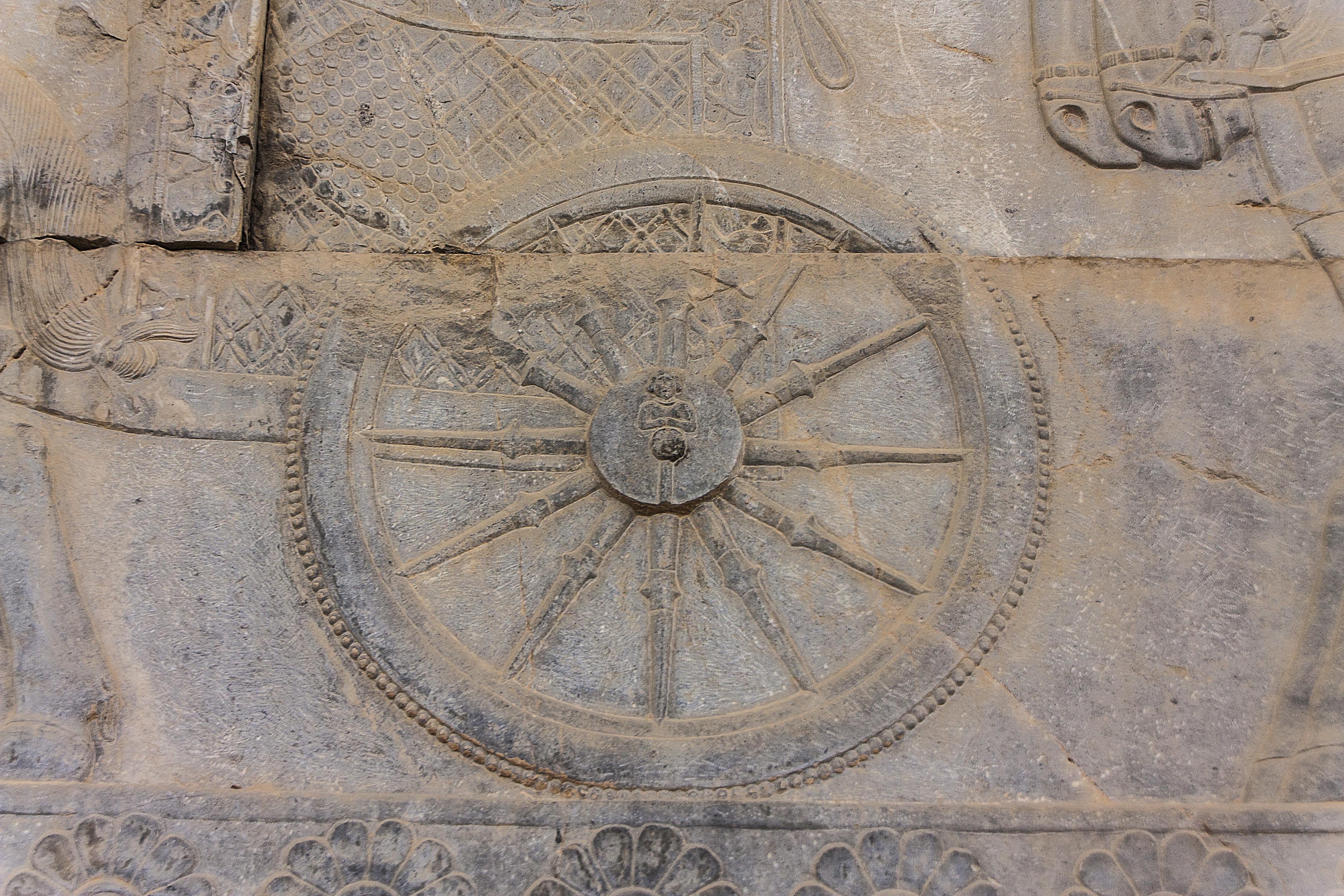
Figura femminile all'interno del fulcro.
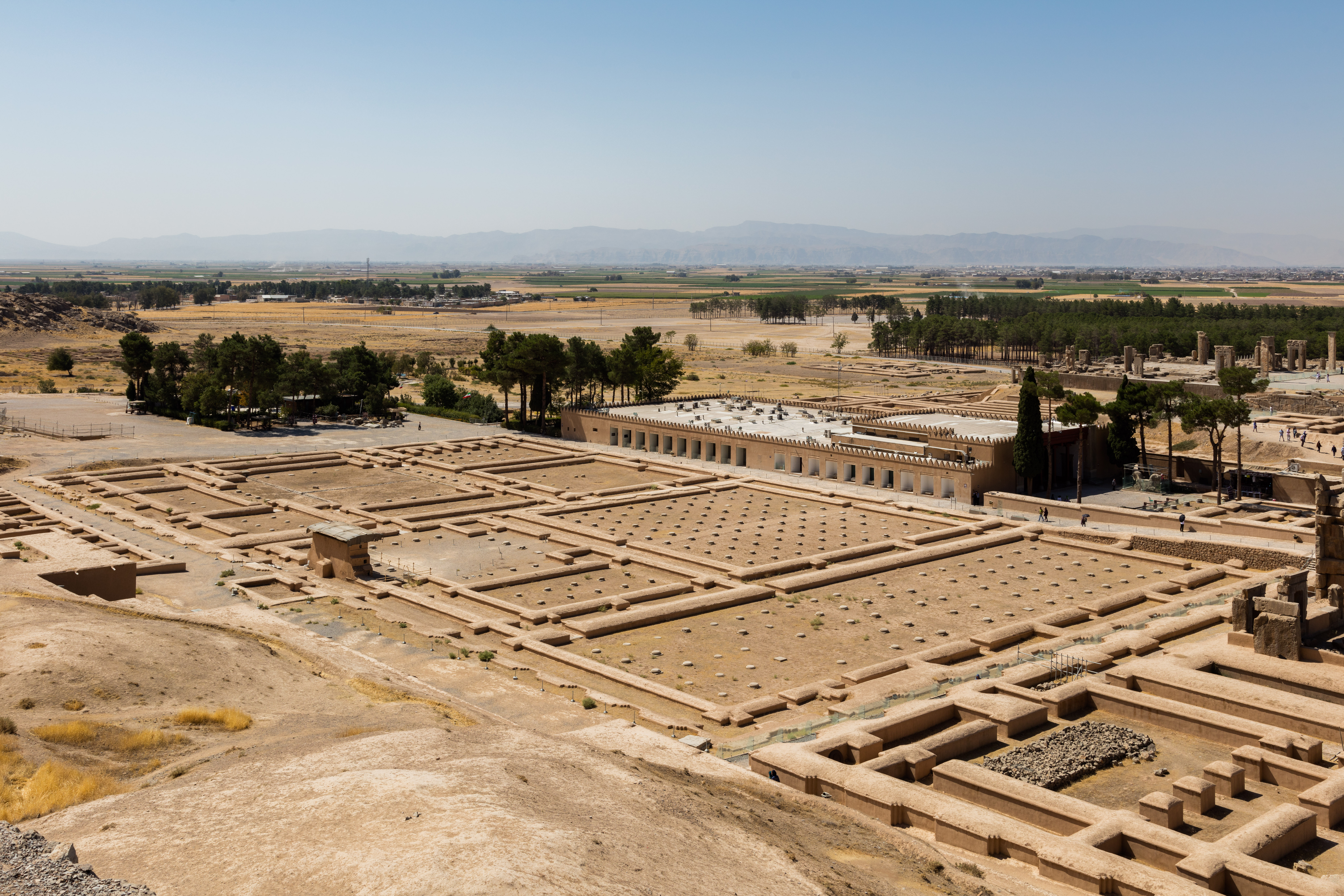
Vista aerea di Persepoli
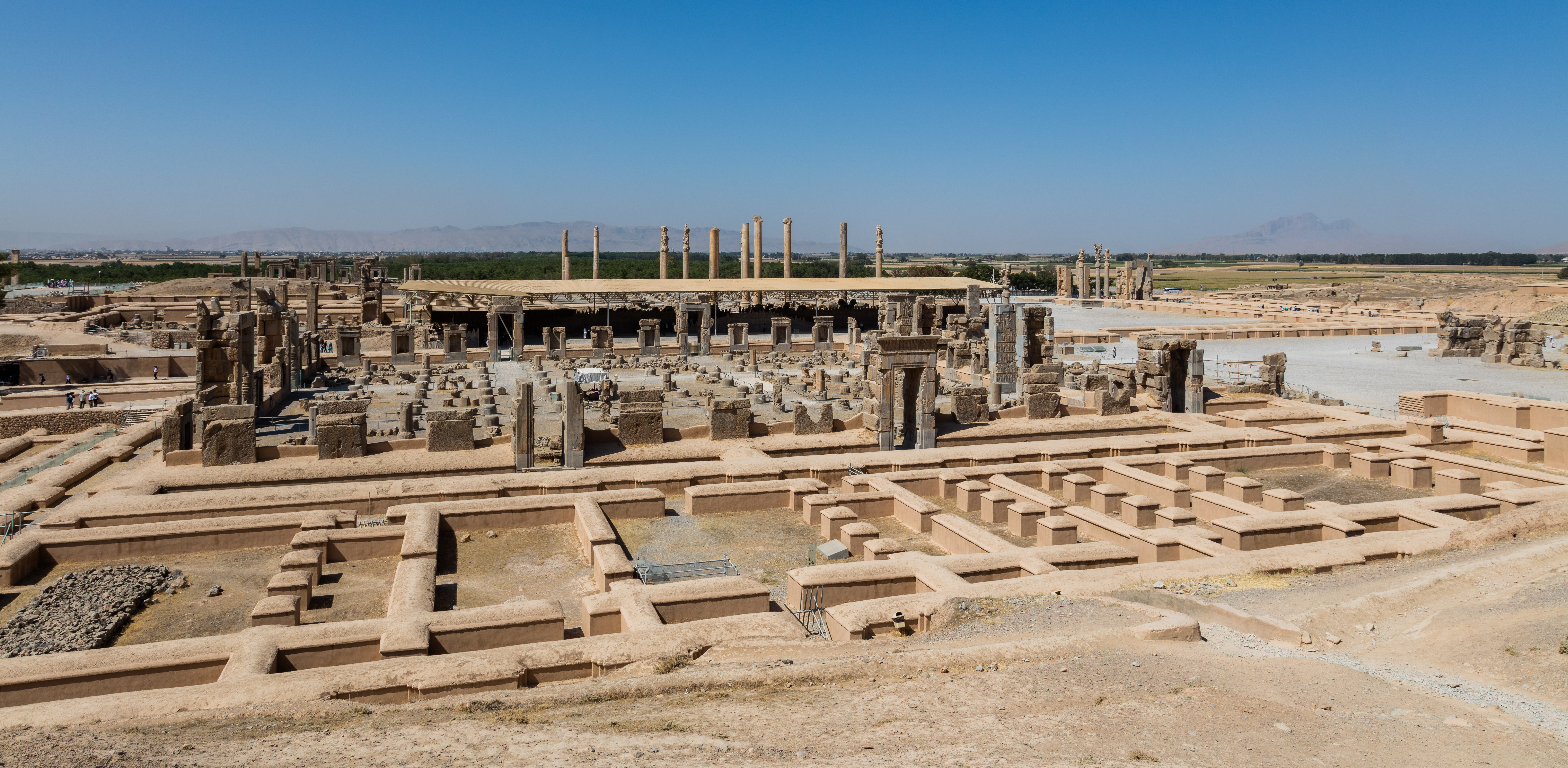
Vista aerea di Persepoli
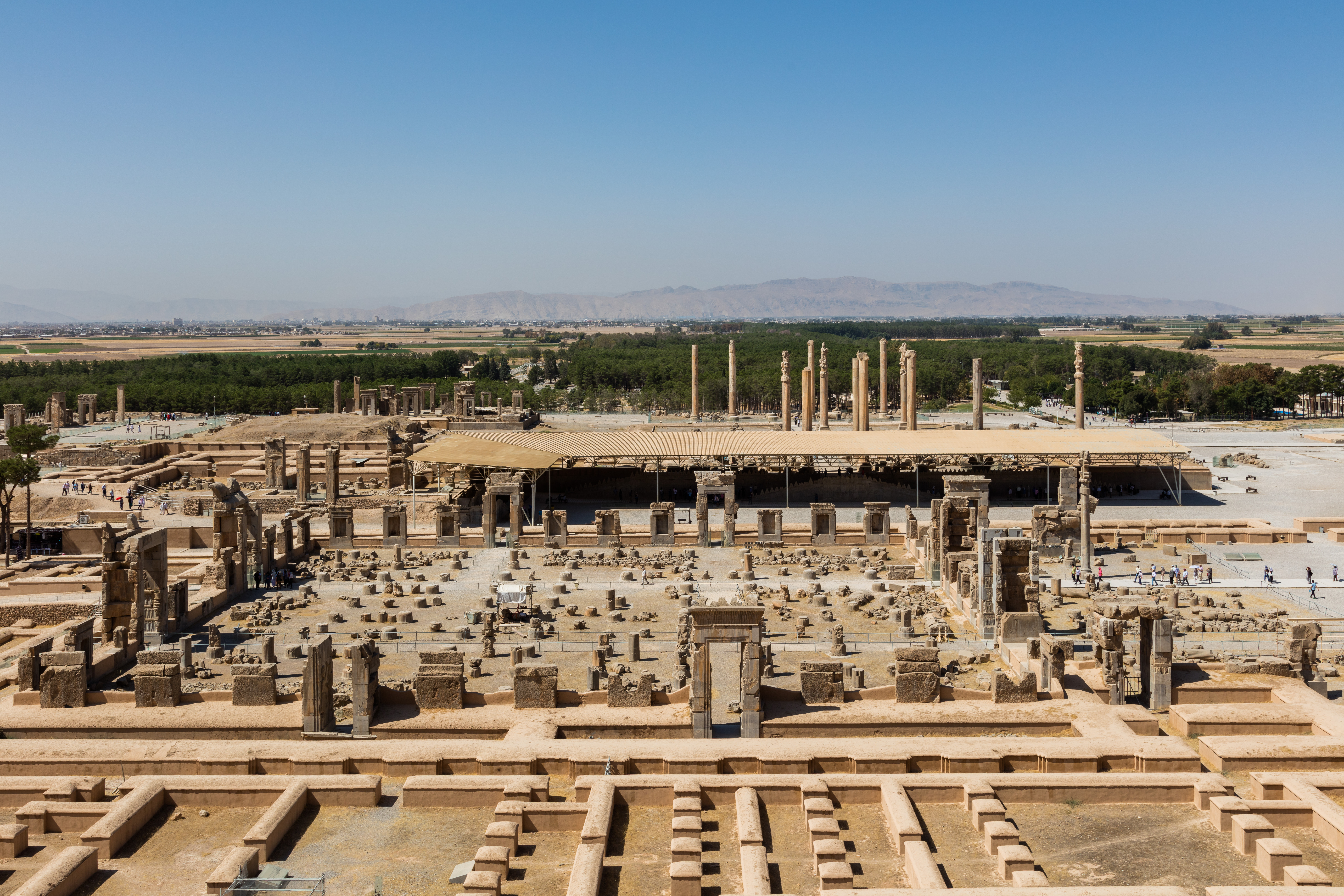
Vista aerea di Persepoli
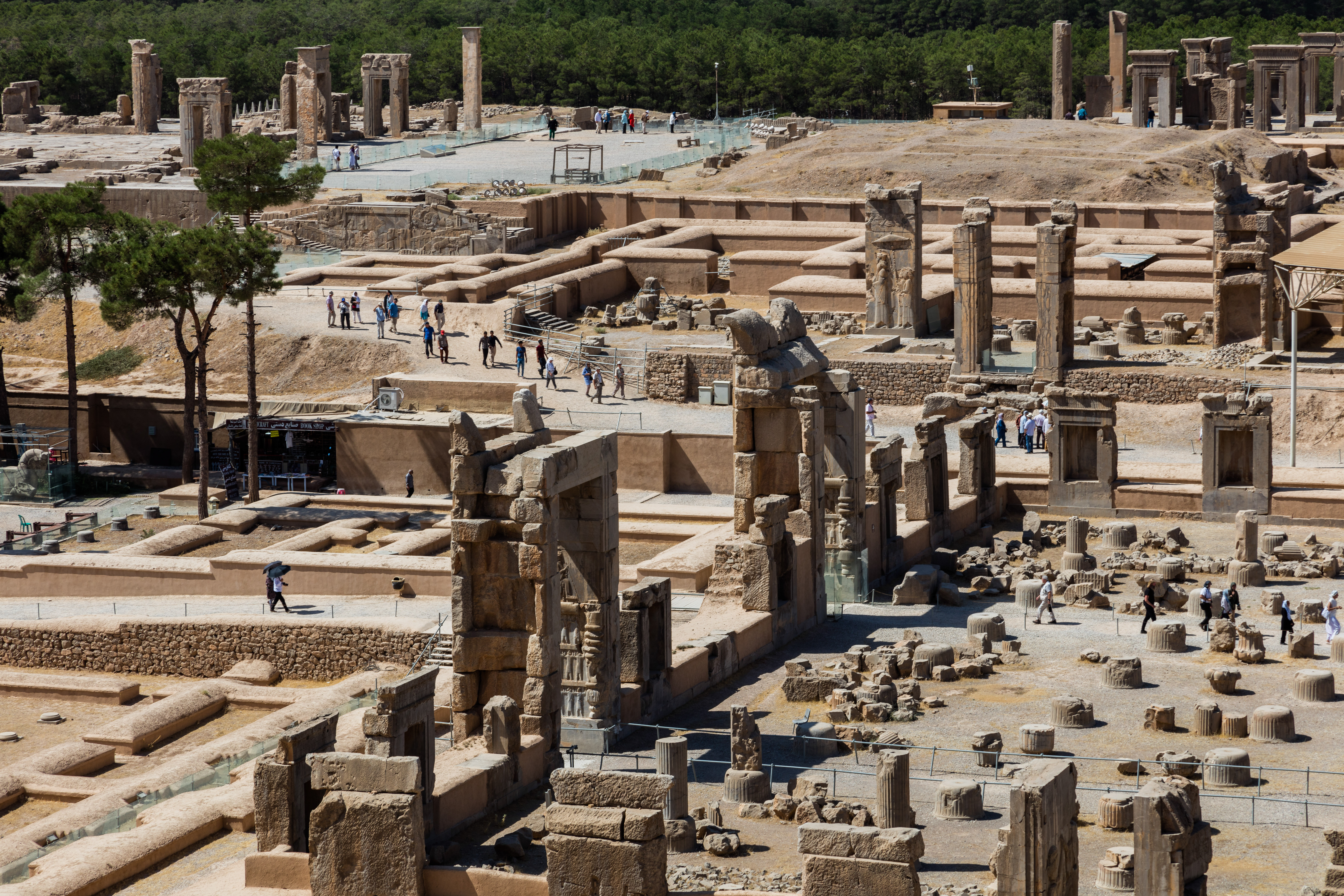
Vista aerea di Persepoli